# Barroco de Dresde

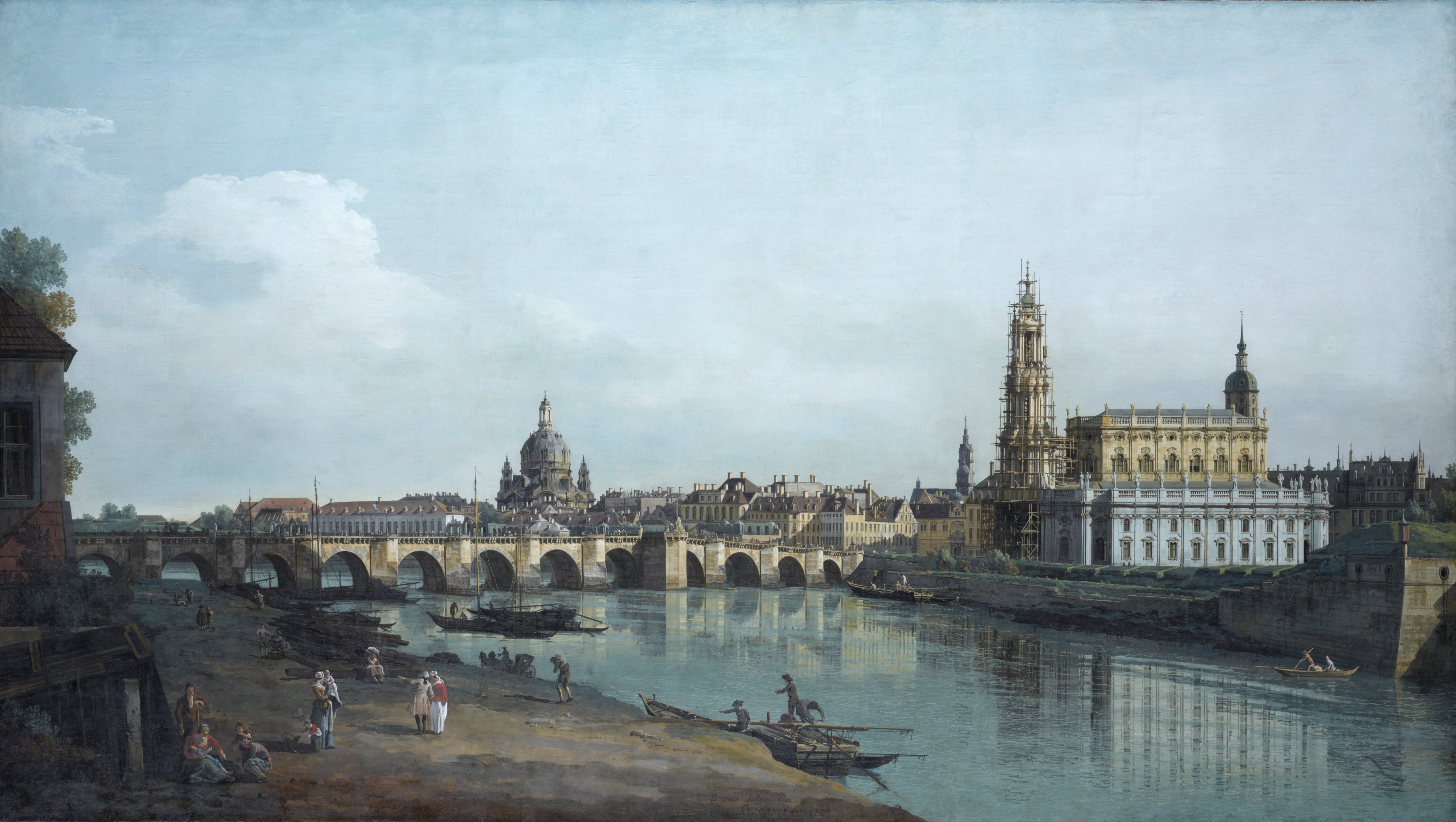
Bernardo Bellotto, llamado Canaletto, El Elba cerca de Dresde, vista del horizonte de la ciudad desde el muelle Neustadt (1748)

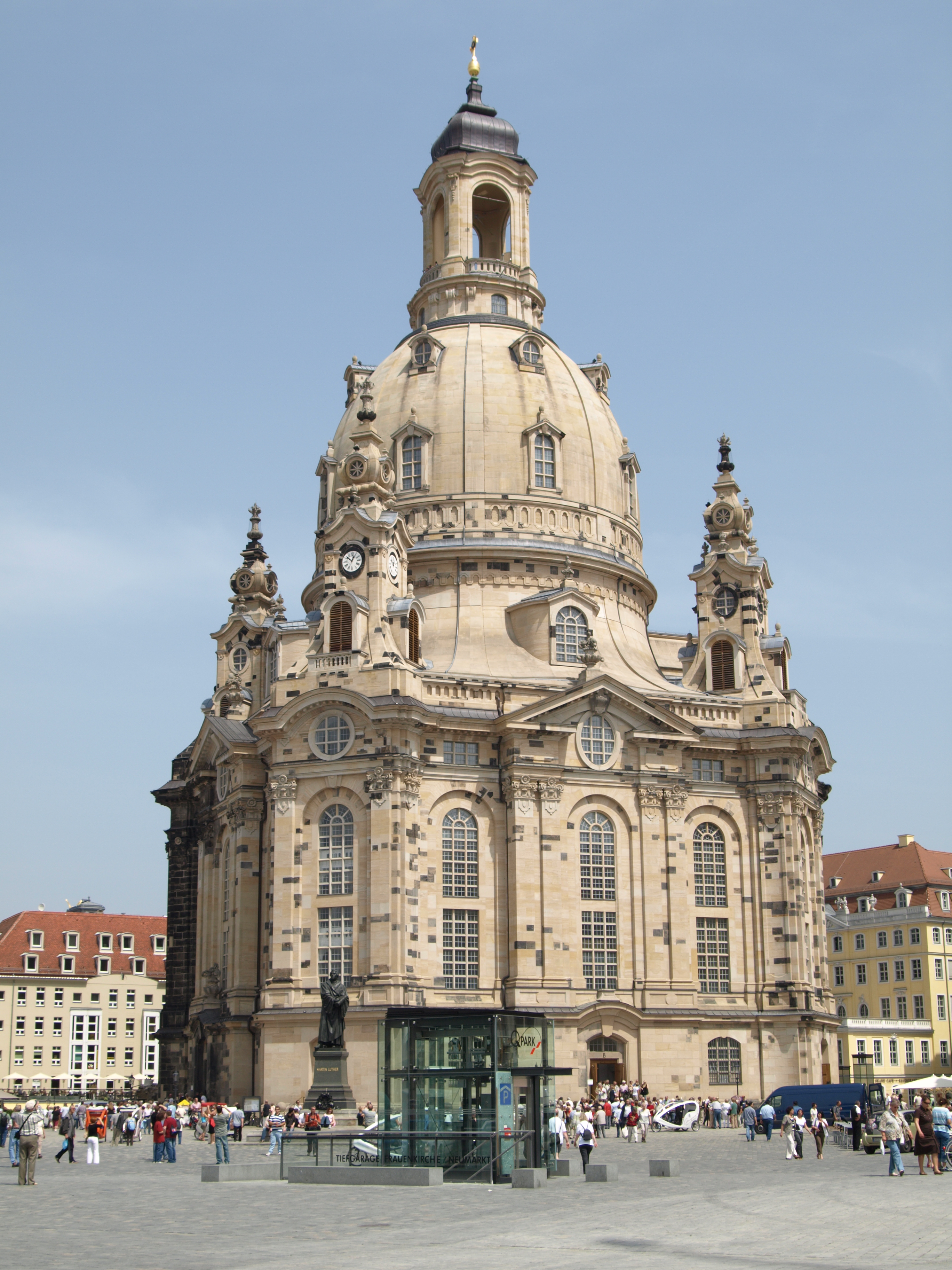
La Frauenkirche reconstruida

Se conoce como barroco de Dresde (Dresdner Barock) (1694 a 1763) al desarrollo específico del estilo barroco y rococó bajo el elector de Sajonia y más tarde rey polaco Augusto el Fuerte (r. 1697-1733) y su hijo Federico Augusto II (r. 1734-1763). Además de las influencias francesas, los modelos italianos influyeron especialmente en el estilo arquitectónico de la ciudad residencial de Dresde, que se extendió por toda Sajonia (y Polonia, especialmente Varsovia). También se conoce como barroco sajón (Sächsischer Barock) o barroco augusteo (Augusteischer Barock).

## El período barroco de Dresde

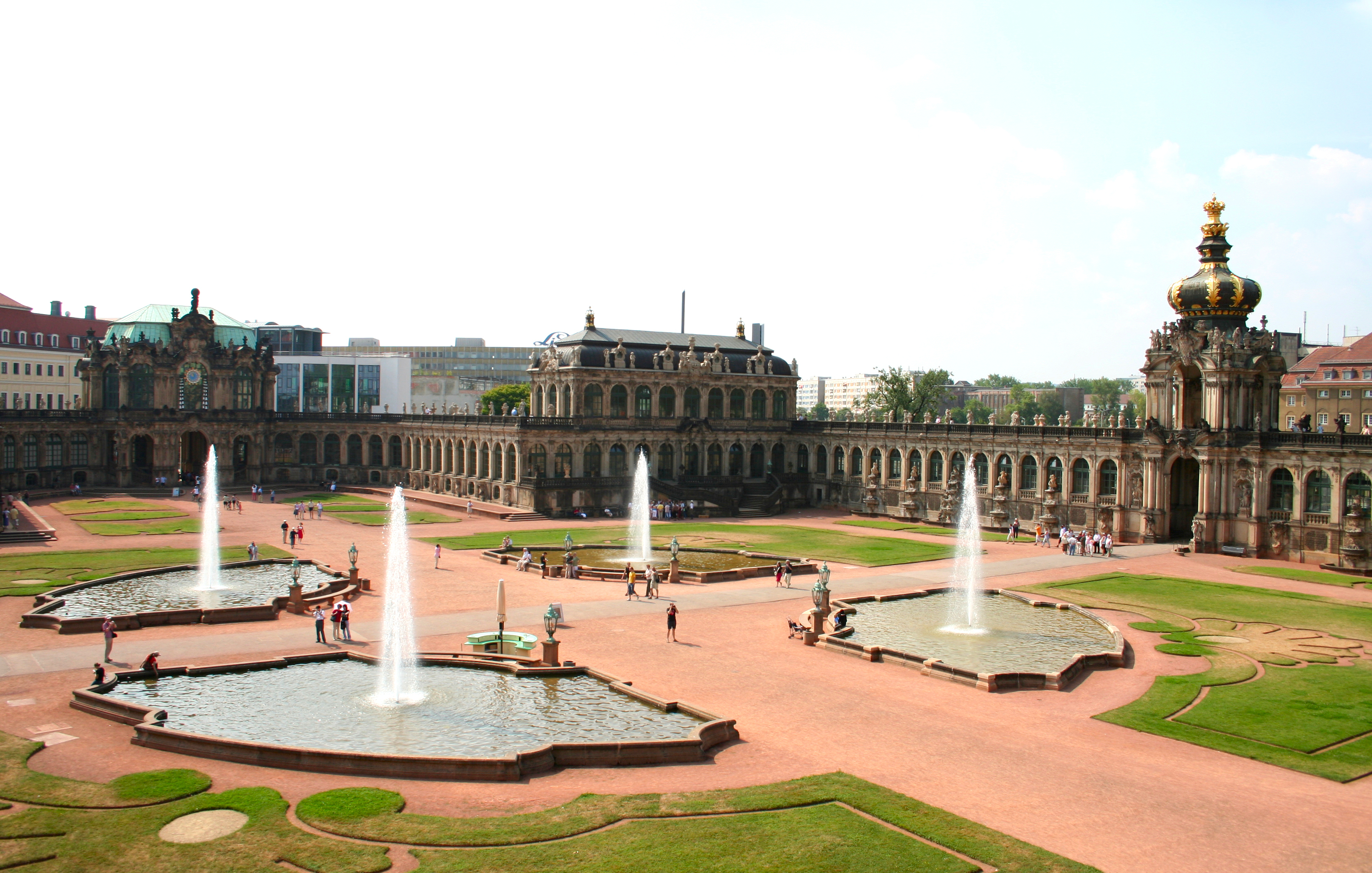
El Zwinger de Dresde

Cuando aún era un joven príncipe, Augusto el Fuerte emprendió en 1687-1689 un  Grand Tour por Europa, que lo llevó por países del norte de Europa, y también por Francia, España, Italia y finalmente vía Viena y Praga de regreso a Dresde. Al crecer en un entorno fuertemente influenciado por el Renacimiento sajón, las impresiones que recopiló no fueron en vano. Cuando inesperadamente fue ascendido a elector tras la repentina muerte de su hermano en 1694, pronto se convirtió en el prototipo del príncipe barroco y mecenas de las artes y, por tanto, finalmente en una figura de la historia mundial. La naturaleza de poder elemental del «Hércules sajón» (Sächsischen Herkules) pronto puso su sello en la ciudad y el país. Se inició la conversión de la ciudad residencial en una síntesis barroca de las artes. «Este Augusto —dijo Carl Justi, refiriéndose al emperador Augusto— encontró un pequeño capital con entramado de madera y dejó detrás una grande de piedra».

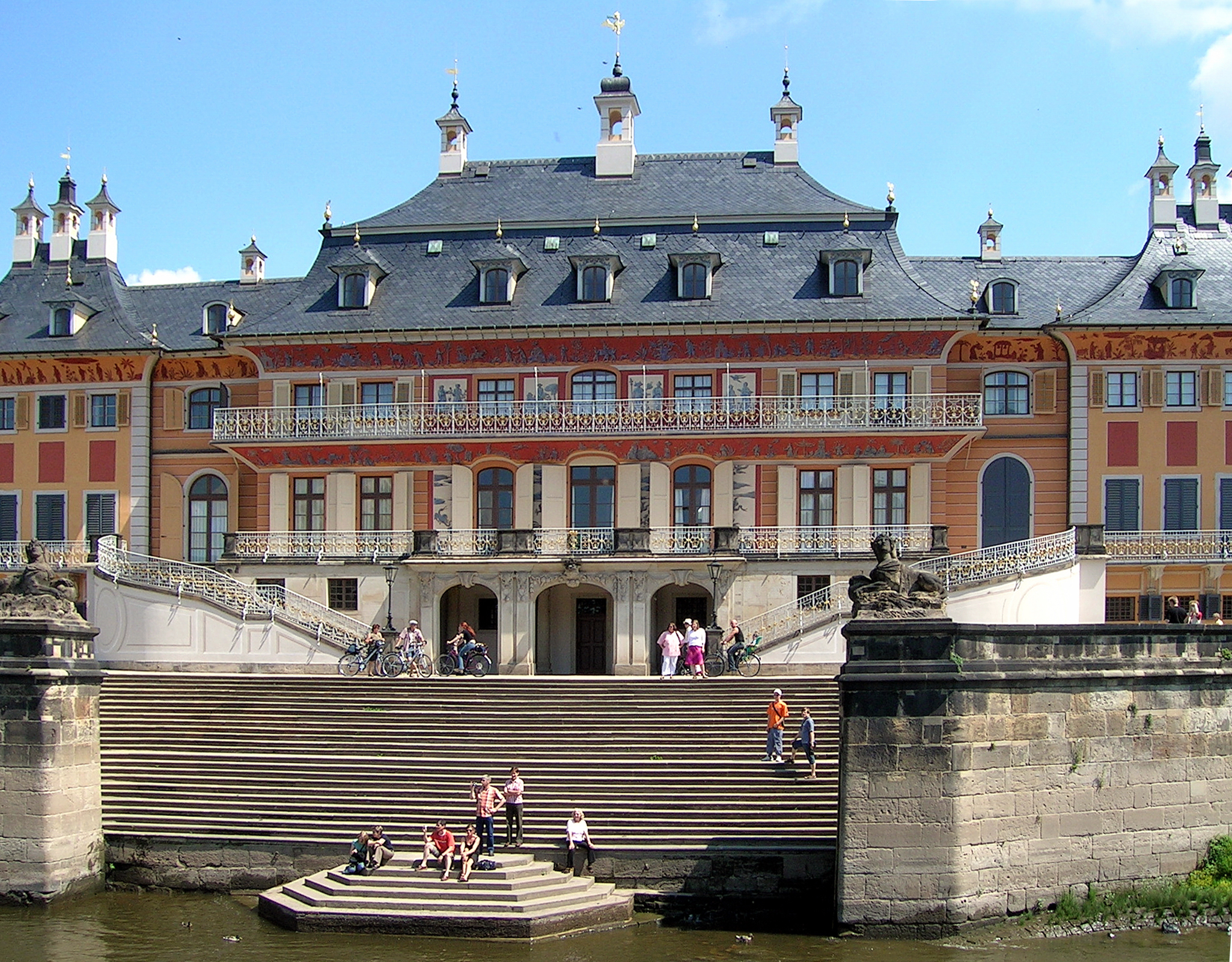
Castillo de Pillnitz, palacio acuático (de estilo „exotischen“ con Chinoiseries) con la escalera del barco hacia el Elba

La atractiva ubicación a orillas del Elba y el clima templado del valle del Elba con los viñedos a lo largo de la Ruta del Vino Sajona fueron el punto de partida ideal para rediseñar todo el paisaje según el modelo italiano. Al igual que el Gran Canal veneciano, el Elba se convirtió en un canal rodeado de magníficos edificios como telón de fondo, por lo que el efecto general siempre estuvo en primer plano. La magnífica góndola expuesta en Pillnitz está inspirada en las góndolas venecianas. Al adquirir la corona real polaca en 1697, Augusto el Fuerte se convirtió en gobernante de un vasto imperio, Sajonia-Polonia. Como resultado, la provincia de Dresde se convirtió en una metrópoli de prestigio europeo. Además de Viena, se convirtió en la gran mediadora cultural entre Oriente y Occidente. Augusto el Fuerte hizo construir el Eje sajón en Varsovia, mientras que el Kronentor del Zwinger parece haber sido influenciado por el polaco. La corte de Dresde también se hizo conocida en toda Europa por sus opulentos festivales y eventos cortesanos.

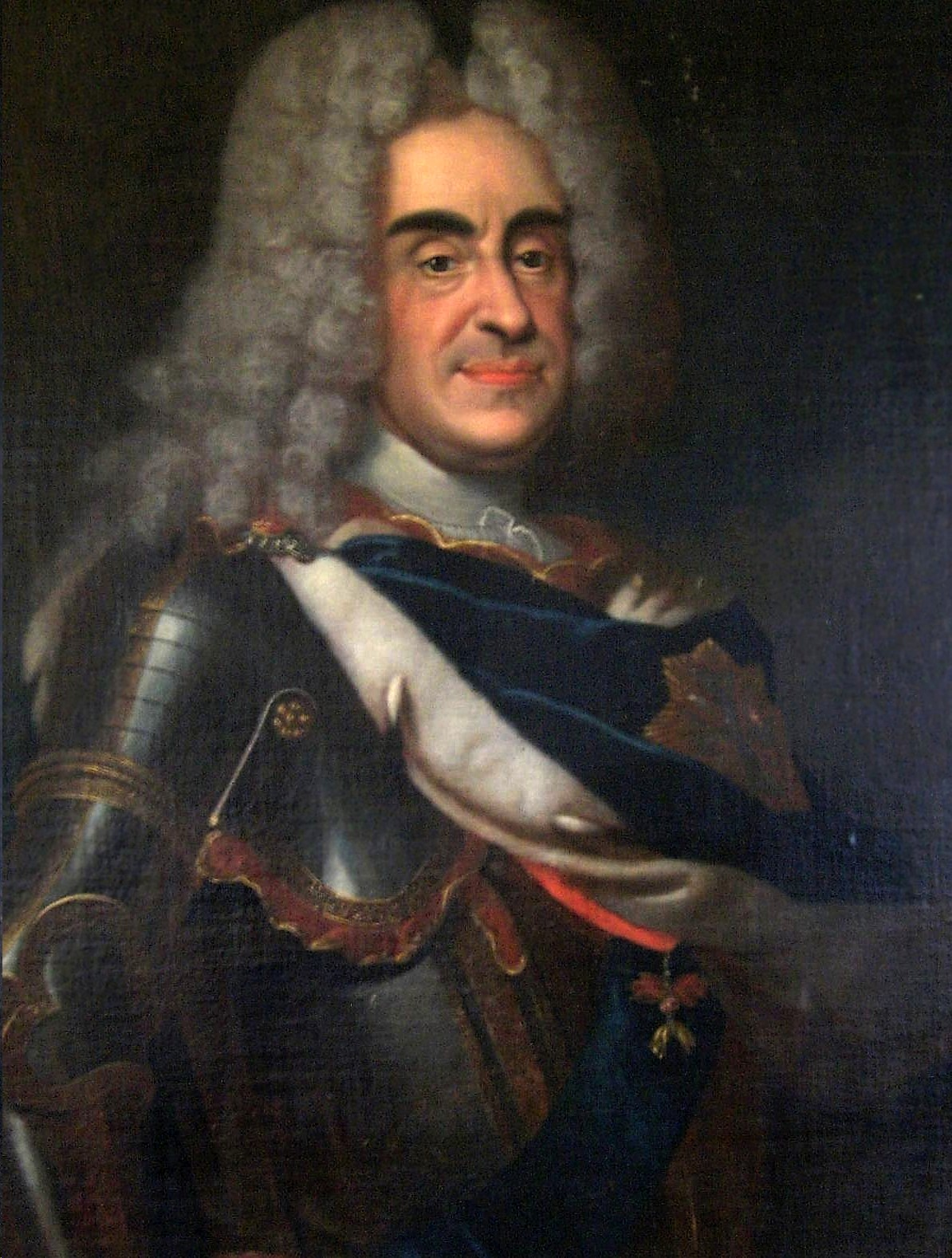
Augusto el Fuerte, elector de Sajonia y rey de Polonia (1670-1733)

Pero Augusto el Fuerte no creó el barroco de Dresde de la nada. Ya alrededor de 1600 y hasta bien entrada la guerra de los Treinta Años, artistas como el escultor tesino Giovanni Maria Nosseni o la familia Walther (Andreas III, Christoph IV, Michael y Sebastian Walther), el orfebre Hans Kellerthaler o el compositor Heinrich Schütz habían promovido en Dresde un clima que estimaba las artes. El arquitecto Pöppelmann, el orfebre Dinglinger y el escultor Permoser  ya estuvieron bajo la dirección de su padre Juan Jorge III que lllegó desde lejos al tribunal de Dresde. El abuelo Juan Jorge II, cuyas opulentas festividades cortesanas impresionaron al joven Augusto, hizo que Johann Georg Starcke construyera en 1678 el Palacio en el Gran Jardín como "preludio" del barroco de Dresde, basado en modelos del primer barroco francés e italiano, al mismo tiempo que el que se consideraba el prototipo del palacio de placer barroco, el palacio de Marly-le-Roi (1679-1696) de Luis XIV, el «rey Sol». Al mismo tiempo, el hermano de Juan Jorge II, Augusto, hizo construir en Weißenfels el Schloss Neu-Augustusburg del barroco temprano con su magnífica iglesia palaciega. El maestro de obras del Oberland, Wolf Caspar von Klengel, el primer arquitecto barroco importante de Dresde, enseñó al ya crecido príncipe Federico Augusto la arquitectura de fortificaciones y la arquitectura civil. Durante el resto de su vida, el rey ayudó a redactar los diseños de sus arquitectos o proporcionó los diseños iniciales.
Sin embargo, al comienzo de su reinado a partir de 1694, Augusto se concentró en la organización de festividades programáticas, en las que el propio monarca siempre desempeñaba el papel principal, para lo cual hizo ampliar el Gran Jardín Großen Garten y diseñarlo a Johann Friedrich Karcher. También encargó al orfebre Dinglinger la realización de obras representativas. Sin embargo, la primera década de su reinado se caracterizó principalmente por la muy costosa adquisición de la corona real polaca en 1697 y la aún más costosa Gran Guerra del Norte a partir de 1700. En alianza con el zar Pedro I, Augusto emprendió la reconquista de la otrora Livonia polaca contra Carlos XII de Suecia para obtener el reconocimiento de la nobleza polaca y, si fuera posible, convertir la monarquía electiva en una monarquía hereditaria. La contraofensiva sueca expulsó a Augusto de Polonia e incluso ocupó Sajonia en 1706, por lo que se vio obligado a renunciar a la corona polaca en el Tratado de Altranstädt. Sólo después de la derrota de Carlos XII cerca de Poltawa en 1709, con ayuda rusa, se reconquistó Polonia. Por estas razones, el primer edificio de Augusto el Fuerte fue el palacio Taschenberg para su amante Constantia von Cosel en 1705-1708. Hasta 1708, Dinglinger construyó por su cuenta la Hofstaat des Großmoguls (Corte del Gran Mogol), una obra de arte políticamente evocadora repleta de miles de piedras preciosas que, como era de esperar, Augusto compró y que tardaría años en amortizar. Inmediatamente dispuso su regreso a Varsovia.

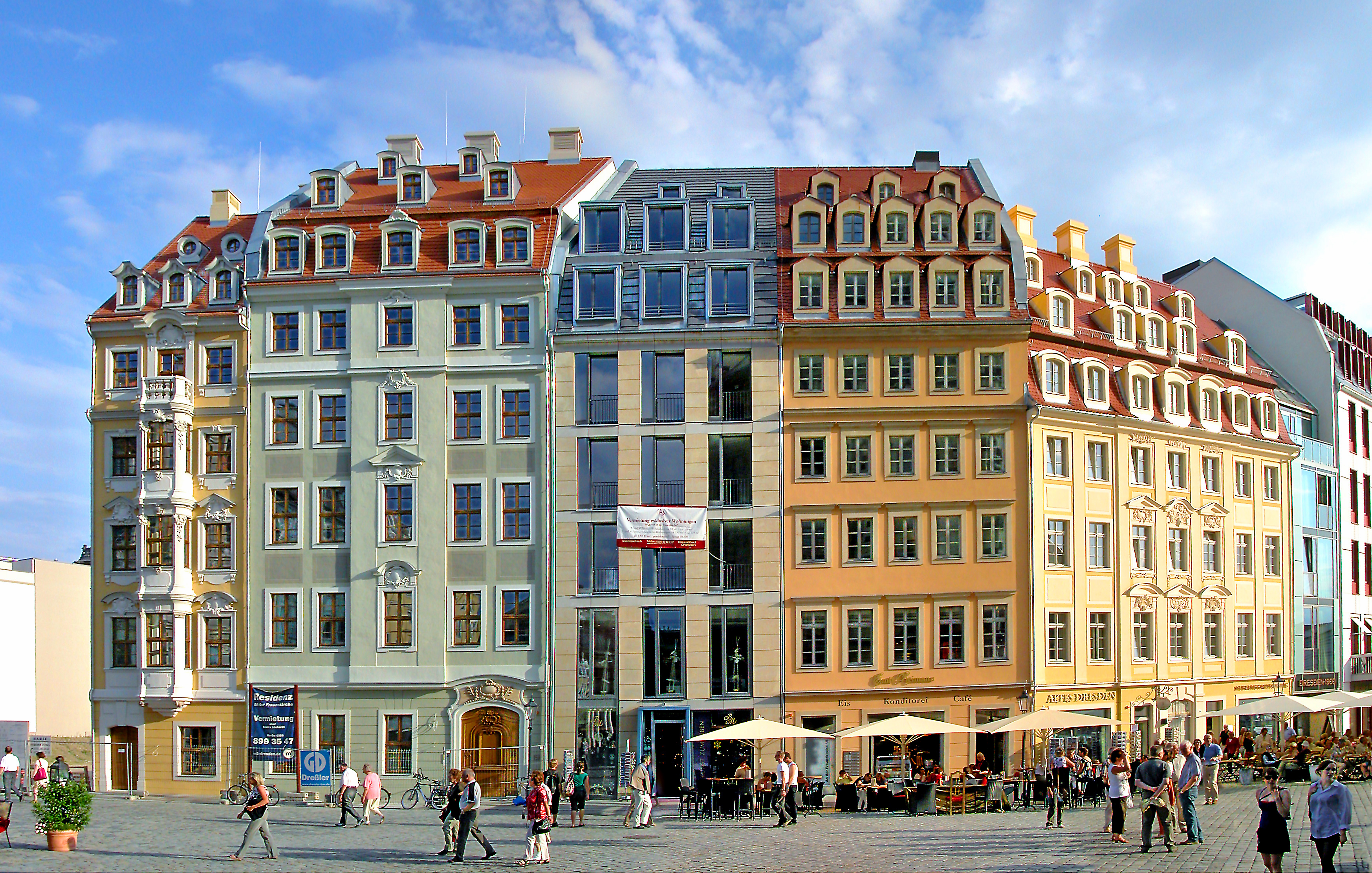
Casas barrocas reconstruidas en el Neumarkt de Dresde

El rey se esforzó al tiempo por introducir reformas en la administración, la legislación, los impuestos y el ejército con el objetivo de hacer cumplir los principios centralizadores de gobierno. Las normas de construcción de Dresde, que fueron modificadas varias veces, también fueron una expresión de la voluntad absolutista en la arquitectura. Exigieron el uso exclusivo de piedra y prescribieron el número y la altura de los pisos, así como los colores del estucado. Se utilizaron principalmente en la reconstrucción barroca de la nueva ciudad real, pero también se crearon nuevas calles con una apariencia uniforme en el área de Neumarktes. El ingeniero oficial August Christoph von Wackerbarth dirigió la industria de la construcción electoral sajona desde 1697 y se convirtió en intendente general de edificios civiles y militares y supervisor de la oficina de superestructura civil en 1706; Como ministro de Construcción de facto, se convirtió en el «director del Barroco de Dresde» („Regisseur des Dresdner Barock“, Fritz Löffler). El westfaliano Matthäus Daniel Pöppelmann recibió el encargo de construir el Zwinger de Dresde en 1711; se convirtió en un representante del exuberante estilo alto barroco – moldeado por Italia y mediado por Viena y Praga – que fue rechazado en partes del norte de Alemania y en Gran Bretaña por ser «demasiado católico». A partir  de 1710, Augusto el Fuerte hizo producir la porcelana de Meissen que pronto se convirtió en un importante producto de exportación y en una importante fuente de ingresos. En 1718, Pöppelmann añadió un teatro de ópera al Zwinger, después de que el antiguo teatro de ópera de Taschenberg sirviera como sede de la orquesta de la corte católica desde 1708. A partir de 1713, Zacharias Longuelune introdujo el barroco neoclásico francés en Dresde. Johann Christoph Knöffel, miembro de la siguiente generación, un sajón descubierto y promovido por Wackerbarth, continuó desarrollando la concepción más reservada de Longuelune, que se basaba en el clasicismo francés, y fundó el rococó sajón. En 1728 se convirtió en el tercer maestro de obras del Oberland, junto con los dos mencionados anteriormente. En el Oberbauamt siempre se encargaban diseños a varios arquitectos por separado, y generalmente no se seleccionaba ninguno, sino que se recopilaban diferentes elementos formales de los diseños individuales, en los que a menudo participaban el rey y Wackerbarth. Este proceso "colegial" condujo a la síntesis de muchas influencias estilísticas. En Leipzig trabajaron  al mismo tiempo  Johann Gregor Fuchs (1650-1715), el alumno de Pöppelmann, David Schatz (1667–1750), Christian Döring (1677–1750), George Werner (1682–1758),  más tarde conocido como el "Knöffel de Leipzig", y Friedrich Seltendorff (1700–1778).
El barroco sajón surgió, con un retraso en comparación con Italia y Francia, en su propio campo de tensión: en él, las formas arquitectónicas más moderadas del norte protestante se encontraron con el arte del sur influenciado por la Contrarreforma. Porque no hay duda de que la conversión de Augusto el Fuerte al catolicismo preparó el terreno para el barroco como forma artística de la Contrarreforma en Sajonia; en las zonas protestantes del norte rara vez se desarrolló tan magníficamente; una excepción son los palacios del rey Federico II de Prusia, quien, sin embargo, vivió de sus impresiones juveniles en la corte de Augusto el Fuerte e hizo llegar a artistas de Sajonia para que. construyesen sus palacios, que el rococó federicense influenció significativamente. «Es característico del barroco sajón que lo rico y animado se combinen peculiarmente con la frialdad intelectual». Se «caracteriza como festivo, alegre, noble y mesurado».

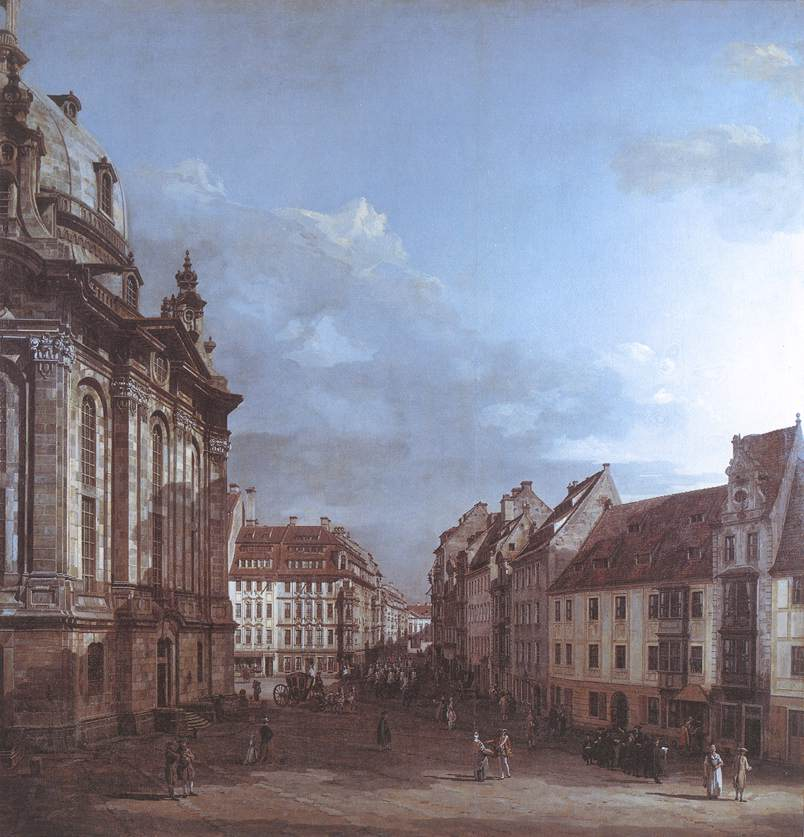
Bernardo Belotto: Dresden, Frauenkirche und Rampische Gasse, entre 1749 y 1753

Durante el reinado de 37 años de Augusto el Fuerte, también se construyeron la iglesia de Frauenkirche, el palacio japonés y, como corona alrededor de la capital, los castillos de Moritzburg, Pillnitz y Übigau y el jardín barroco de Großsedlitz. Los contratos reales de construcción para las celebraciones de la boda del príncipe elector en 1719 con la hija del emperador Habsburgo, María Josefa, experimentaron una aceleración. Después del final de la Gran Guerra del Norte en 1721, hubo más recursos disponibles. A partir de 1723, Pöppelmann pudo llevar a cabo la remodelación del castillo de Moritzburg, que había sido planeada ya en 1703, y la restructuración del castillo de Pillnitz de 1720. Las nuevas construcciones de edificios residenciales y comerciales burgueses desarrollaron un estilo particularmente rico de mirador y buhardilla con decoraciones de fachada que fueron influenciadas por el estilo cortesano, por ejemplo en Rampischen Gasse. Mientras que al principio las fachadas todavía estaban estructuradas con pilastras con base y capitel, como en el Palacio del Gran Jardín y en 1724-1725 en la Casa Schneeberger Bortenreuther de Naumann, la estructura de la fachada pintada con lesenas y hileras de ventanas pronto se volvieron típicas del barroco sajón, como Pöppelmann la realizó en el castillo de Moritzburg y Knöffel en casi todos sus edificios; esta decoración también se puede encontrar en muchas casas urbanas, por ejemplo en el Taschenbergpalais, en alternancia rítmica con decoración plástica de la fachada.
La ciudad sobre el agua, con sus torres, cúpulas y palacios, ofrecía muchos puestos de trabajo para constructores y artistas; el vivo sentido artístico de la corte, la nobleza y la ciudadanía creaban una atmósfera estimulante y los tres maestros de obras y el escultor Balthasar Permoser dejaron huellas impresionantes; Brillantes artesanos difundieron la fama del barroco de Dresde mucho más allá de las fronteras de la capital del estado, como el orfebre Dinglinger y los artistas de porcelana Böttger, Kändler y Höroldt. A finales de 1729, Augusto el Fuerte, a quien le gustaba referirse simbólicamente a la edad de oro del primer emperador romano Augusto, instaló en la planta baja del palacio en el Gran Jardín su extensa colección de antigüedades , que había adquirido en Roma un año antes; De las 194 estatuas antiguas, 160 procedían de la colección de la familia Chigi y 34 pertenecían a la de Alessandro Albani. Esta primera gran colección de antigüedades en Alemania formó la base de la Colección de Esculturas de Dresde (Dresdner Skulpturensammlung).

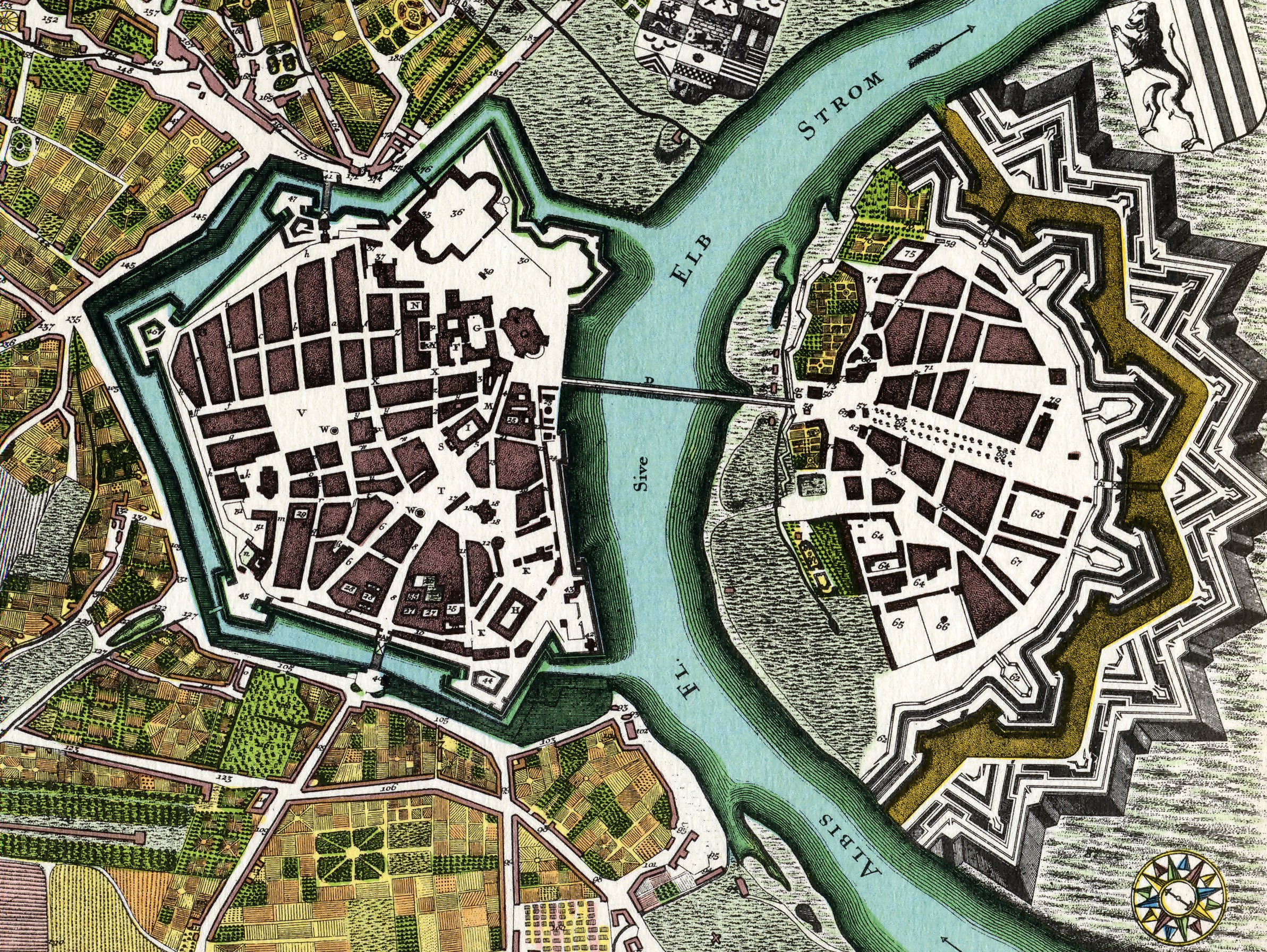
La ciudad fortaleza de Dresde alrededor de 1750: la nueva ciudad real en la orilla derecha del Elba

Un año antes de su muerte, el gobernante dio a la ciudad del lado derecho del Elba el nombre de «Neue Königsstadt» (Neustadt), tras lo cual se empezó a utilizar el término «Altstadt» para el lado izquierdo del Elba. Klengel ya había planificado la Neustadt  en 1685 después del incendio de Altendresden; Aquí se realizó un trazado de calles radiante a partir de la plaza del mercado y se garantizó la uniformidad de las fachadas, lo que era menos posible en las calles sinuosas del casco antiguo con su parque de viviendas históricas; desde Varsovia, el rey prescribió personalmente todos los detalles; Hizo demoler la  Dreikönigskirche bajo considerables protestas y Pöppelmann la reconstruyó en otro lugar a partir de 1732 porque ocupaba el bulevar central planeado, lal actual calle principal. Sin embargo, todos los planes de construcción y ampliación siempre estuvieron limitados por las fortificaciones de Dresde, cuya función debía mantenerse según las experiencias del saqueo de Magdeburgo en la guerra de los Treinta Años (y también demostraron su eficacia durante el asedio prusiano de 1760).
En 1733 murió Augusto el Fuerte, y casi simultáneamente Pöppelmann, Dinglinger, Permoser y Wackerbarth. La construcción continuó bajo el hijo y sucesor Federico Augusto II: el antiguo Ayuntamiento (1741-1745) se construyó en el Altmarkt y el nuevo Ayuntamiento (1750-1754) en la plaza del mercado de Neustadt. La construcción de casas adosadas en Neustadt continuó según lo previsto. Las murallas del casco antiguo, a orillas del Elba, fueron rediseñadas por Knöffel en el Brühlschen Garten y completaron así la orientación hacia el río. En 1728, Jean de Bodt sucedió a Wackerbarth como director general de construcción del Electorado de Sajonia. Knöffel sucedió a Pöppelmann en 1734 como director del departamento de construcción de Dresde y, tras la muerte de De Bodt en 1745, se convirtió en su sucesor en la dirección de la recién creada autoridad de la corte y del departamento de construcción civil, que ocupó hasta su muerte en 1752. Le siguió Julius Heinrich Schwarze  como director del Oberland.

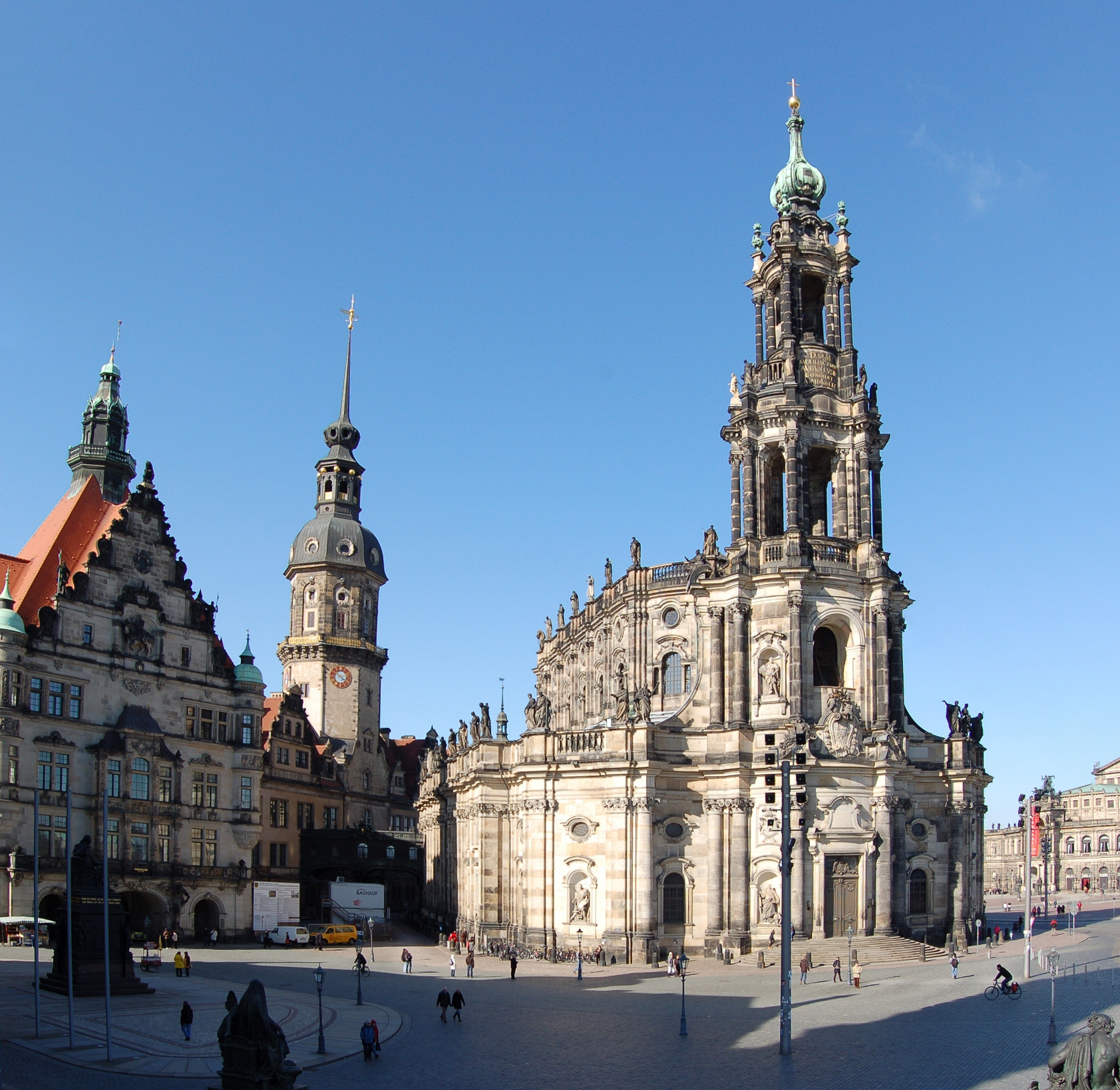
La Hofkirche católica frente al palacio de Dresde (Residenzschloss)

Debido al cambio de religión de Augusto el Fuerte al catolicismo, los ciudadanos de Dresde hicieron construir a partir de 1726 la Frauenkirche, iglesia evangélica de Nuestra Señora, por el maestro carpintero  George Bähr como un testimonio monumental de fe que se elevaría sobre toda la ciudad, aunque Augusto el Fuerte la apoyó generosamente. El propio Augusto sólo utilizaba para la Santa Misa la capilla del palacio y la ópera de Taschenberg, que en 1708 fue rededicada como Hofkirche (Iglesia de la corte). Federico Augusto II, que también había ascendido al trono polaco, hizo construir, de 1739 a 1755, la Catedral católica de la Santísima Trinidad (Hofkirche), que, a pesar de toda la delicadeza cincelada, retomó el carácter del alto barroco y del Zwinger. «En esta obra del romano Gaetano Chiaveri parece combinarse todo lo que ha funcionado en la arquitectura de la iglesia católica desde la época románica.» El escultor de influencia romana Lorenzo Mattielli y el "clasicista" Johann Gottfried Knöffler competían entre sí. Desde la cornisa de la nave, figuras de santos guardan desde lo alto la ciudad protestante, mientras que las procesiones sólo se realizaban en el interior, para lo cual se construyó una galería especial, que se puede leer en el exterior. Mientras que las iglesias católicas barrocas, en el espíritu de la Contrarreforma, pretendían hacer tangible la fe en lugar de explicarla intelectualmente, las iglesias protestantes en Sajonia, sobre todo la Frauenkirche, encontraban soluciones independientes tomando las galerías del edificio del teatro para que más personas pudieran asistir al servicio del sermón luterano. «En aquella época en Europa, en la que aún se producían disputas confesionales, no había otra capital en la que dos de las iglesias más representativas de las dos confesiones principales determinasen juntas el paisaje urbano de un pequeño casco antiguo».
A diferencia de su padre, Federico Augusto II tenía poco talento e interés políticos y dejó todo en manos de su primer ministro Heinrich von Brühl, incluidas las cuestiones de construcción, que al final tendrían efectos financieros y políticos desastrosos, pero gracias a su amor por ópera italiana y a una marcada pasión por coleccionar tesoros artísticos hizo de Dresde una ciudad barroca aún más glamorosa. En 1746 adquirió a Francisco III de Este, duque de Módena, por 100.000 cequíes venecianos (equivalentes a unos 650 kg de oro) las 100 mejores obras de la colección de arte de la Galería Estense para la Gemäldegalerie Alte Meister Galería de Pinturas de los Maestros Antiguos de Dresde, que les confirió reconocimiento mundial hasta el día de hoy. Los grupos de figuras de Kändler en porcelana de Meissen, que también adquirieron una gran importancia económica como producto de exportación, se convirtieron en el epítome del rococó. Al mismo tiempo, Winckelmann hizo de Dresde el punto de partida de la teoría del arte neoclásico alemán y el arquitecto Friedrich August Krubsacius lo apoyó en su polémica contra las «formas pomposas» („schwülstigen Formen“) del barroco.
Con el comienzo de la guerra de los Siete Años en 1756, el prosperidad de la época de Augusto se interrumpió bruscamente. Cuando el ejército aliado austríaco se acercó a la ciudad controlada por Prusia, el gobernador prusiano pidió medidas de represalia e incendió parcialmente la ciudad. En 1760, los prusianos sitiaron sin éxito Dresde y bombardearon el centro de la ciudad con cañones, unas 400 casas y cinco iglesias fueron destruidas, pero luego reconstruidas en su mayor parte enseguida, en una fase final del barroco de Dresde, con la Gewandhaus (1768-70) y la Landhaus (1770-1776), Kreuzkirche (1764-1788) y Annenkirche (1764-1769), así como la remodelación del palacio residencial de Knoeffel al Coselpalais (1762-1764). Sólo a principios del siglo siguiente volvieron a surgir nuevas fuerzas creativas, especialmente en la literatura y la pintura, como se exponen hoy en el Kügelgenhaus, el Museo del Romanticismo de Dresde.

## Patrimonio arquitectónico, destrucción y reconstrucción parcial
.
Al barroco de Dresde le siguió el clasicismo, el período Biedermeier y la época de Semper (1800 a 1870). A esto le siguió el primer apogeo del desarrollo de villas y el neobarroco, en Webergasse o, de forma más sencilla, en Wilsche Gasse (Wilsdruffer Straße). La transformación de Dresde en metrópoli a finales del siglo XIX provocó la demolición de numerosos edificios barrocos. Por ejemplo, las Brühlschen Herrlichkeiten (glorias de Brühl) en la terraza del Elba fueron víctimas de una reconstrucción historicista, como el Palacio Vitzthum-Schönburg, el Palacio Moszinska, el Boxberg’sche Palais, el Palacio del Príncipe Max y muchos otros.

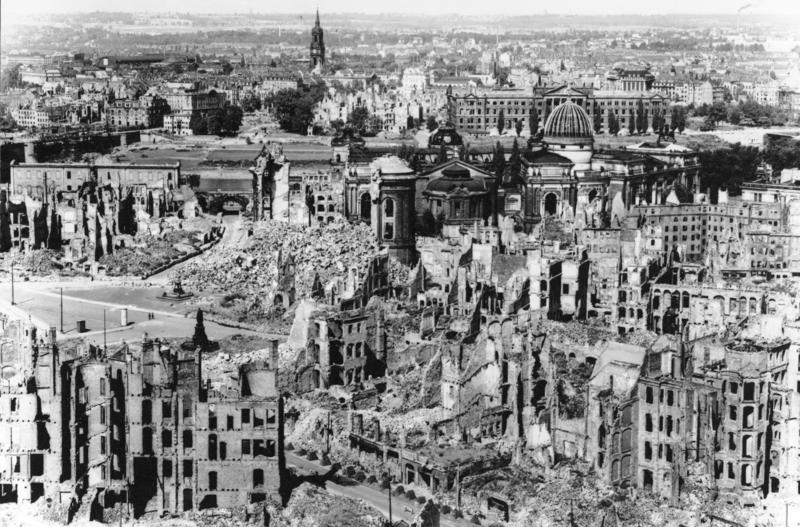
Vista del Neumarkt y las ruinas de la Frauenkirche (en el centro de la imagen), 1945

Durante la Segunda Guerra Mundial, los ataques aéreos sobre Dresde provocaron el hundimiento de la histórica ciudad barroca. Durante la reconstrucción de la ciudad finalmente se eliminaron innumerables edificios parcialmente destruidos y calles enteras fueron víctimas de la limpieza planificada, incluidas muchas casas barrocas, pero también grandes edificios importantes como el antiguo Ayuntamiento, el nuevo Ayuntamiento o el Palacio Wackerbarth. A pesar del furor por la nueva construcción, Hans Nadler y sus compañeros de campaña en la Oficina de Monumentos, junto con varios voluntarios comprometidos, lograron gestionar ruinas importantes en largas negociaciones con los comunistas en el poder. Aseguraron el palacio de Dresde, la Ópera Semper, el Coselpalais, el Taschenbergpalais y la Dreikönigskirche para su posterior reconstrucción. El libro de Fritz Löffler Das alten Dresden (1955), preparado en colaboración con el Instituto para la Conservación de Monumentos (Instituts für Denkmalpflege) y la Bauakademie, tenía como objetivo mantener viva la memoria de la antigua ciudad para los habitantes de Dresde y dejar claro para los forasteros, especialmente para los políticos de Berlín Oriental, lo que alguna vez significaron los escombros. En el caso de la Sophienkirche, el último edificio gótico que se conserva en Dresde, los conservacionistas fueron derrotados; las ruinas reconstruibles fueron dinamitadas en 1962 por decisión del gobierno de la RDA y se construyó en su lugar un gran restaurante; desde 2009, la capital del estado hizo reconstruir parcialmente una antigua capilla lateral como monumento de la capilla Busmann.
Sin embargo, la reconstrucción posterior de la Frauenkirchesólo fue posible gracias a la conservación de la montaña de escombros, que, como medida de precaución, habían sido declarada monumento de guerra por sugerencia de Nadler. La Zwinger, la Hofkirche y la Kreuzkirche fueron restauradas pronto bajo la dirección de la agencia de protección de monumentos (Leitung des Denkmalschutzes), en los años 1960 siguieron las ruinas quemadas de la Landhaus, Gewandhaus y el Palais im Großen Garten, mientras que los palacios de Moritzburg y Pillnitz y el jardín barroco de Großsedlitz  sobrevivieron indemnes a la guerra.

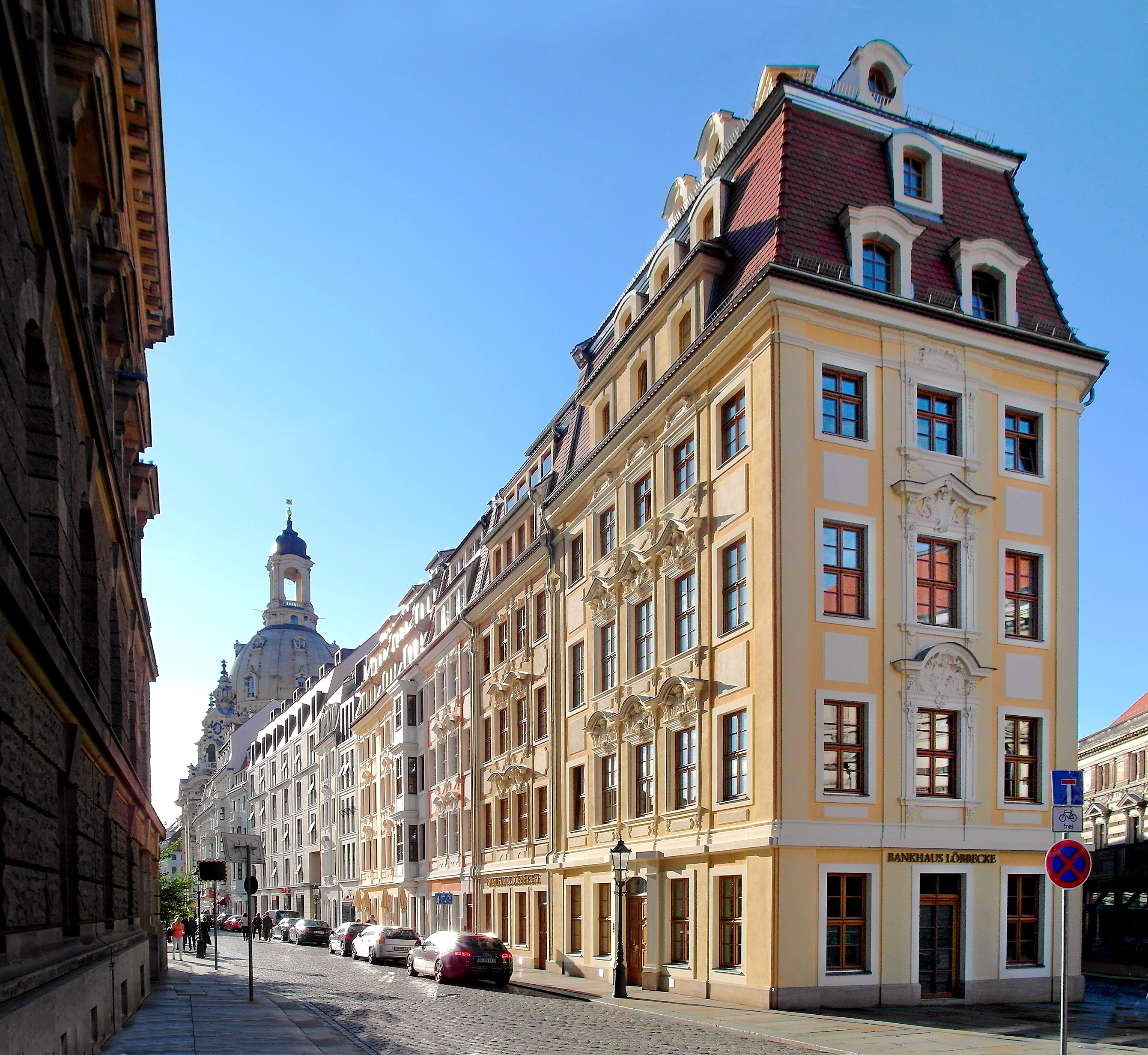
Rampische Straße reconstruida, en primer plano la casa de Pöppelmanns en Haus Rampische Straße 33

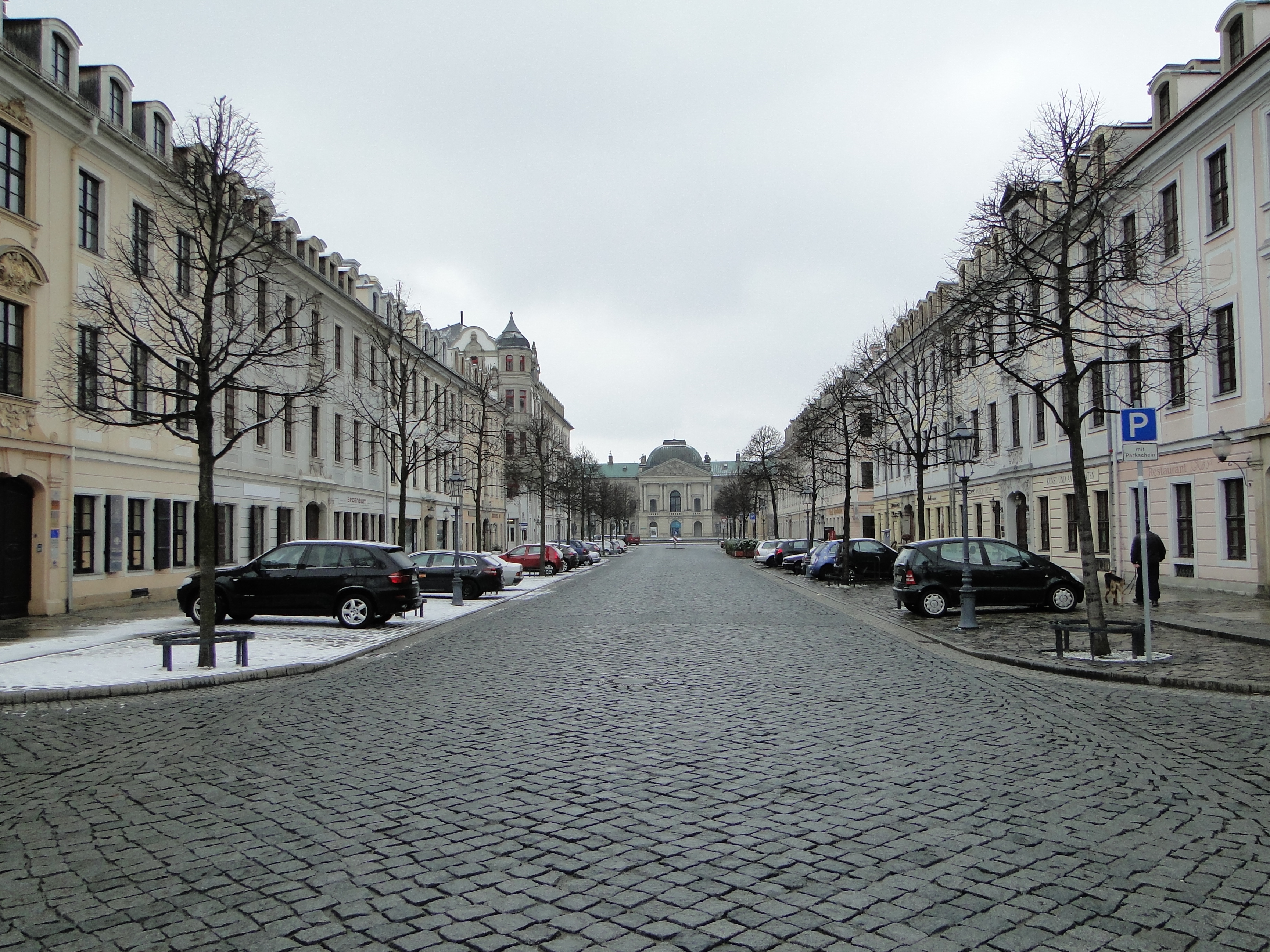
eL Königstraße en el barrio barroco de Königstrasse, al final el palacio japonés

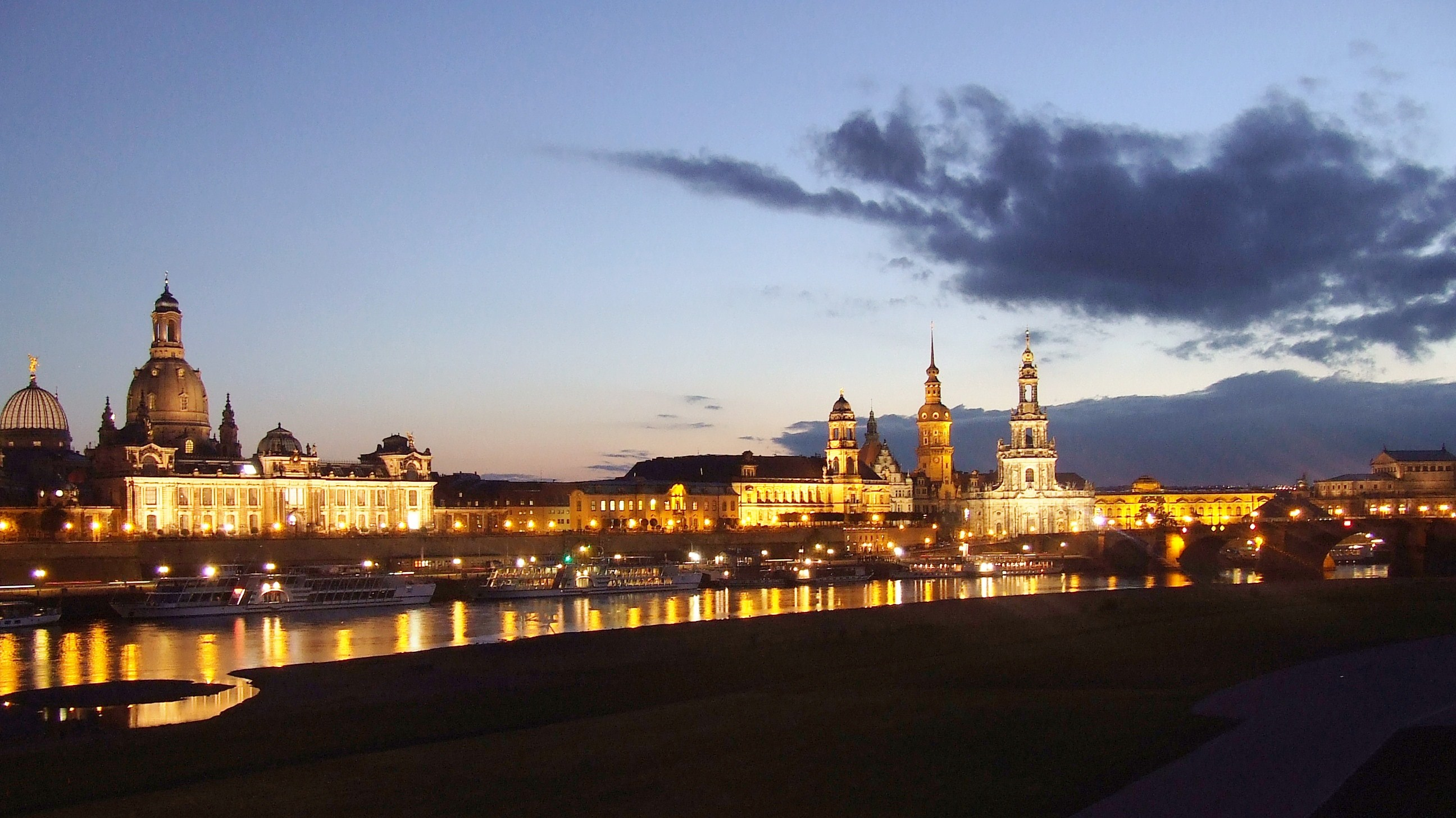
Dresde (2008)

Después del Die Wende (cambio de rumbo) y la Revolución Pacífica en la RDA y de la reunificación alemana, no solo se reconstruyeron edificios individuales, sobre todo la Frauenkirche y el palacio de Dresde, sino también plazas y calles enteras, en gran parte el Neumarkt, mientras que en los años 1950 el Altmarkt era de estilo moderno, reconstruido en el llamado estilo barroco estalinista. El Coselpalais, adyacente a la Frauenkirche, fue reconstruido sin el histórico patio interior. Tras la reapertura de la Frauenkirche en 2005, se creó también la Rampische Straße, que había desaparecido por completo.como un callejón barroco que se puede revivir, que va desde Neumarkt hasta el reconstruido Kurländer Palais, con numerosas reconstrucciones o fachadas de imitación, así como la Landhausstraße con el Hotel Británico. El barrio entre las dos calles todavía está en construcción, en gran parte con formas modernas, pero incluyendo el Palacio Hoym como una reconstrucción de fachada planificada.
Sin embargo, un número relativamente grande de casas barrocas en el inneren Neustadt, especialmente alrededor de la Dreikönigskirche, habían sobrevivido a la guerra. Sin embargo, como no se pusieron fondos a disposición para una renovación, se permitió que fueran descomponiéndose; La desolación del barrio debería terminar finalmente con la demolición prevista, que, sin embargo, sólo se llevó a cabo en partes. Después de 1990 se renovaron los numerosos edificios barrocos conservados. En esta zona de casas barrocas de Dresde, conocida como  barrio barroco de Königstraße, alrededor de Königstraße y Rähnitzgasse, se ha conservado el tejido constructivo barroco en todos sus detalles, especialmente en las escaleras, los patios interiores y los pasillos, hasta las hojas originales de las puertas y ventanas.
Se están planificando más reconstrucciones, mientras que algunos edificios originales (como el castillo Übigau de Dresde) todavía esperan ser rescatados (al igual que algunos edificios barrocos rurales de alta calidad como el Schloss Wachau, Schloss Schönwölkau, Schloss Neusorge, el Neue Schloss en Uhyst o el Schloss Martinskirchen. También se ha restaurado el famoso panorama del Elba, la vista de la silueta del casco antiguo. Las colecciones extremadamente ricas y en gran parte conservadas del período barroco se presentan principalmente en la Gemäldegalerie y el Palacio de Dresdes, por ejemplo en la Grünen Gewölbe (Bóveda Verde), Münzkabinett (gabinete de monedas), Kupferstichkabinett (mueble de grabado en cobre), e la der Rüstkammer (armería) y en la Türckischen Cammer (cámara turca); La Porzellansammlung (colección de porcelana) encontró su hogar permanente en el Zwinger. Sin embargo, también hay muchos testimonios significativos del barroco augusteo repartidos por todo el país que merece la pena ver.

## Edificios barrocos en Dresde

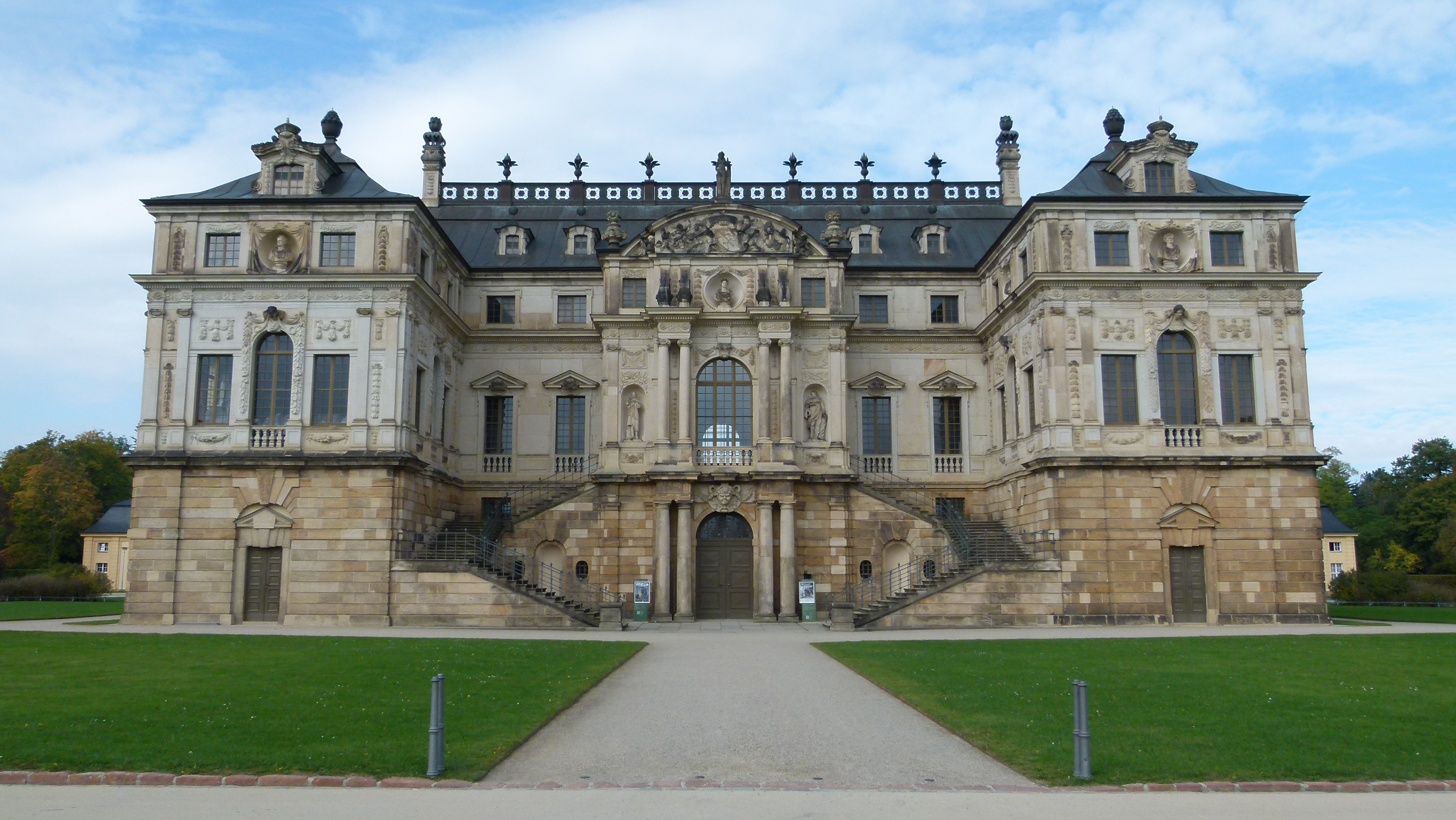
Palacio en el Gran Jardín (Großen Garten), el gran edificio barroco más antiguo de Dresde alrededor de 1680

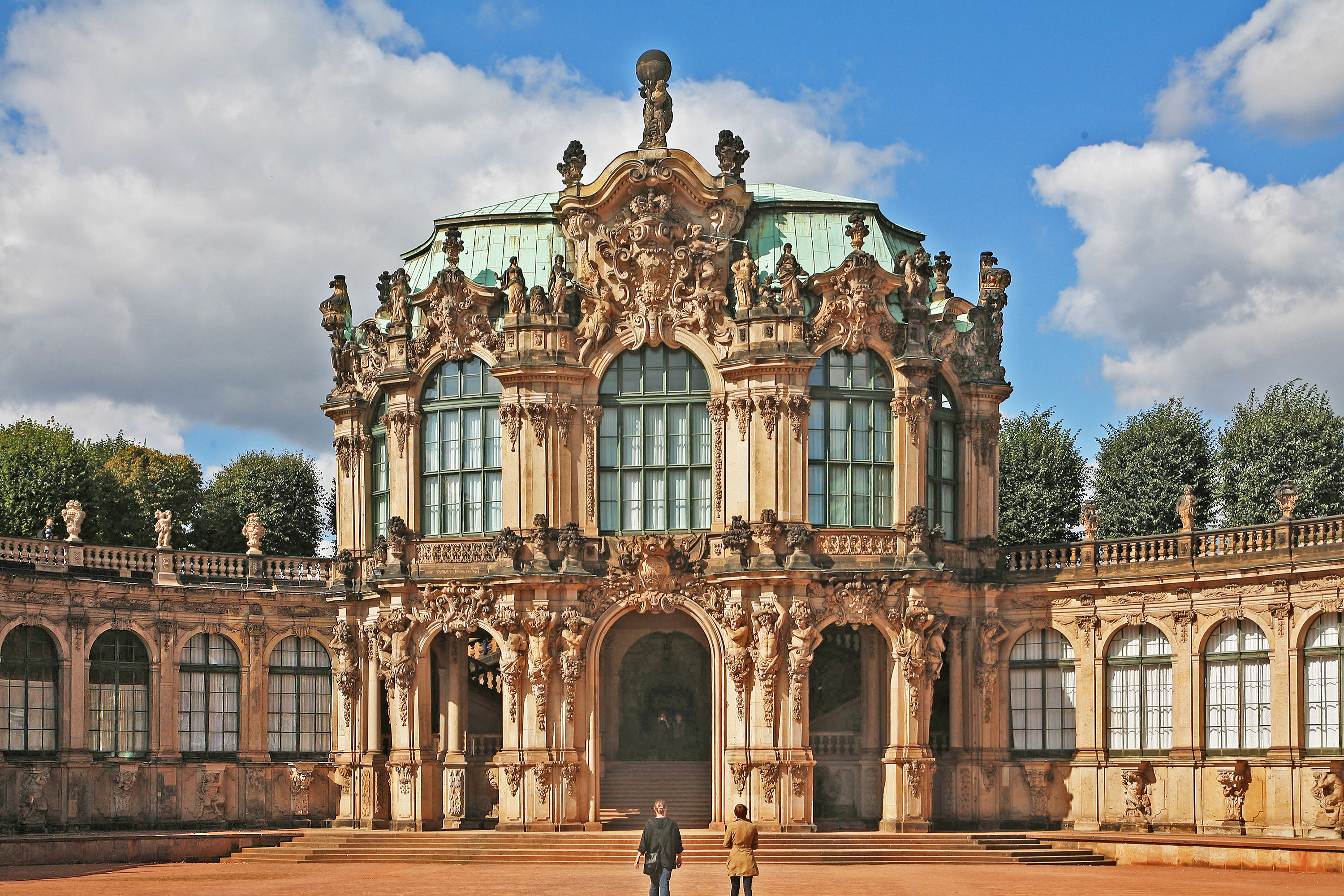
Pabellón mural de los Zwingers, el edificio más famoso del barroco sajón, obra conjunta del arquitecto Pöppelmann y el escultor Permoser

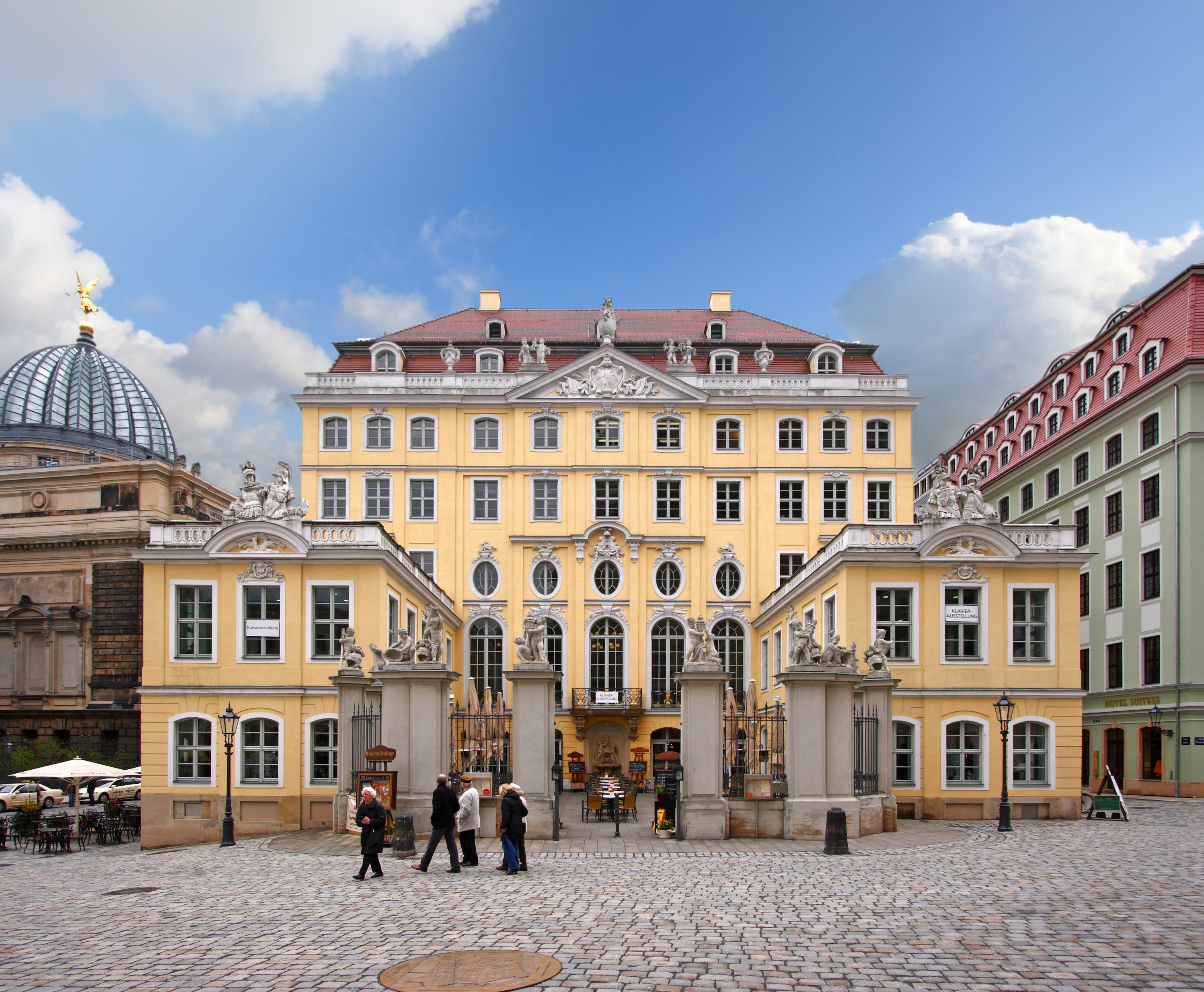
El Coselpalais, reconstruido, una obra tardía del barroco de Dresde

### Edificaciones
La mayoría de los edificios barrocos que aún se conservan se encuentran en las zonas cercanas al Elba y se encuentran en la parte de la cuenca del valle del Elba que estuvo protegida de 2004 a 2009 como Patrimonio de la Humanidad por la UNESCO como «Valle del Elba de Dresde». En el Panómetro de Dresde se puede encontrar una imagen panorámica de gran formato de Dresde en la época barroca.

### Importantes edificios barrocos de Dresde
- Iglesia de Ana Annenkirche (arquitecto: Johann George Schmidt)
- Puente de August Augustusbrücke (1727–31 conversión del   antiguo puente del Elba por Pöppelmann/Fehre, nueva construcción en 1907)
- Blockhaus (Neustädter Wache) (Longuelune/Knöffel), frente al Jinete Dorado Goldene Reiter
- Palais des Bauherren Beichlingen, posteriormente dividido en Hôtel de Saxe (Neumarkt) y British Hotel (Landhausstraße) (Bähr/Haase)
- Brühlsche Terrasse (Jardín  Brühlscher) (Knöffel)
- Palacio Cosel (Julius Heinrich Schwarze)
- Delphinbrunnen (Pierre Coudray/Knöffler)
- Fuente de los delfines  Dinglingerbrunnen (probablemente diseñada por el propio Dinglinger)
- Fuente Dinglinger Dinglingerhaus (diseñado por Matthäus Daniel Pöppelmann)
- Dreikönigskirche (1732-1739)   (Iglesia de la Epifanía), obra de Pöppelmann, interior de Bähr y ejecución de  Schmidt y Fehre. Reconstrucción idéntica en 1984-1991.
- Frauenkirche (Bähr)
- Fuente de la Paz Friedensbrunnen (Steger/Süßner)
- Gewandhaus (Schmidt/Knöbel)
- Gran Jardín Großer Garten (Karcher) y Palais im Großen Garten (Starcke)
- Iglesia católica de la Hofkirche (Chiaveri)
- Kollegienhaus (o Kanzlei (cancillería ) o Regierung (gobierno), hoy ala central del Hotel Bellevue) (Bähr/Pöppelmann)
- Palais Hoym (Krubsacius, actualmente en reconstrucción, im Hof Brunnen von Knöffler)
- Palacio japonés (Pöppelmann/Longuelune/Jean de Bodt)
- Kreuzkirche (Schmidt/Krubsacius/Exner/Hölzer)
- Palacio Kurländer (1728-1729 ) (Knöffel)
- Landhaus (Krubsacius)
- Fuente de Neptuno Neptunbrunnen (Longuelune/Mattielli)
- Castillo de Pillnitz (Pöppelmann/Longuelune,  alas posteriores de Exner/Weinlig/Schade)
- Palacio de Taschenberg (Karcher/Pöppelmann/Leplat/Knöffel/Exner)
- Zwinger (Pöppelmann/Permoser)

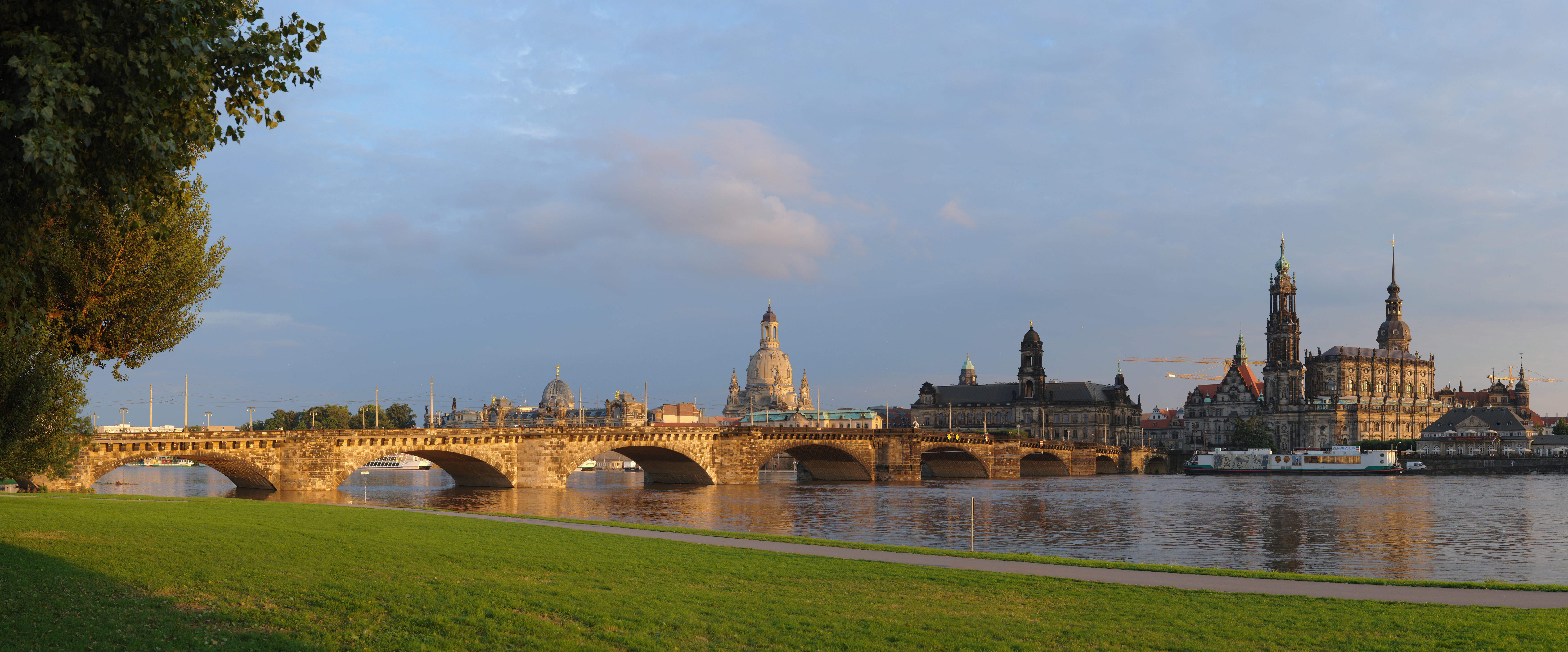
Augustusbrücke o uente de Augusto
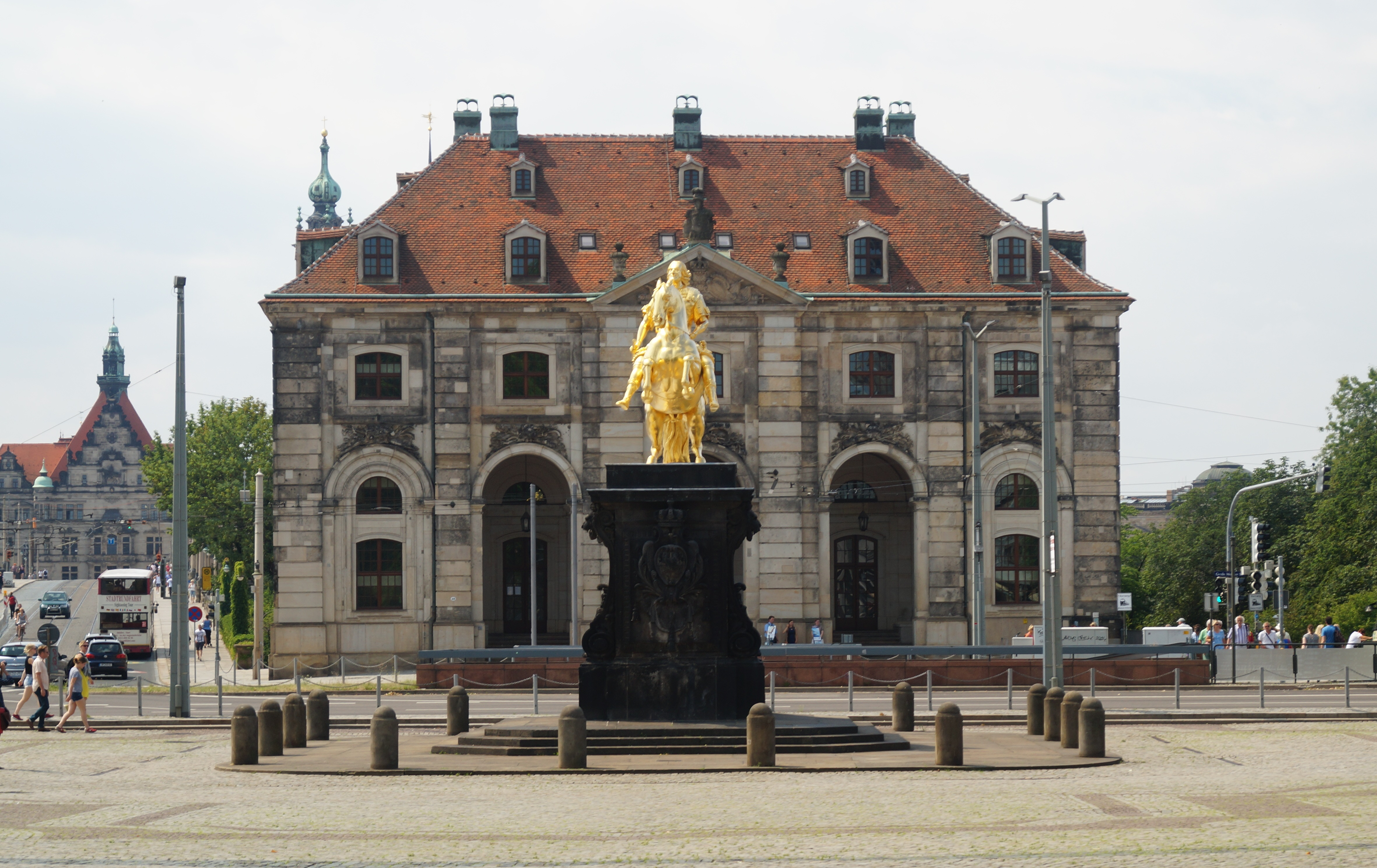
Blockhaus y Goldener Reiter (Jinete Dorado)
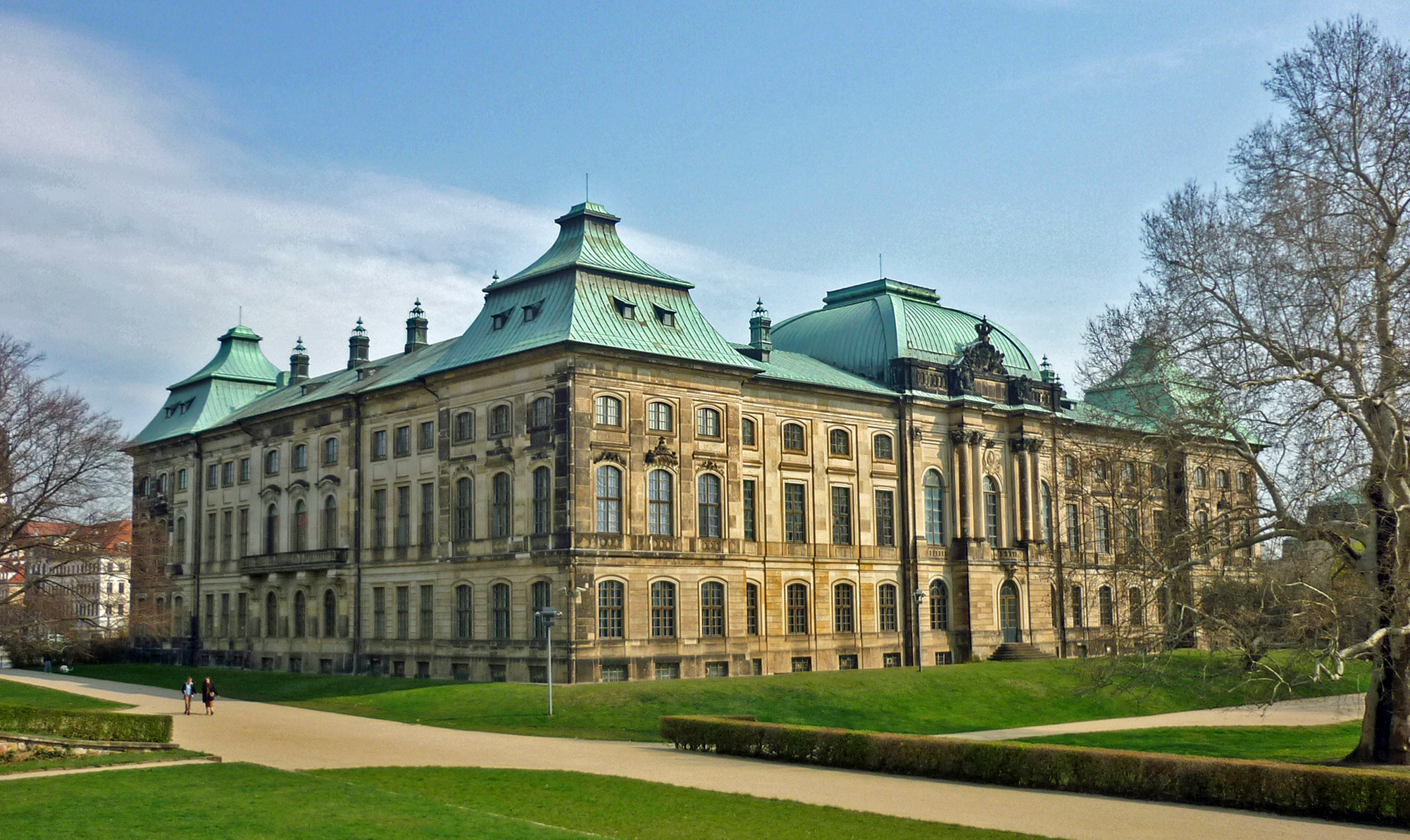
Palacio japonés
Palacio Kurländer (1728-1729), obra de Johann Christoph Knöffel'
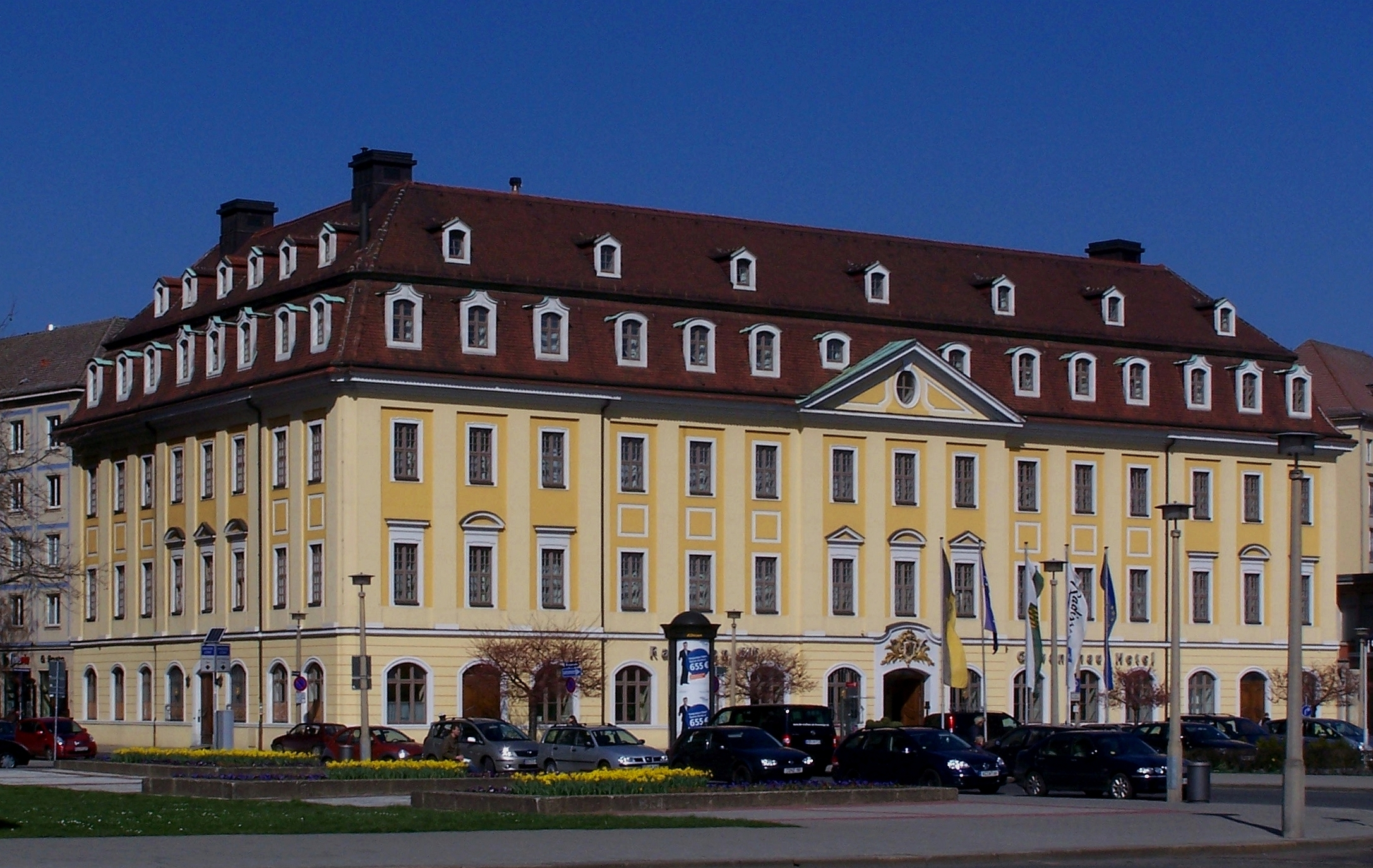
Gewandhaus
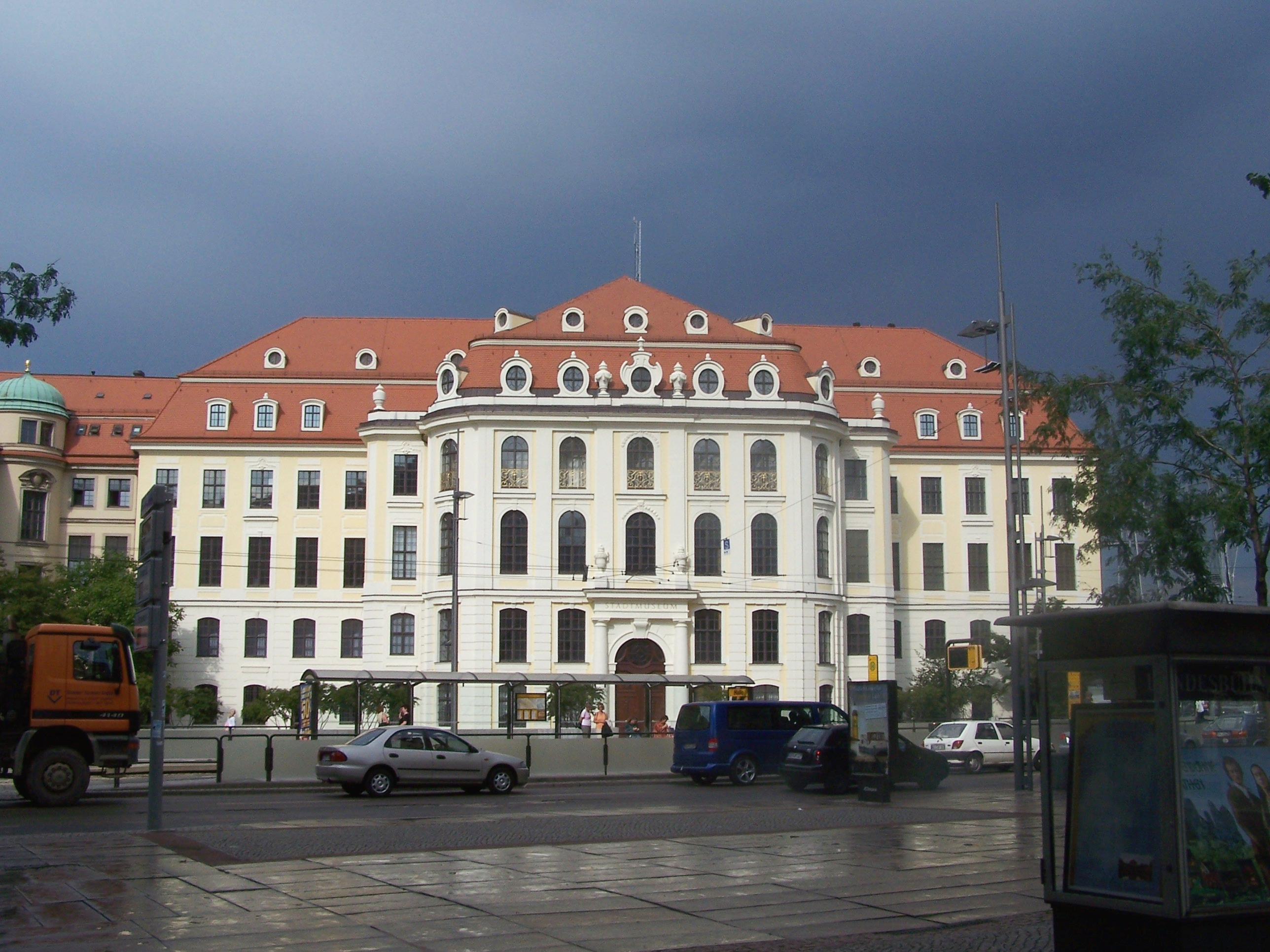
Landhaus
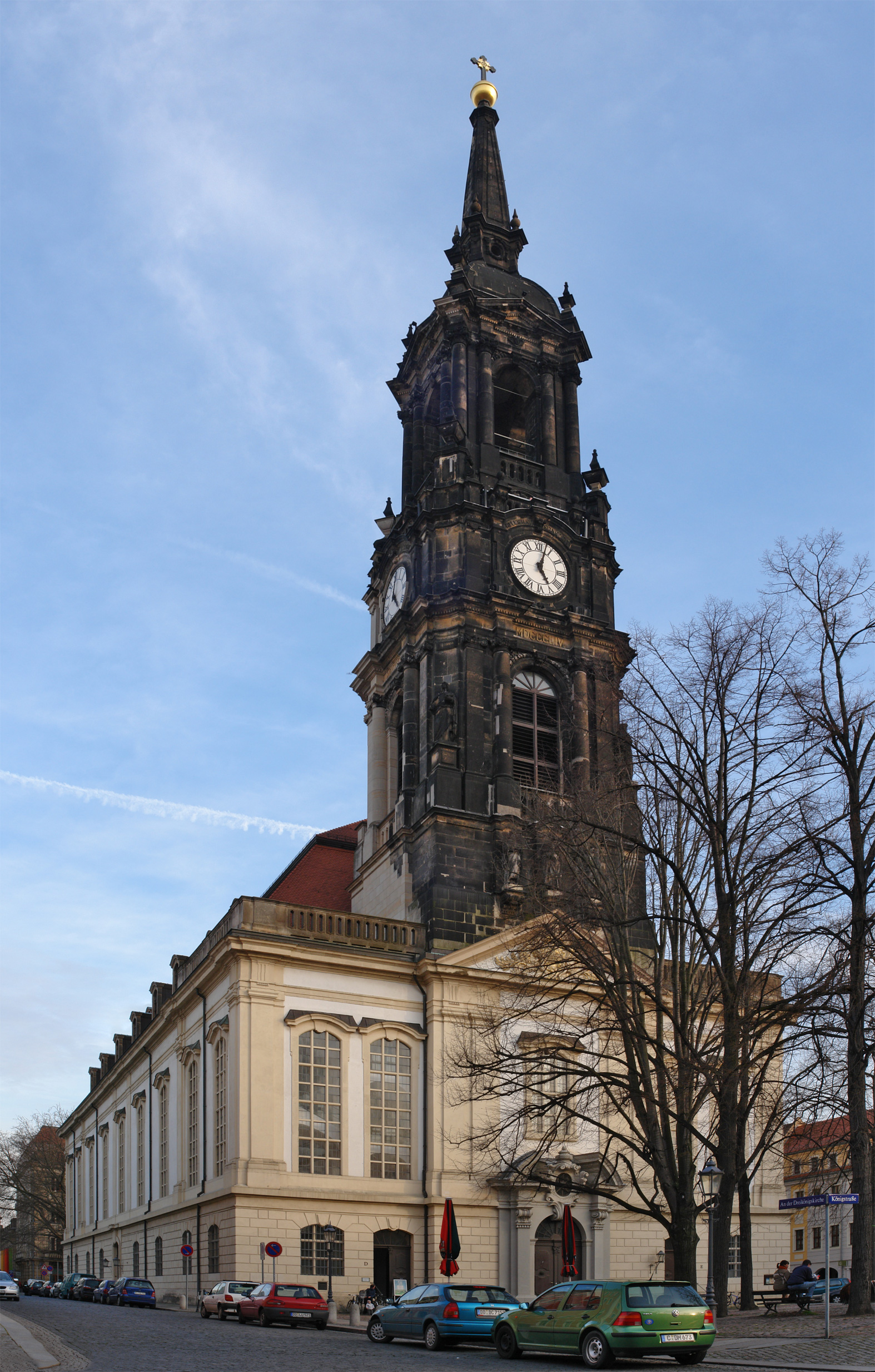
Dreikönigs-Kirche (1732-1739)
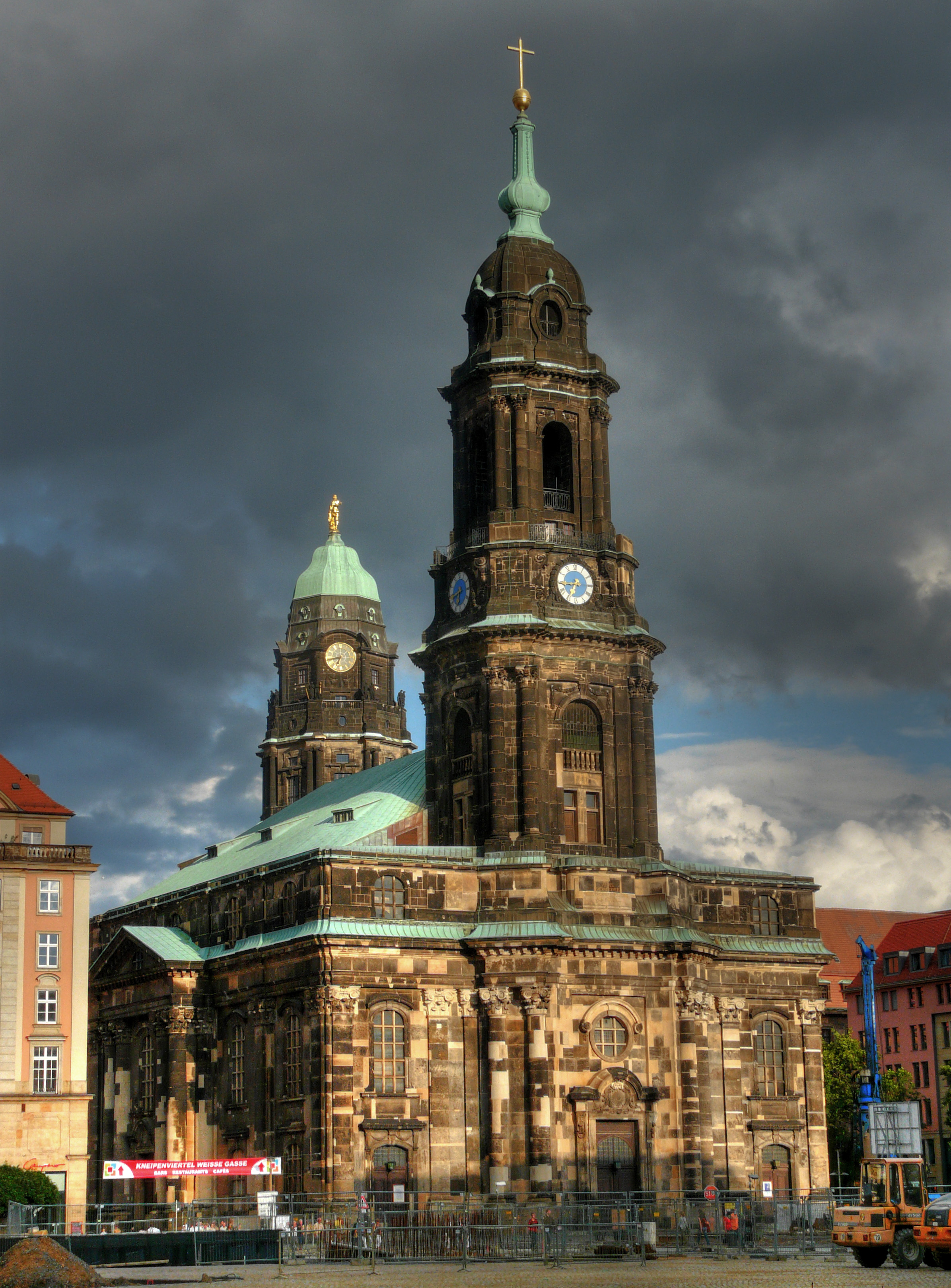
Kreuzkirche (Iglesia de la Cruz)

## Barroco augusteo en las afueras de Dresde

### Edificios de los reyes

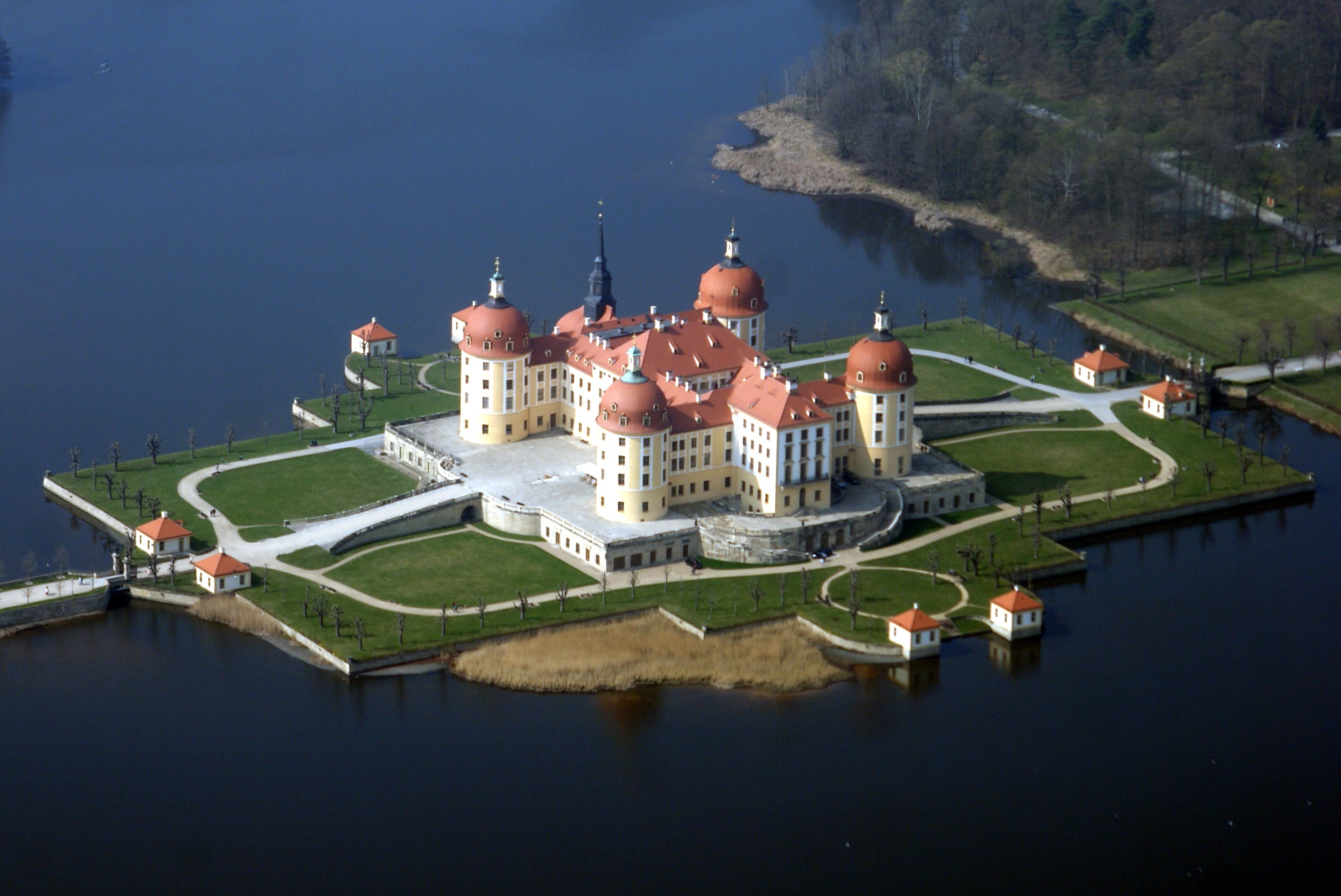
Castillo de Moritzburg

El castillo de Moritzburg y el castillo de Pillnitz son, junto con el Zwinger, sin duda, las dos obras principales del barroco real de Augusto. Moritzburg fue planeado por a Augusto el Fuerte a partir de 1703 y, desde 1723 hasta su muerte, hizo que Pöppelmann lo transformara de ser un pabellón de caza renacentista según sus propios diseños en un poderoso complejo palaciego, que servía para celebrar grandes cacerías de la corte. También fueron diseñados en estilo barroco el espacioso entorno, incluido el estanque del castillo, un largo camino de acceso y las vistas radiales en el bosque, .
Pillnitz era originalmente también un pequeño palacio renacentista, que Augusto el Fuerte encomendó reconstruir y ampliar en estilo barroco a Pöppelmann y Longuelune a partir de 1720. Inicialmente consistía en el palacio del Agua (Wasserpalais) en el Elba y el palacio de Montaña (Bergpalais) en el lado opuesto de la colina. y fue convertido en palacio a finales del siglo XVIII, complementado con un nuevo palacio que conectaba ambos hasta serun complejo de tres alas. Los magníficos barcos que llegaban de Dresde atracaban en la escalera del Elba del palacio de Agua. Es el edificio barroco de estilo chinoiserie más grande de Europa. Ambos castillos no sufrieron daños y se encuentran entre los principales lugares de interés del valle del Elba en Dresde.

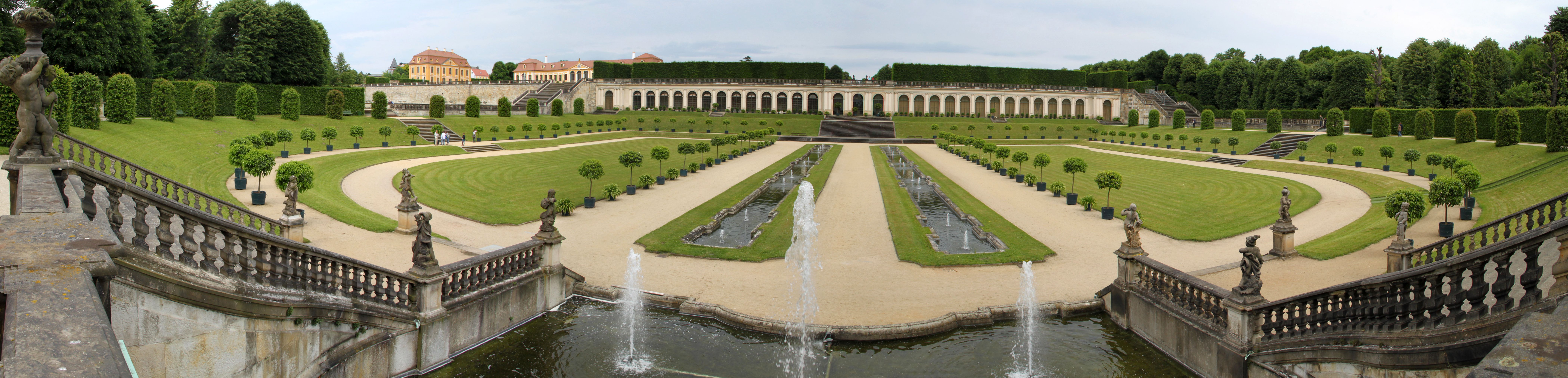
Jardín barroco Großsedlitz

El jardín barroco de Großsedlitz, cerca de Pirna, diseñado por Wackerbarth a partir de 1719, sirvió más tarde para las fiestas anuales de fundación de la Orden polaca del Águila Blanca, la orden más alta del reino polaco donada por Augusto el Fuerte en 1705. Es uno de los jardines barrocos más auténticos de Alemania, con numerosas esculturas sobrevivientes de Kirchner, Thomae y otros. Los amplios jardines y edificios son el resultado del trabajo conjunto de los tres maestros de obras del Oberland y creadores del barroco de Dresde: Knöffel, Longuelune y Pöppelmann.
El Taschenbergpalais, justo al lado del palacio de Dresde, fue construido por el rey entre 1705 y 1708 para su amante Constantia von Cosel. Fue construido en varias etapas con la participación de Karcher, Pöppelmann, Leplat y Knöffel. Después de que la condesa Cosel cayera en desgracia en 1713, el palacio fue utilizado por la corte. El castillo de Pillnitz también tuvo que ser devuelto antes de que comenzara su gran ampliación.
El palacio japonés, construido en su núcleo en 1715 por Pöppelmann, fue adquirido por el rey en 1717, ampliado significativamente por Pöppelmann, Longuelune y Jean de Bodt de 1729 a 1733. Originalmente estaba destinado a la colección de porcelana, pero luego se utilizó para la colección de antigüedades. y como biblioteca, hoy como Museo de Etnología de Dresde (Museum für Völkerkunde Dresden) y las Colecciones de Historia Natural ( Senckenberg Naturhistorische Sammlungen Dresden).
El pabellón de caza de Hubertusburg, situado más cerca de Leipzig, fue construido por Johann Christoph von Naumann  por encargo de Federico Augusto II, siendo todavía príncipe electo. Fue ampliado a partir de 1743 según los planes de Knöffel para albergar las grandes cacerías de la corte en el bosque de Wermsdorf por el sucesor de Knöffel, Julius Heinrich Schwarze. Está cerca del antiguo pabellón de caza renacentista.
- Jardín barroco  Großsedlitz
- Palacio Japonés, Dresde

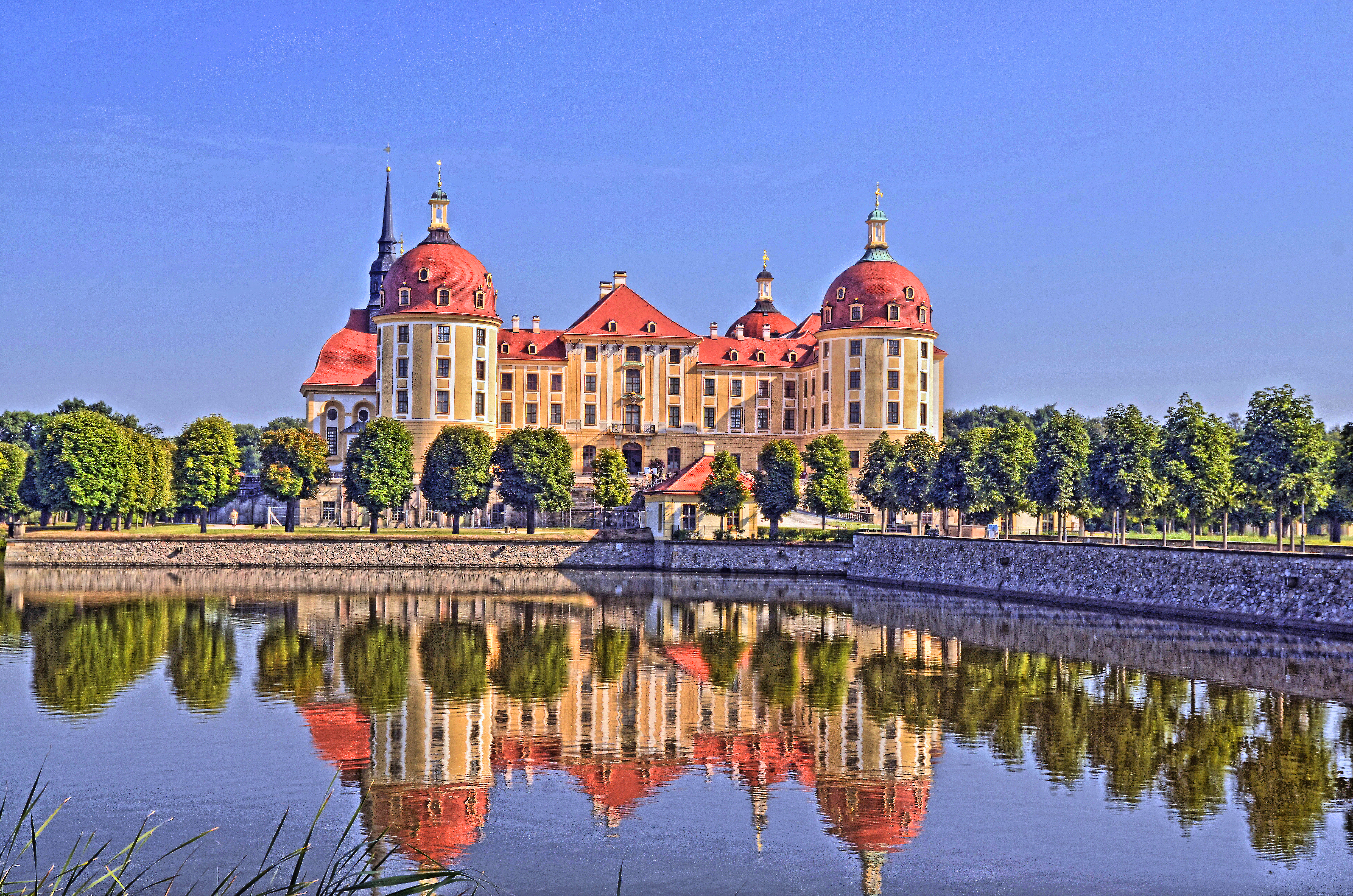
Castillo de Moritzburg
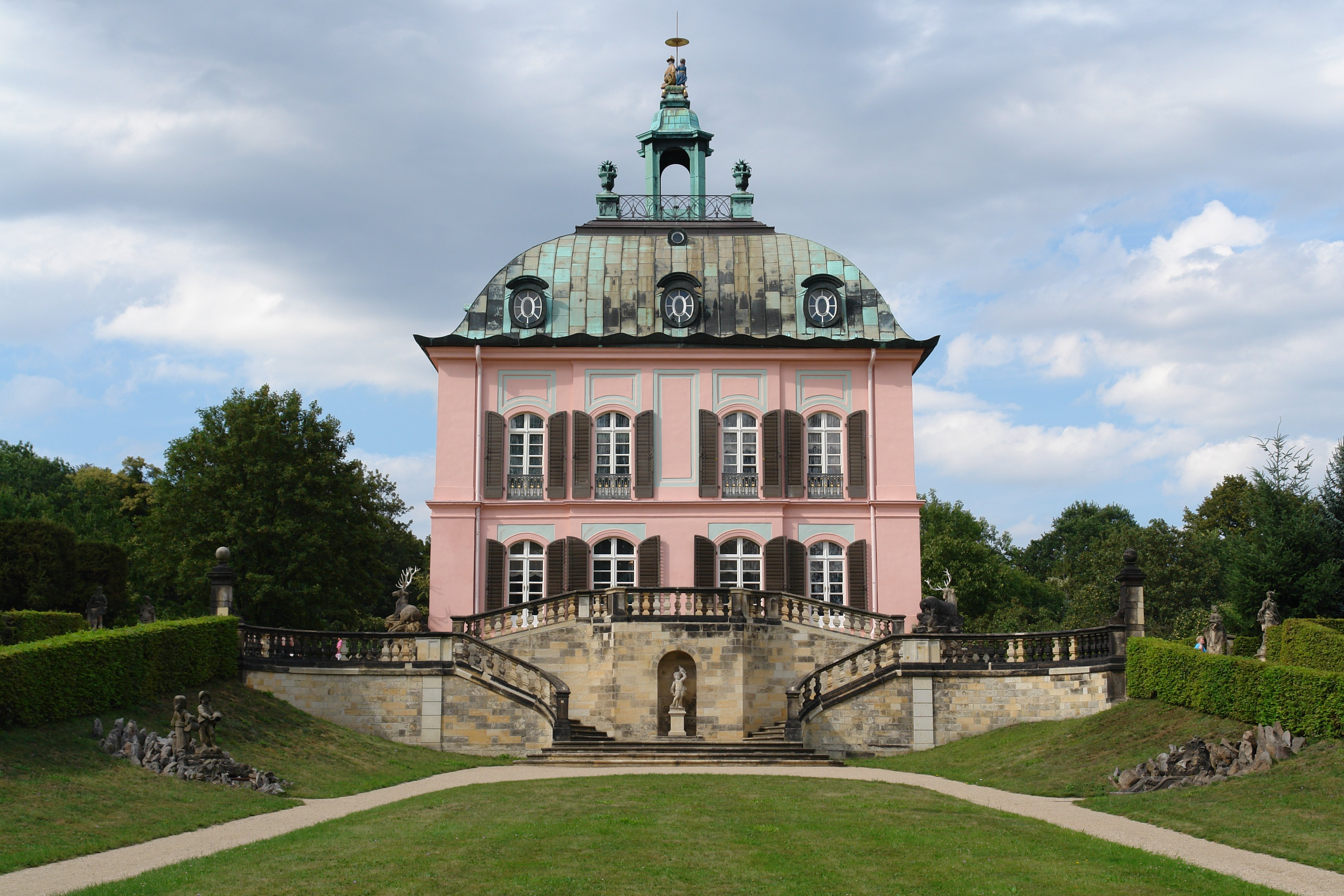
Moritzburg – Faisanería
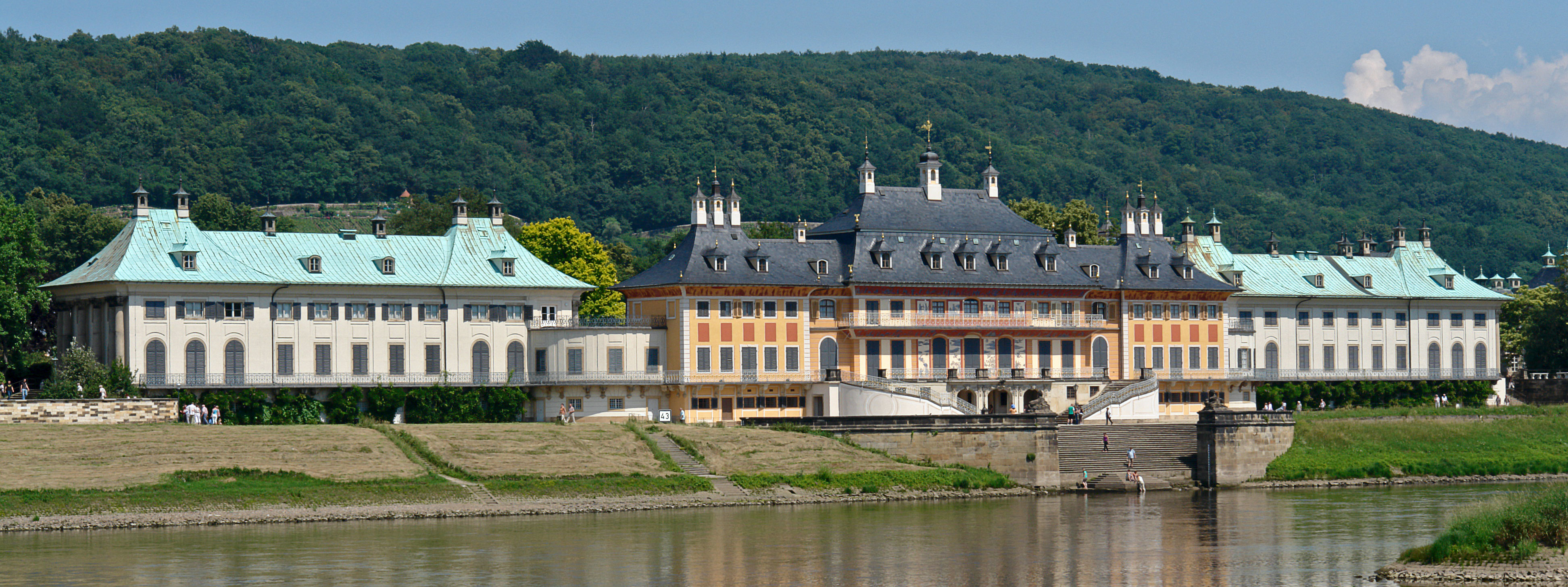
Castillo de Pillnitz
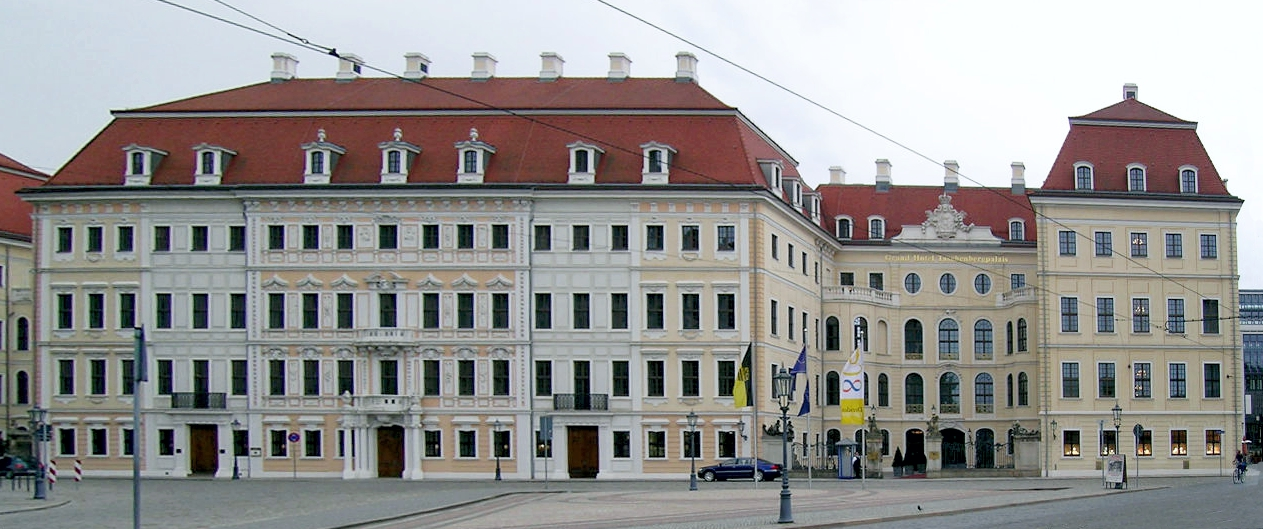
Palacio de Taschenberg, Dresde
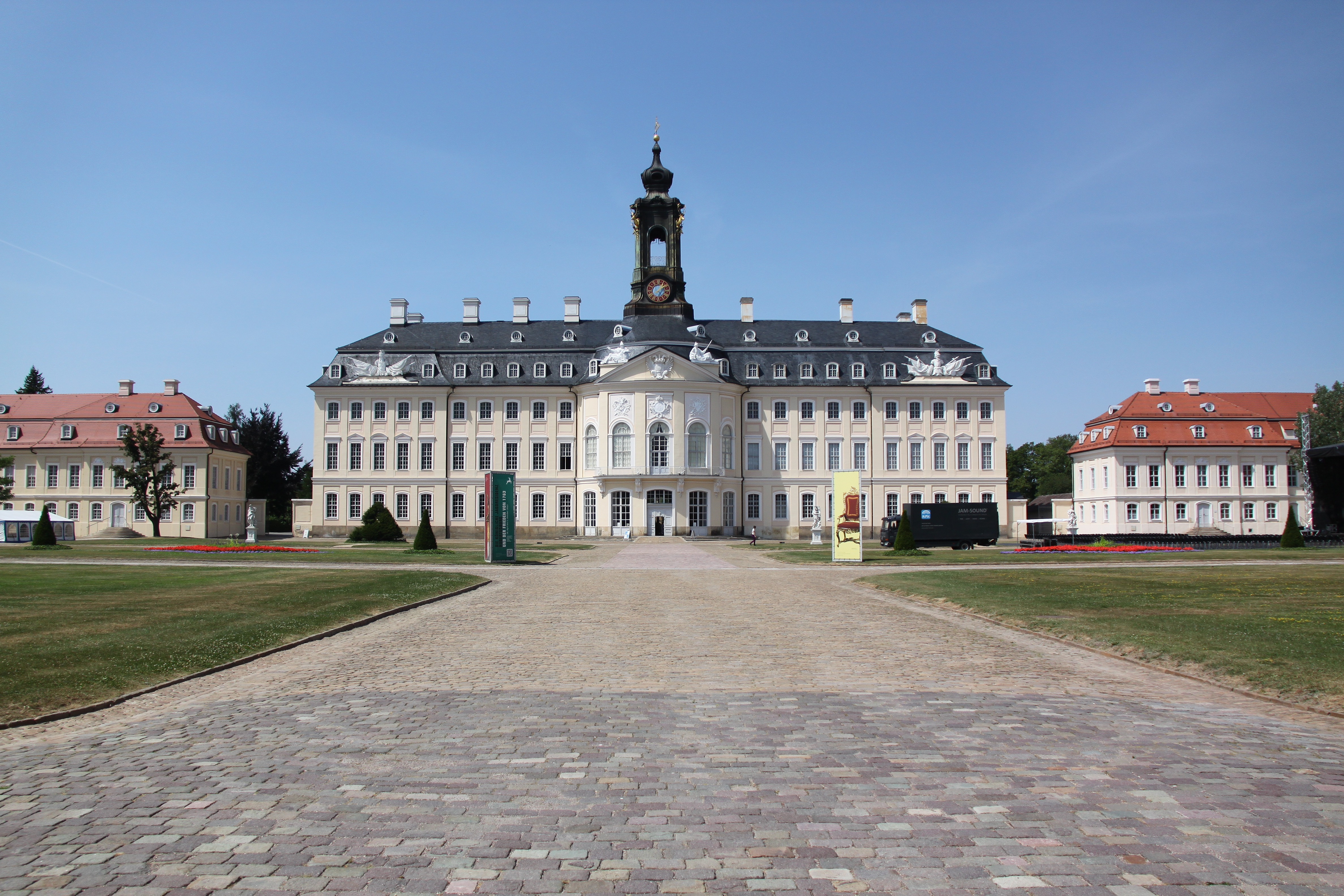
Pabellón de caza de Hubertusburg  en Wermsdorf

### Edificios urbanos y cívicos
Los ciudadanos de Dresde y de Leipzig, así como de las ciudades más pequeñas de Sajonia, hicieron construir edificios comerciales y residenciales en el estilo barroco de Augusto. Algunos se han conservado, en Dresde, especialmente en el barrio barroco de Königstraße, mientras que muchas han sido reconstruidas recientemente en el Inneren Altstadt (centro histórico). En Bautzen, calles enteras con casas burguesas de tamaño similar a las del casco antiguo de Dresde y con fachadas sorprendentemente ricas han sobrevivido en su estado original al paso del tiempo, por ejemplo en el Hauptmarkt (mercado principal), en la Lauenstrasse interior y en la Reichenstraße. También hay ejemplos en Görlitz y en Zittau.
Típicas de Leipzig eran las „Durchhäuser“ (casas de paso), como los patios comerciales de George Werner, pero muchos magníficos edificios barrocos en el centro de la ciudad, así como los palacios con jardín en las afueras, fueron víctimas de la especulación inmobiliaria hacia 1900 y la construcción de edificios feriales. En la época de Augusto, la ciudad universitaria de Leipzig, con 30.000 habitantes, era la metrópoli más grande y, como ciudad ferial, también la más rica de Sajonia; atrajo a científicos y artistas, Johann Sebastian Bach vivió y trabajó aen ella durante 27 años.
Ejemplos de casas adosadas de Augusta son:
- Aeckerleins Hof, Leipzig, destruido; (Arquitecto: Johann Gregor Fuchs y Christian Schmidt)
- Barthels Hof, Leipzig (George Werner)
- Hohmanns Hof, Leipzig, destruido; (Werner)
- Kochs Hof, Leipzig, destruido; (Werner)
- Rathaus Bautzen (Johann Christoph von Naumann)
- Casa de los Hartmann, Innere Lauenstraße 2, Bautzen
- Casa  Innere Lauenstraße 6, Bautzen (con figuras del taller de Permoser)
- Barockhaus Neißstraße 30, Görlitz (Karcher/Suckert)
- Lange Straße 10, Pirna (casa unifamiliar de estilo gótico tardío, remodelada en 1719 para el príncipe electoral y su novia como „Herrschaftslogier“  "logia del señor")
- Casa de Siegertsches en Markt en Chemnitz (Naumann)
- „Goldene Sonne“, Markt 9, Zittau (Pöppelmann o escuela)
- Casa Kügelgen, Dresde
- Große Meißner Straße 15, Dresde (edificio delantero de Bähr, edificio trasero de Pöppelmann)
- Casa Köhlersches, Dresde
- Casa Bortenreuther, Schneeberg (Naumann)

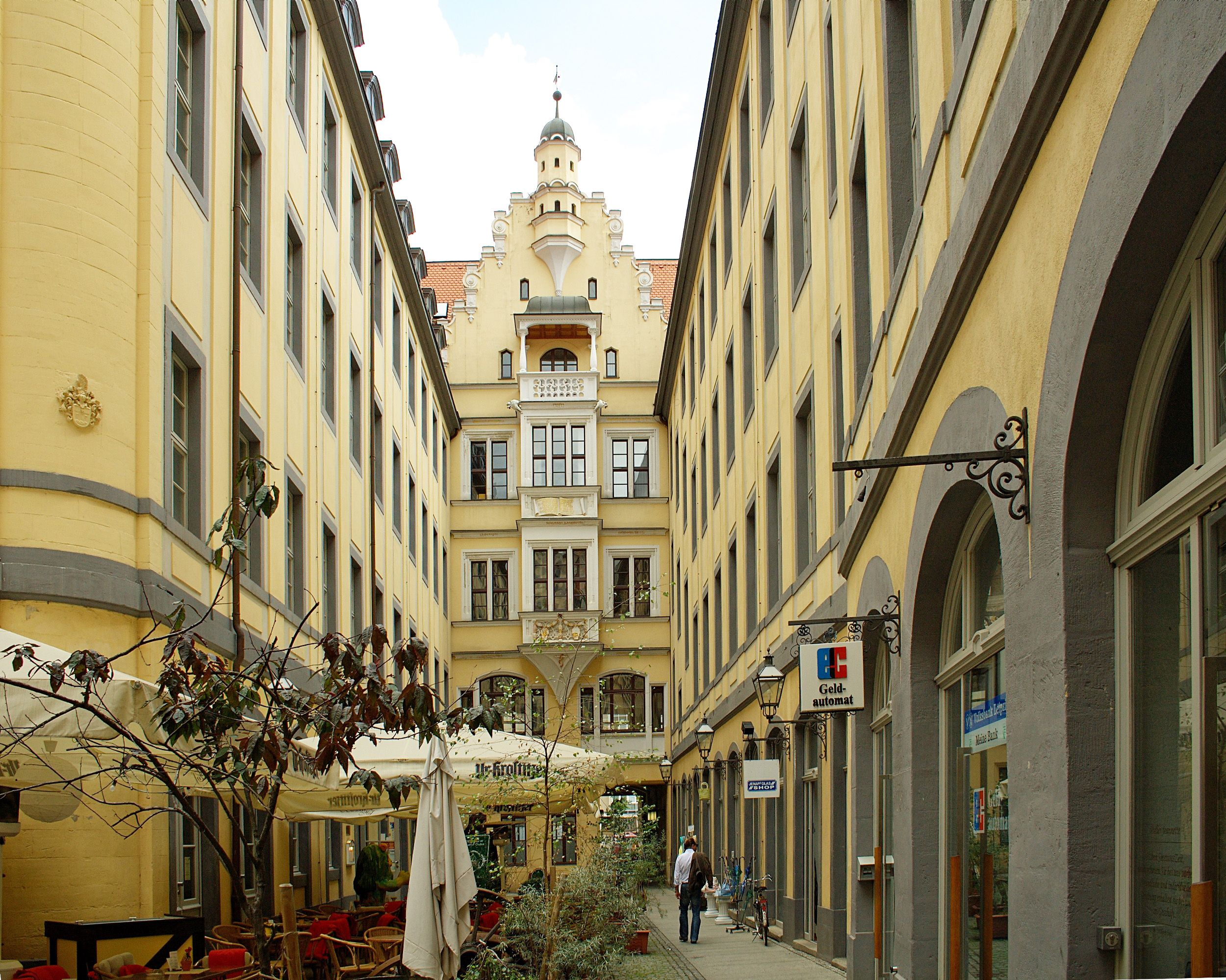
Barthels Hof, Leipzig
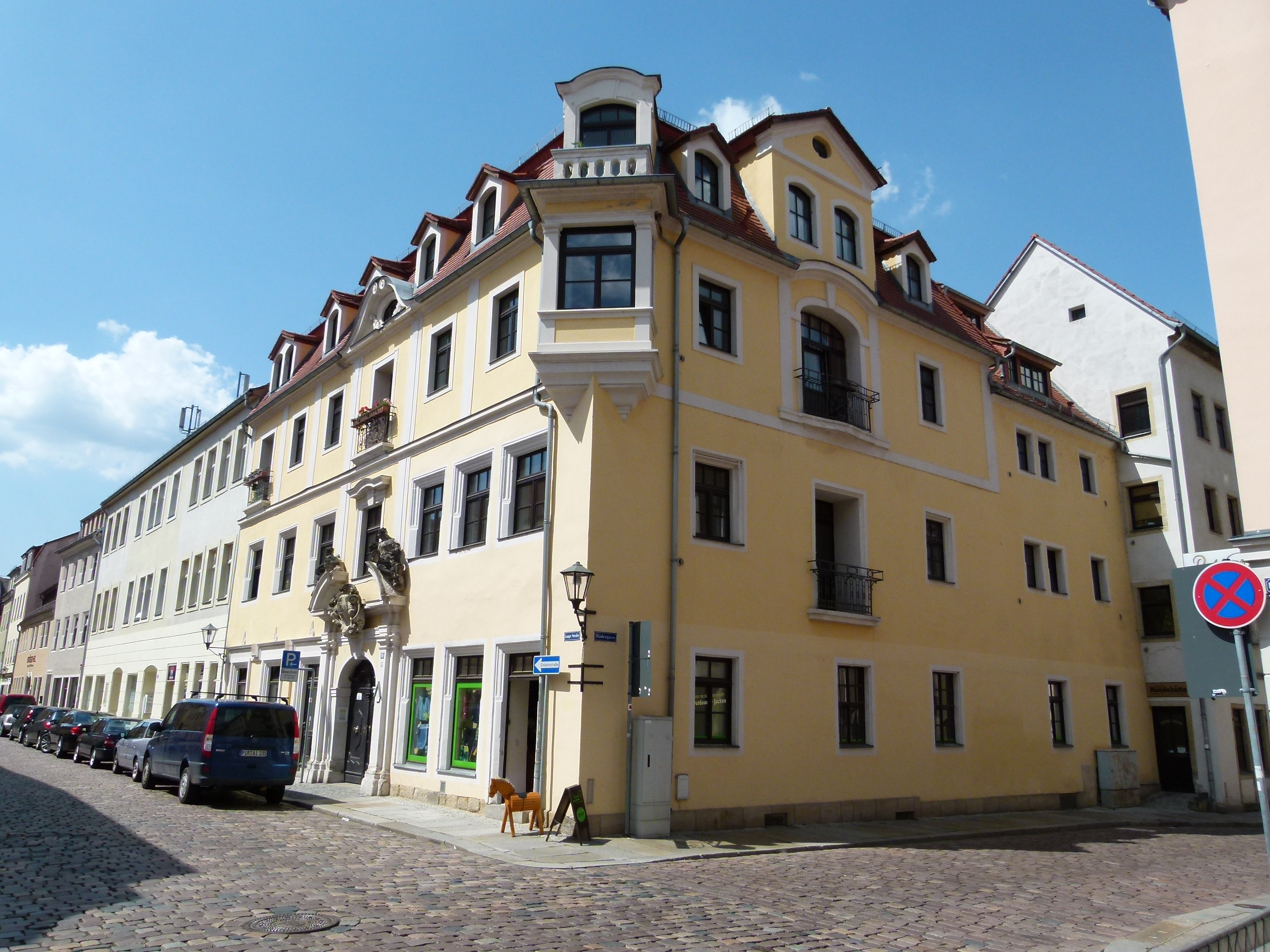
Lange Straße 10, Pirna
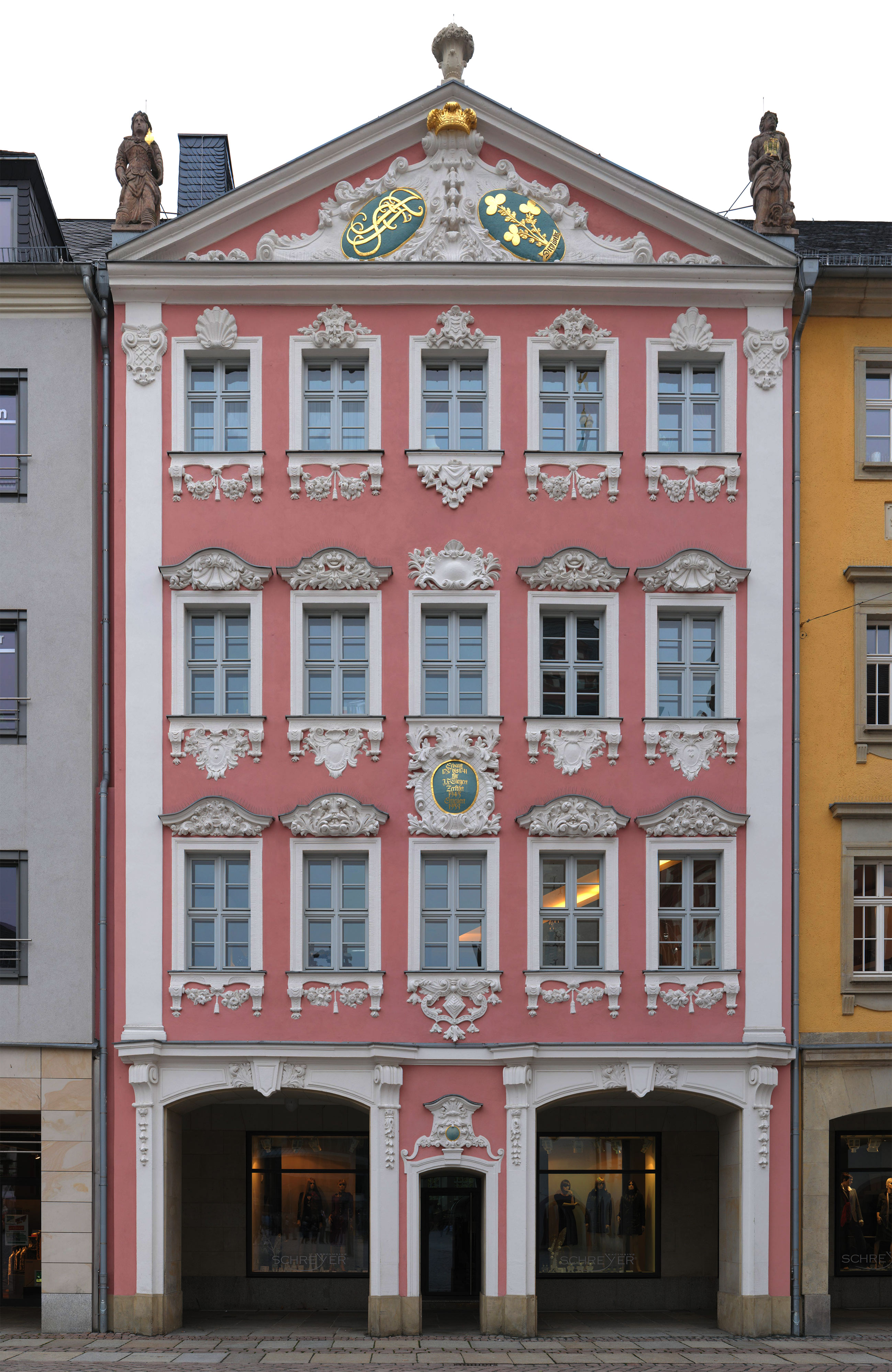
Casa  Siegert, Chemnitz
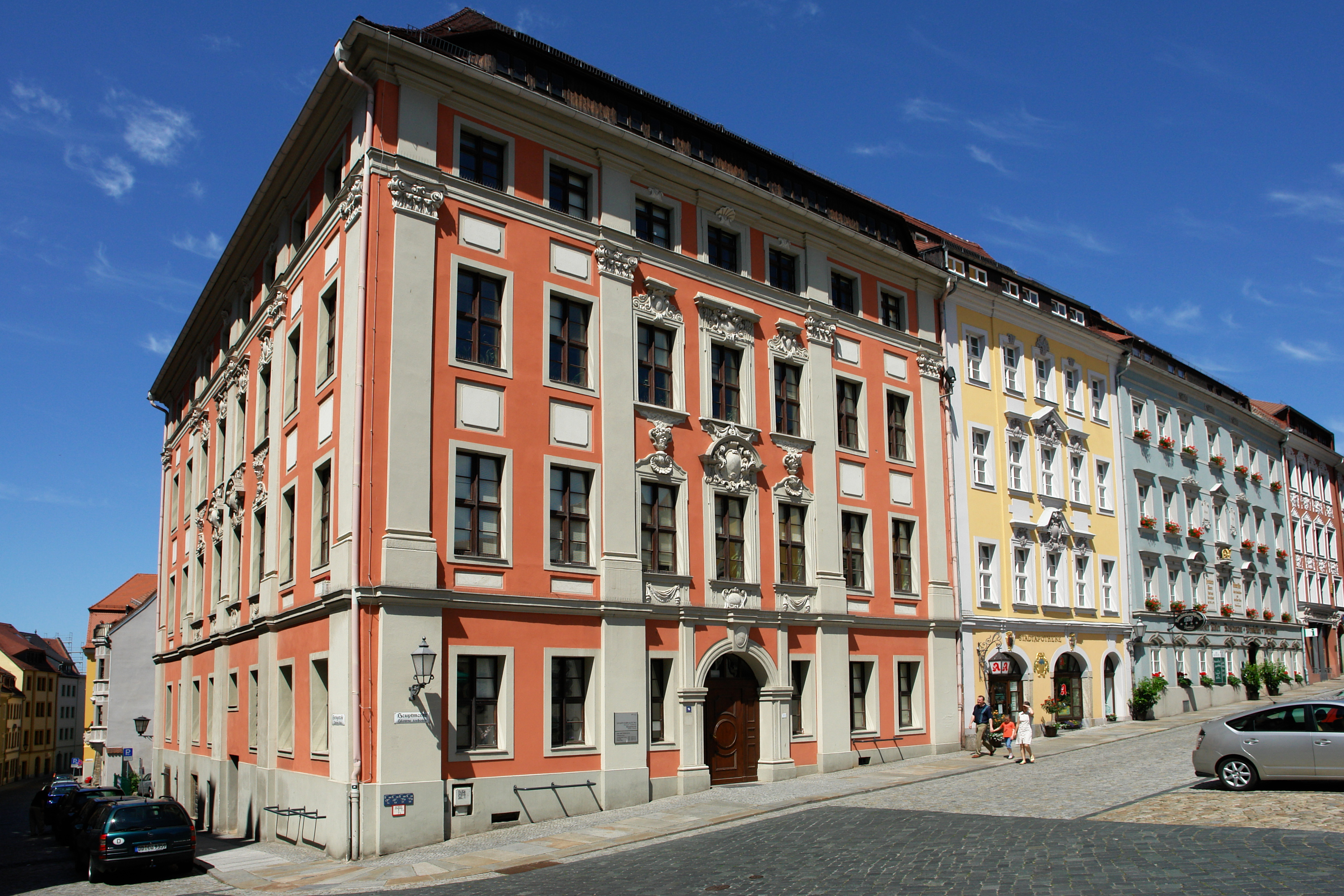
Hauptmarkt, Bautzen
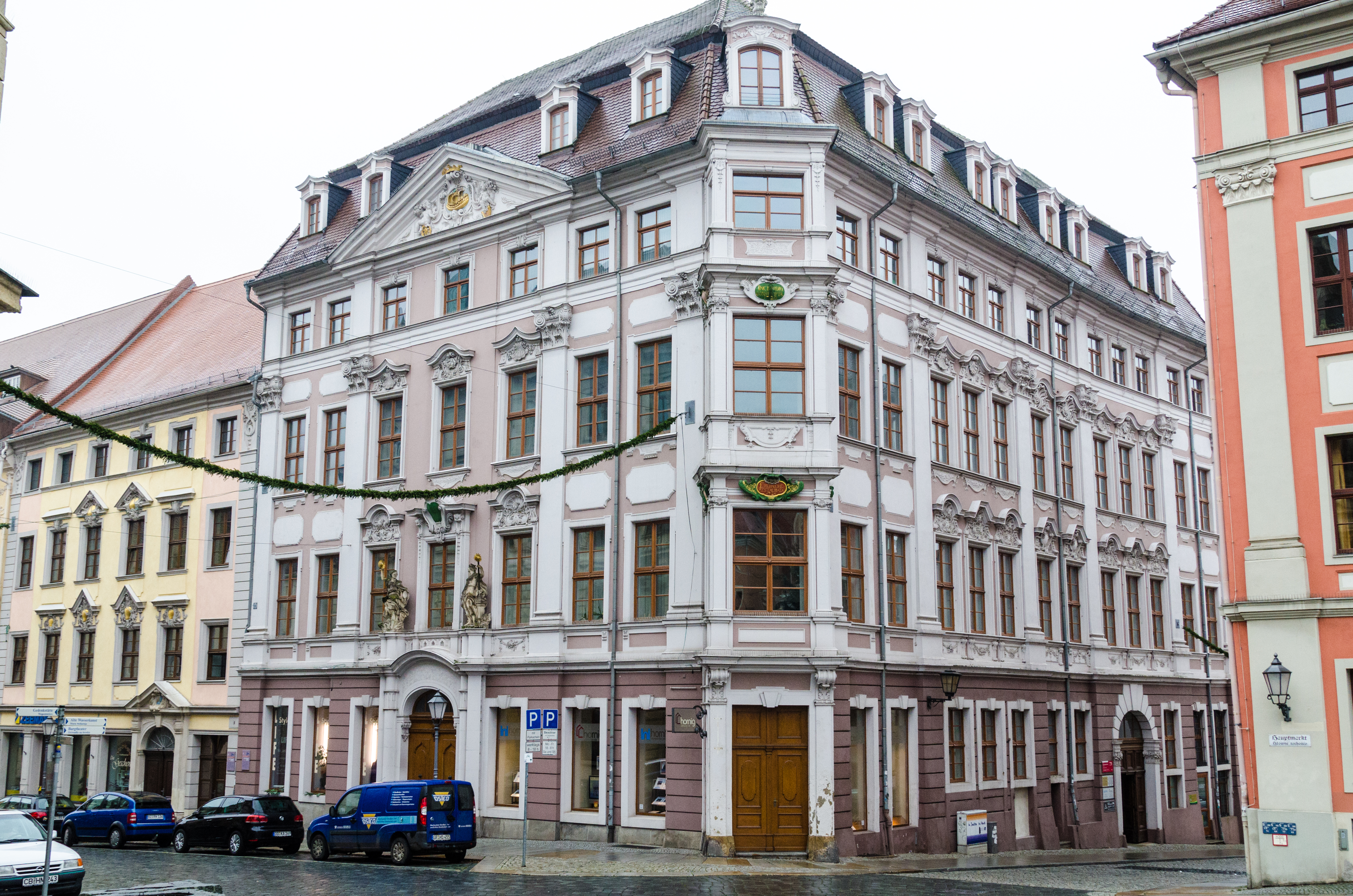
Innere Lauenstraße 2, Bautzen
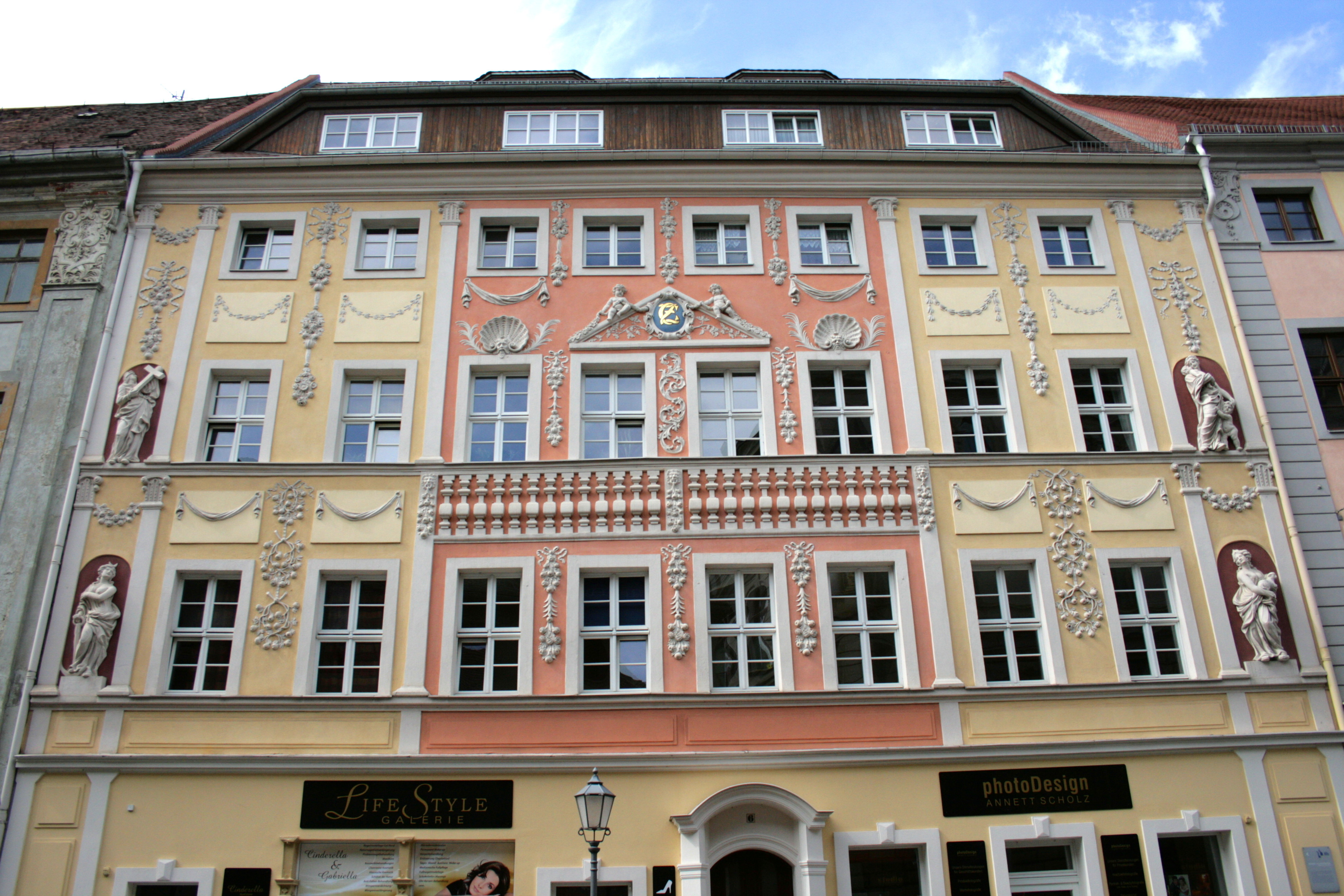
Innere Lauenstraße 6, Bautzen
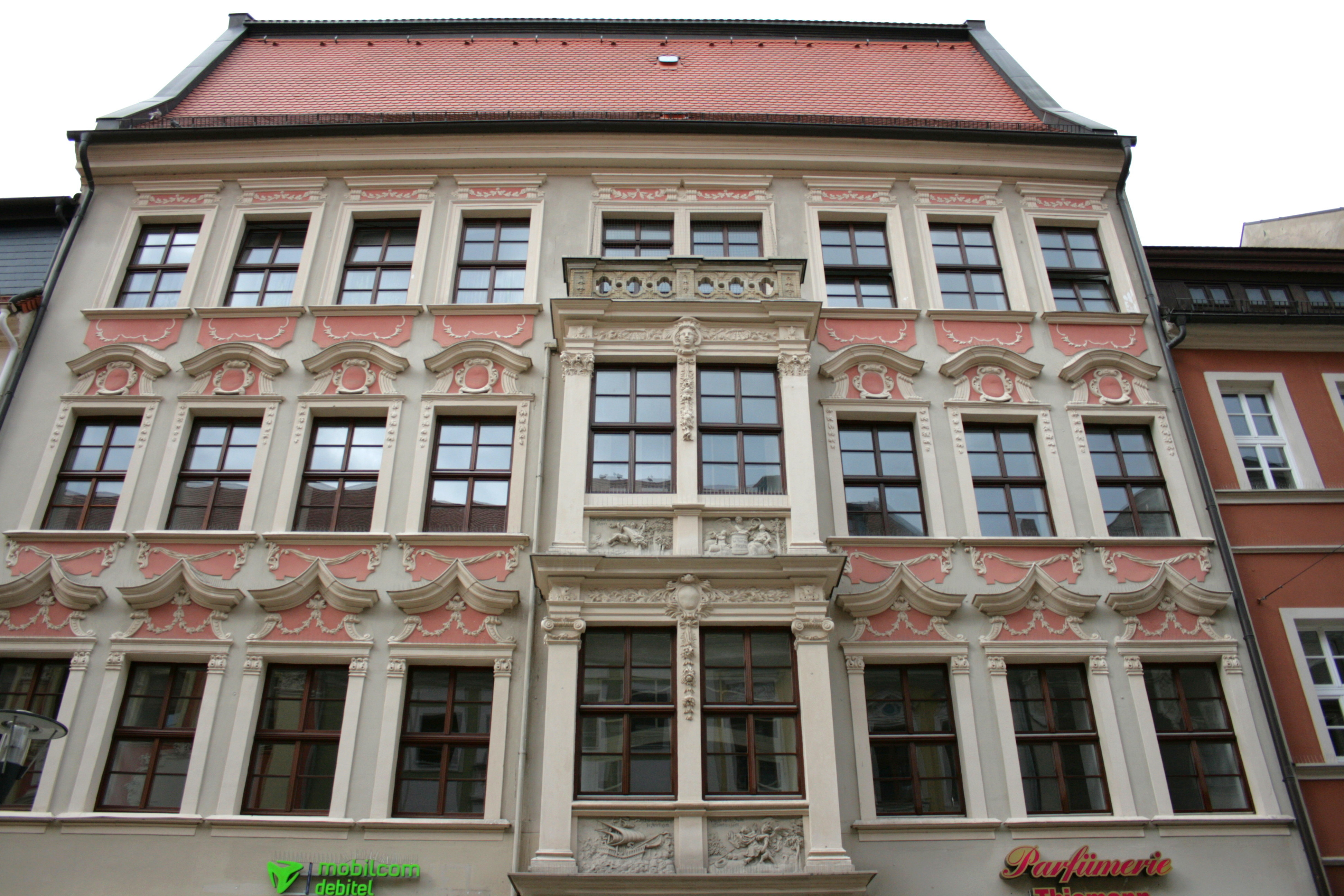
Reichenstraße 5, Bautzen
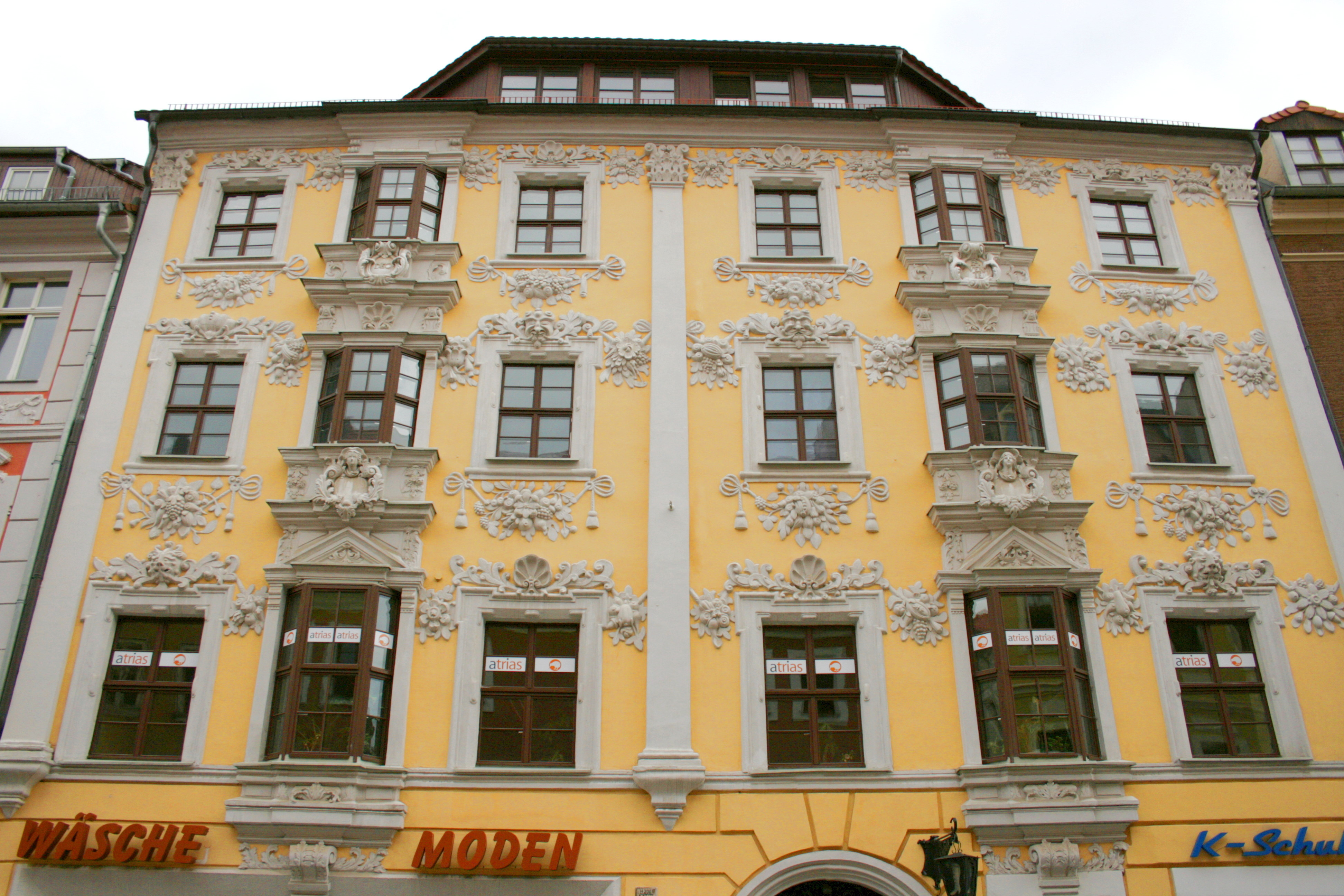
Reichenstraße 12, Bautzen
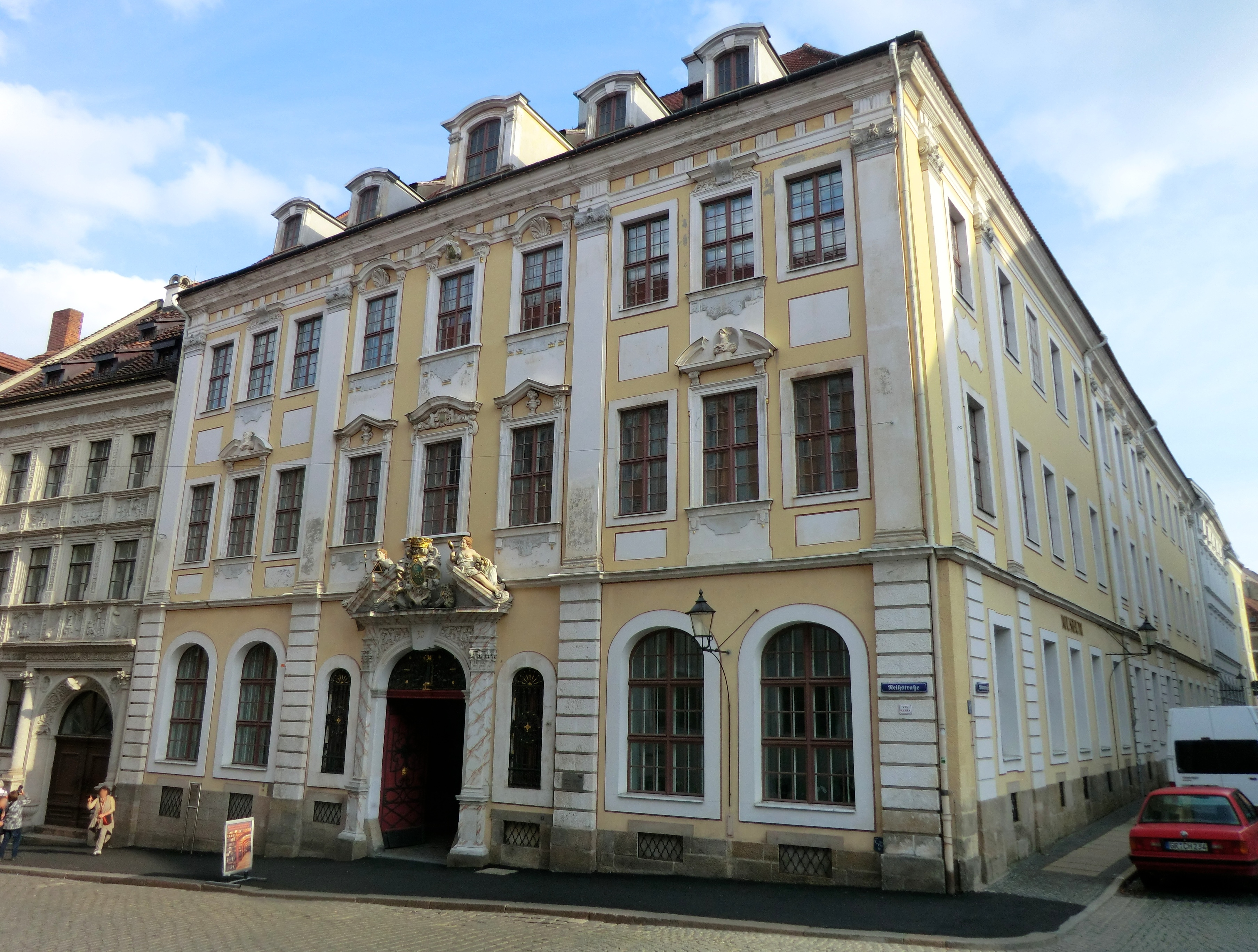
Casa barroca Neissstrasse 30, Görlitz
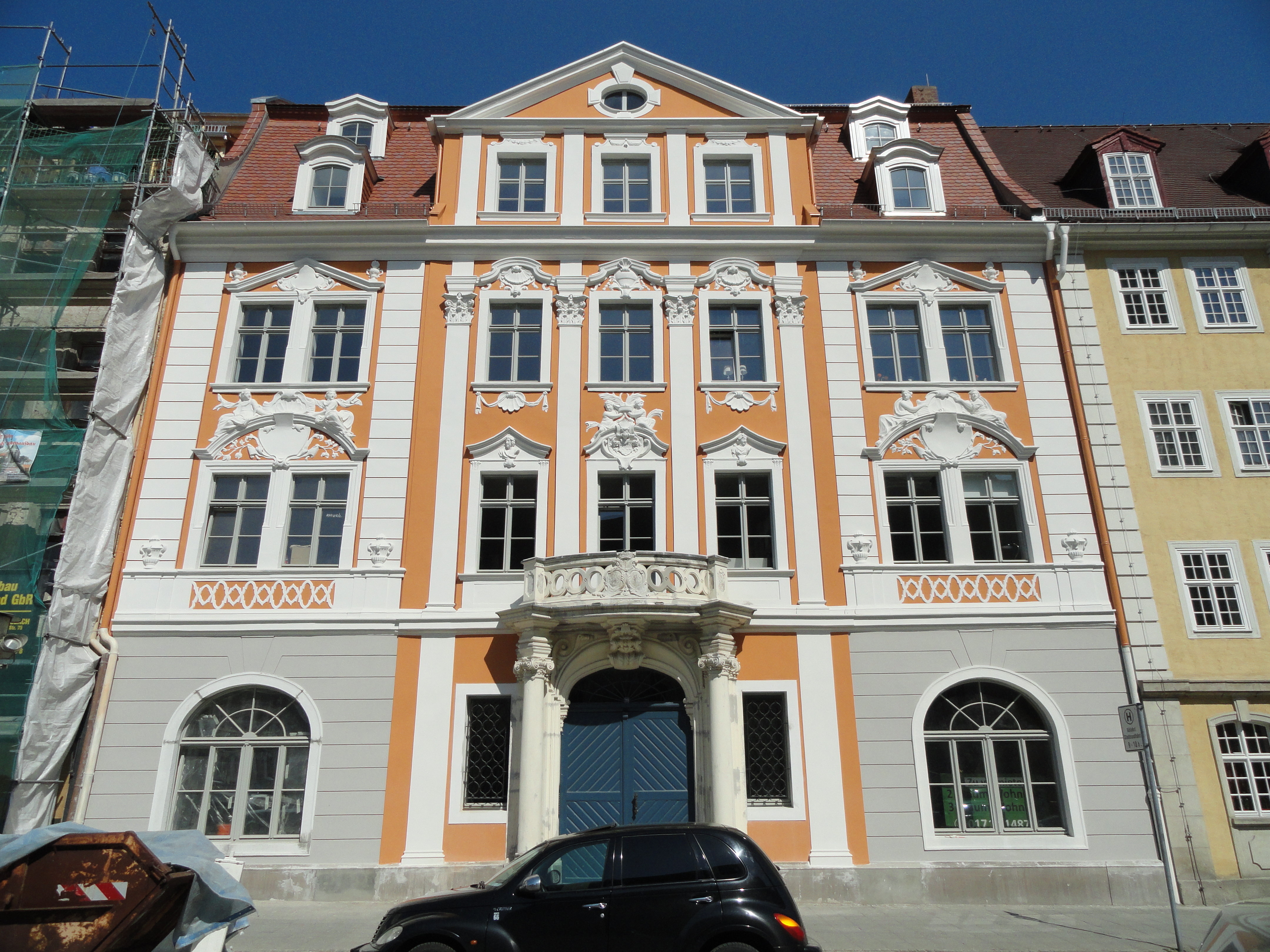
Obermarkt 29, Görlitz
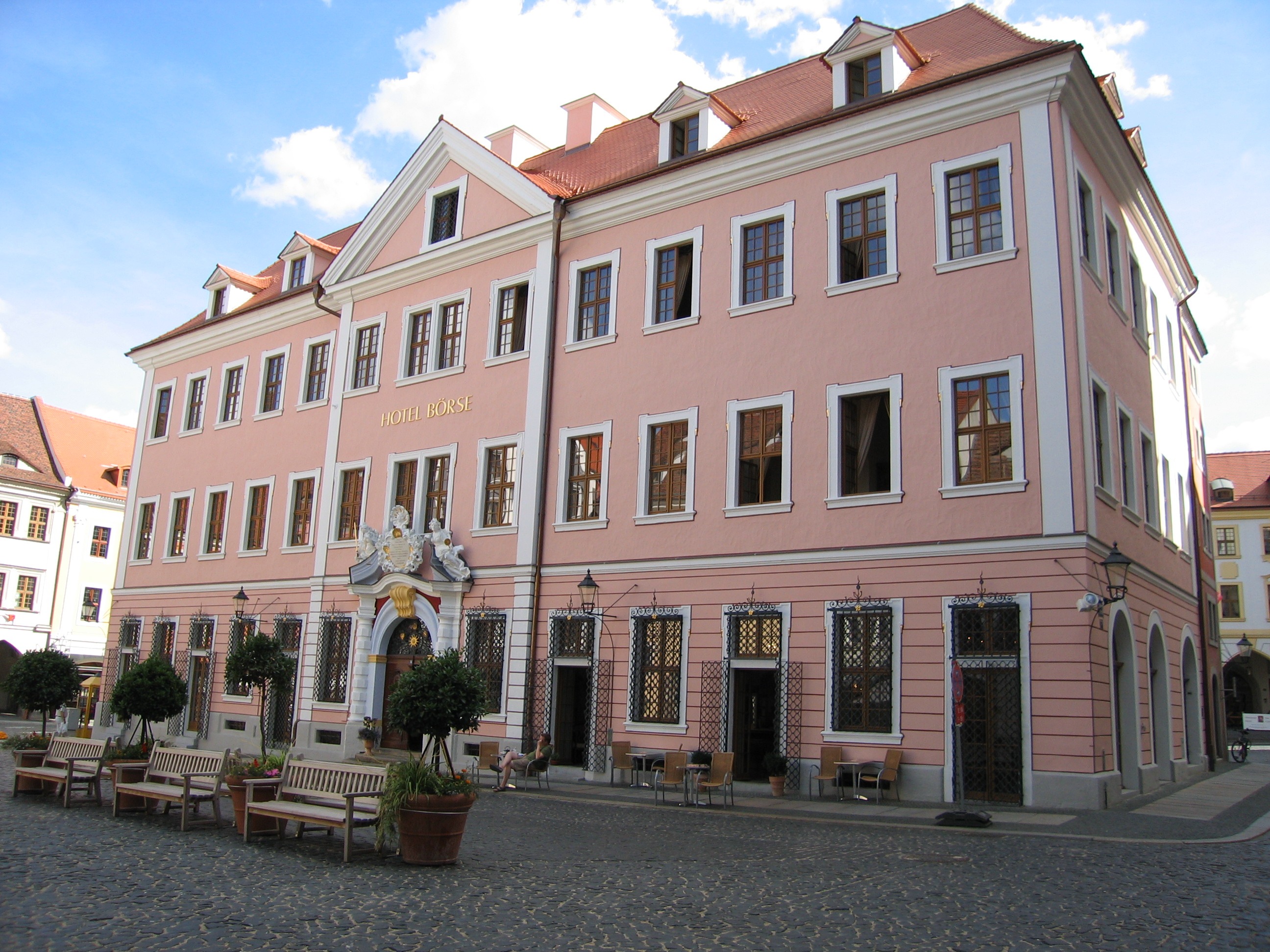
Untermarkt 16, Görlitz
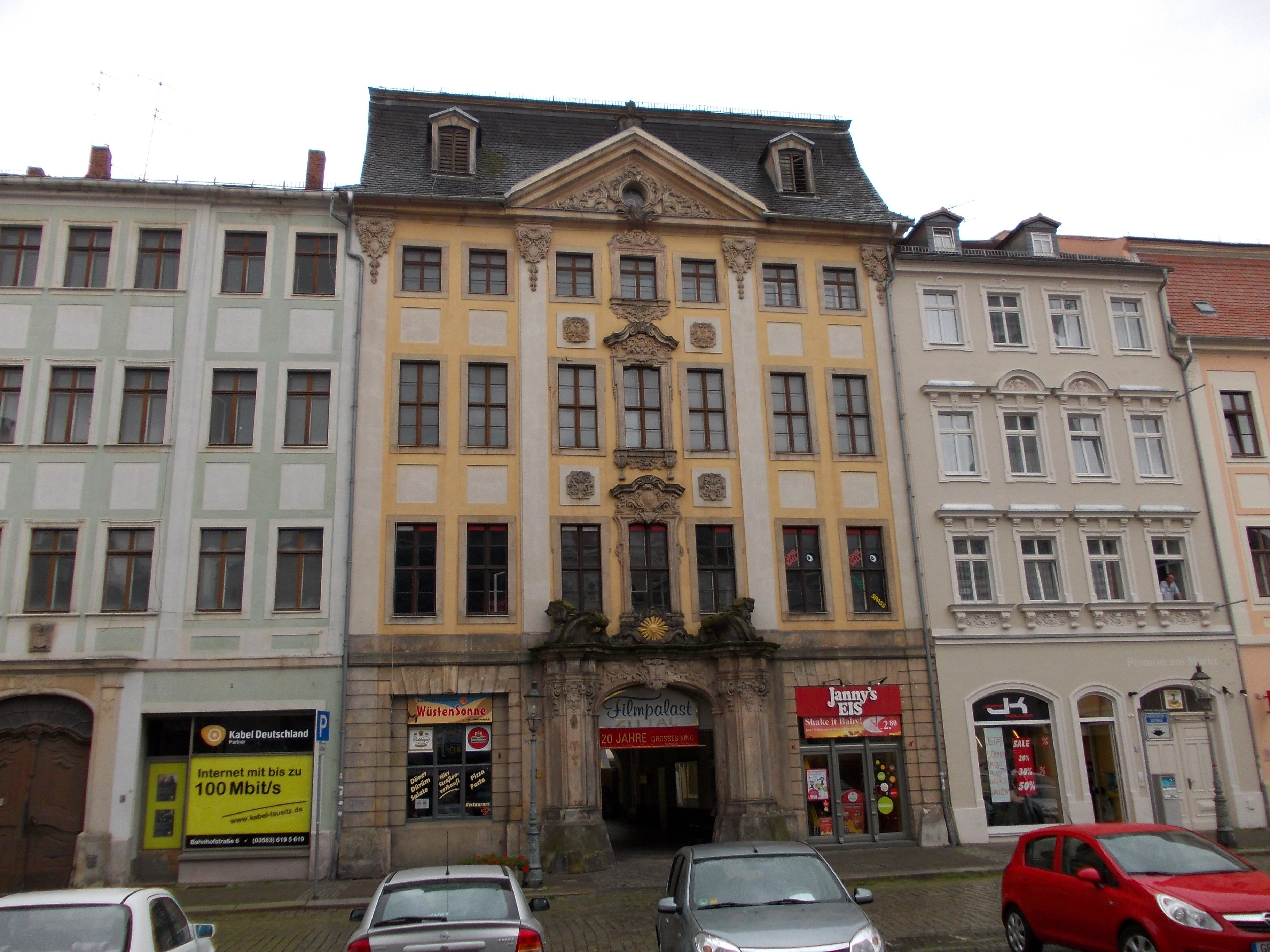
„Goldene Sonne“ (Sol de Oro), Markt 9, Zittau
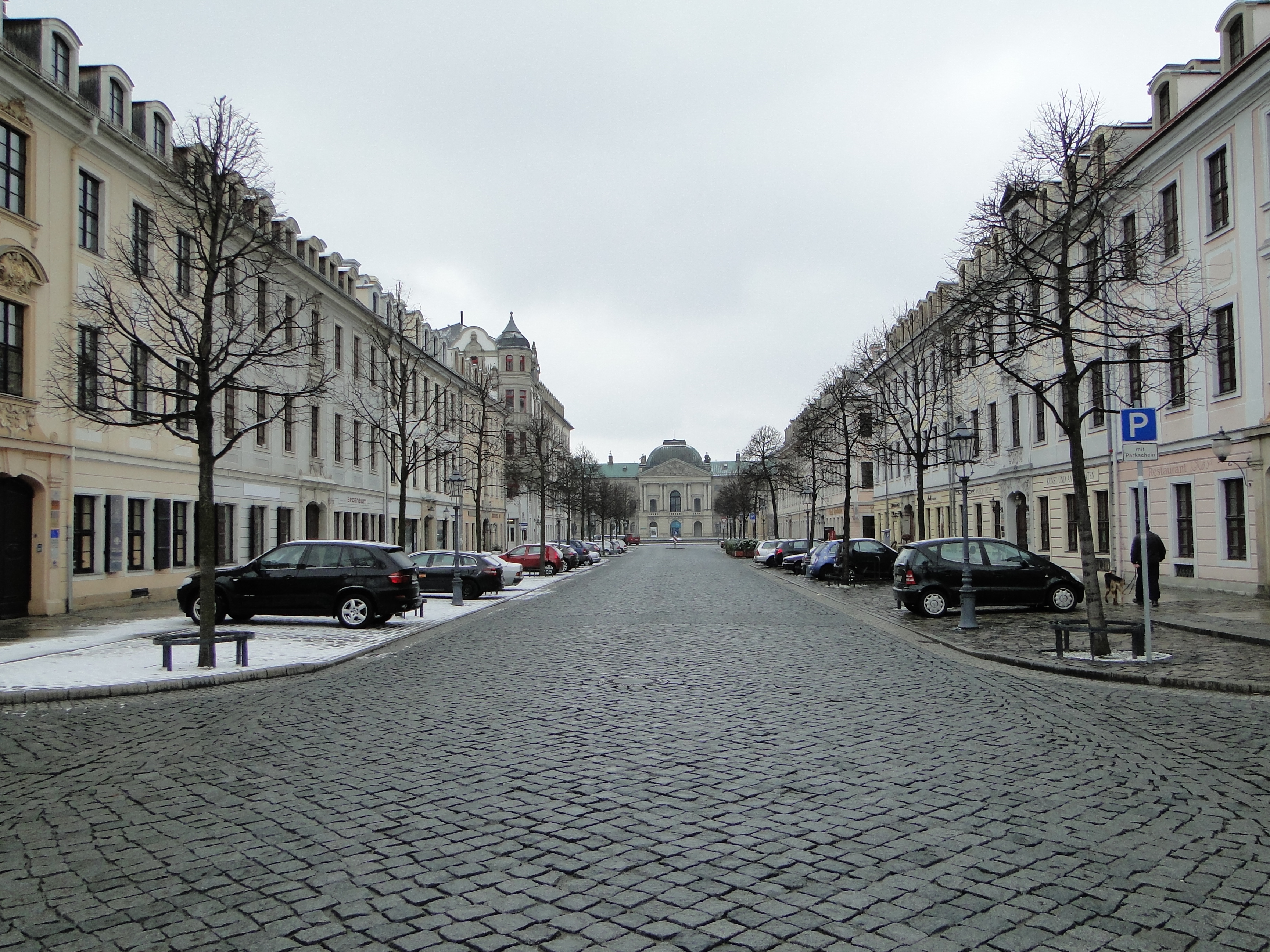
Königstraße, Dresde
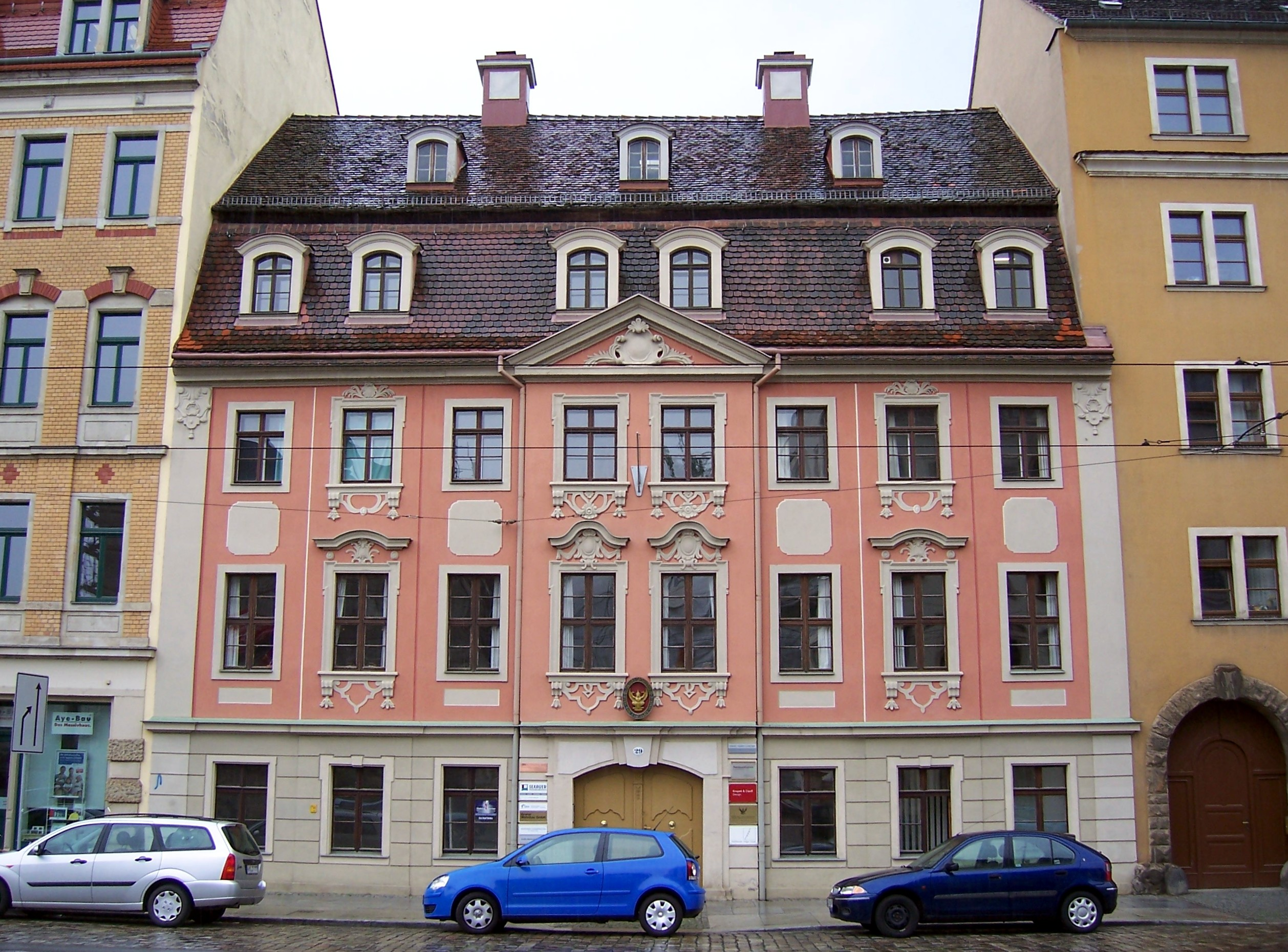
Friedrichstraße 29, Dresde
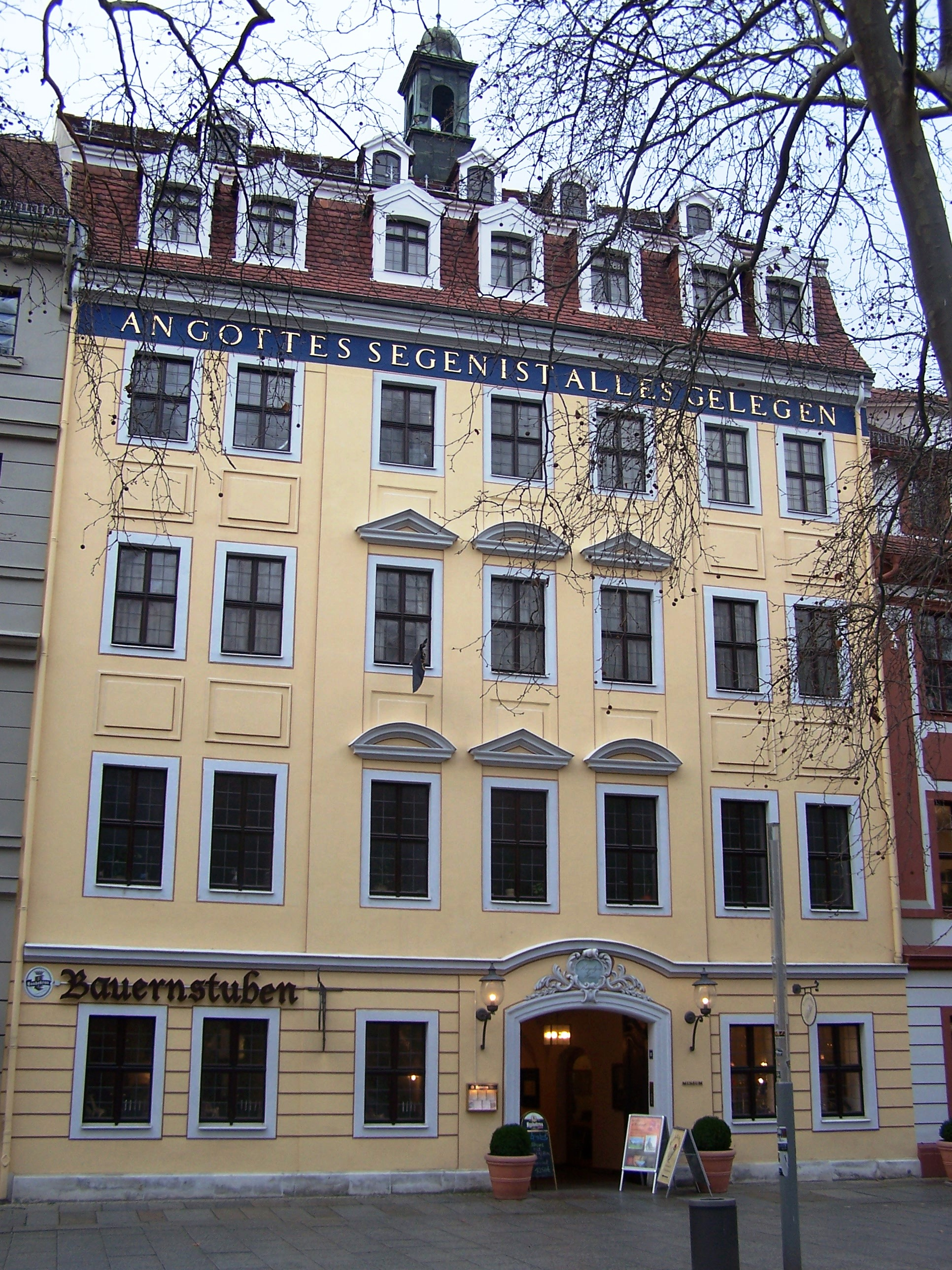
Casa Kügelgen, Dresde
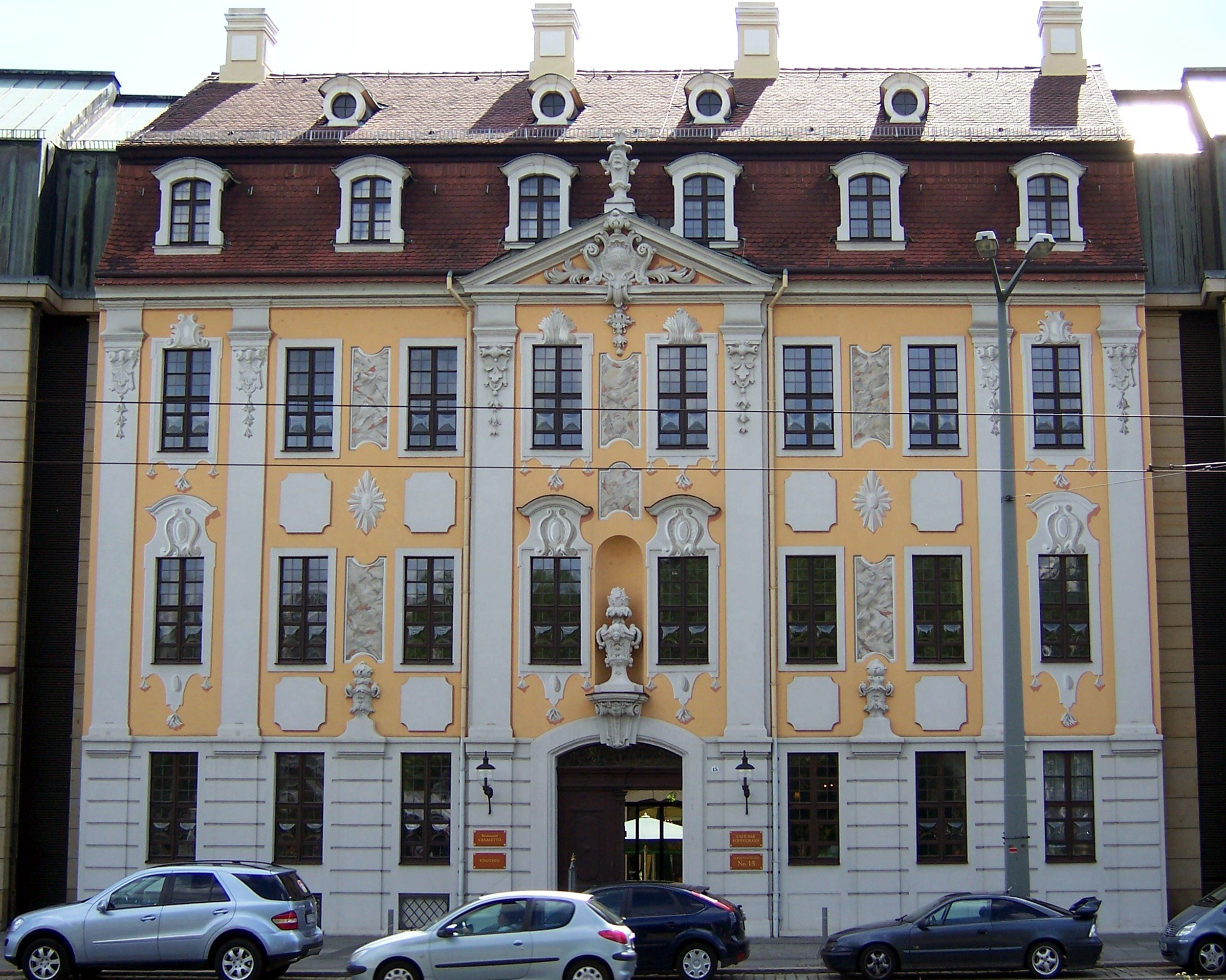
Große Meißner Str. 15, Dresde
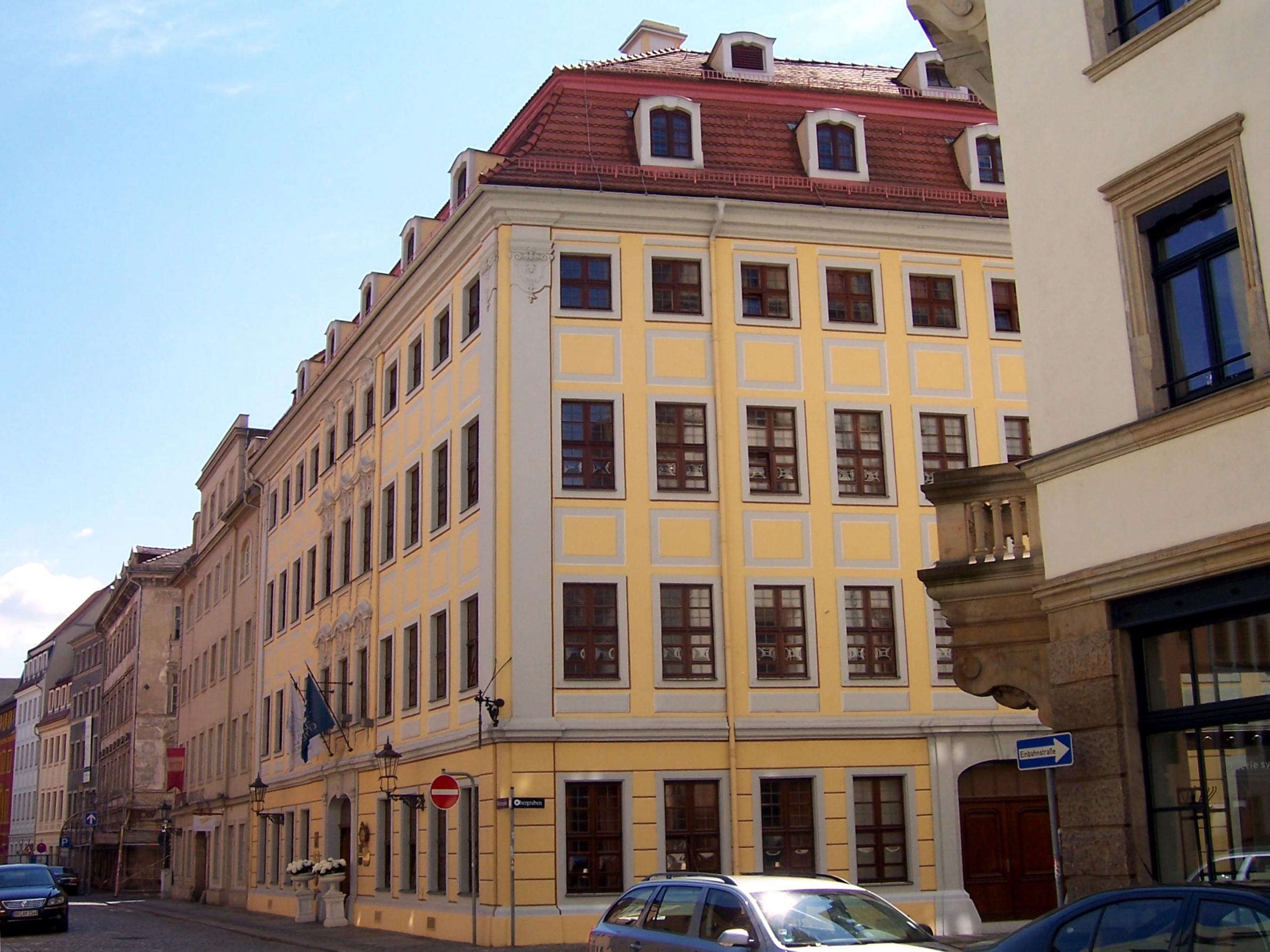
Rähnitzgasse 19, Dresde
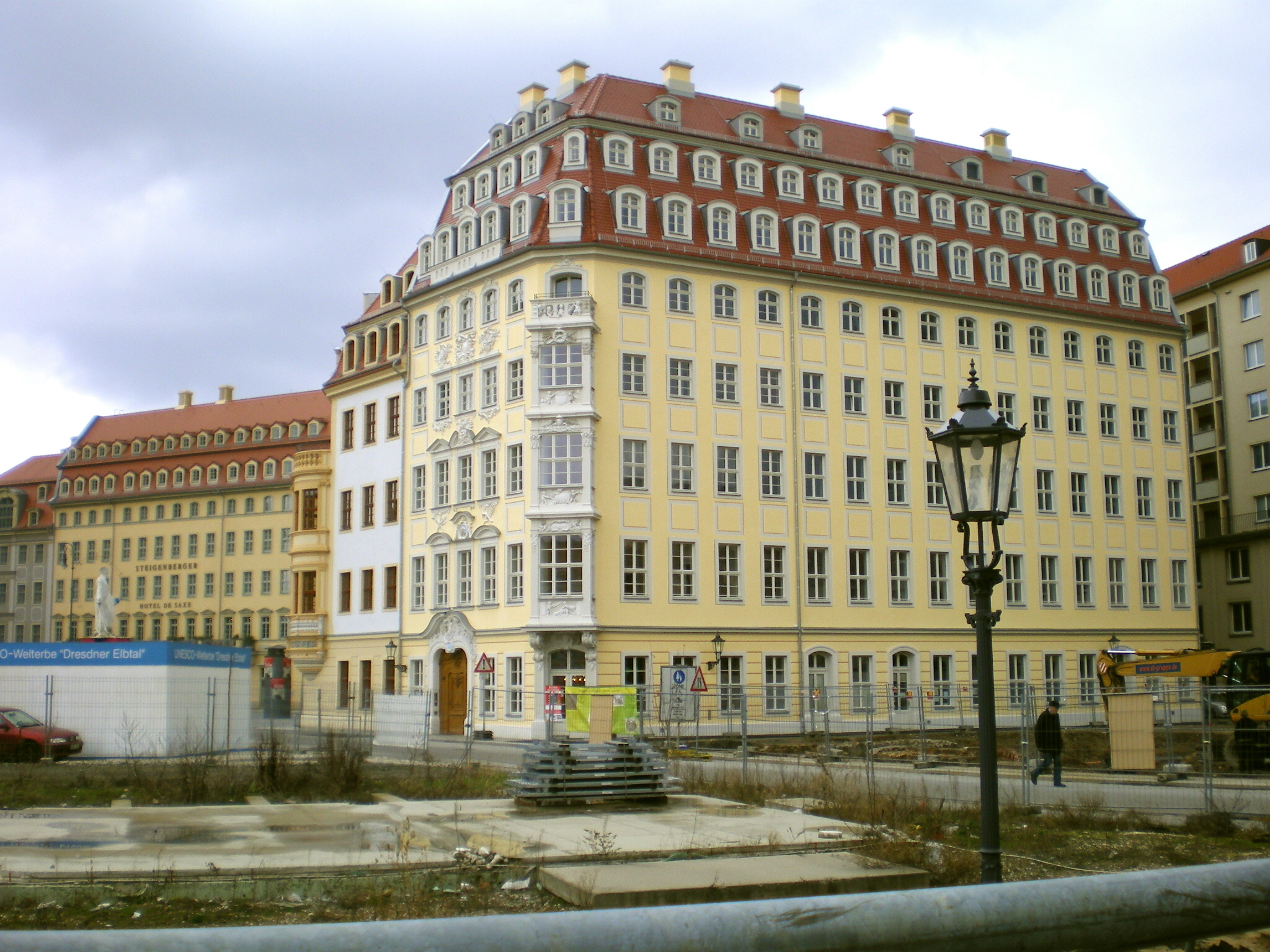
Köhlersches Haus, Dresde (reconstrucción)

### Edificios de la nobleza
La nobleza solía encargar a los grandes arquitectos de la corte de Dresde o a sus empleados los diseños de sus palacios rurales a la moda, que luego eran ejecutados a menudo por maestros de obras y artesanos locales; Para las decoraciones de estuco, pinturas murales, estatuas, etc., se recurrió nuevamente a los probados y altamente cualificados artistas de la corte y a sus talleres, al igual que se hacía para los muebles y las pinturas. Muchos de estos palacios barrocos fueron construidos para nobles que ocupaban puestos lucrativos en la Sächsischen Hofstaat (corte sajona); pero las generaciones que los heredaron a menudo tuvieron dificultades para mantener adecuadamente los castillos, que generalmente eran demasiado grandes para los rendimientos agrícolas de las fincas asociadas, especialmente en los tiempos económicamente difíciles del siglo XIX: guerra de los Siete Años, las Guerras Napoleónicas y tras la liberación de los campesinos a principios del siglo XIX. Por tanto, las ventas repetidas no fueron infrecuentes; Esto a menudo iba acompañado de conversiones interiores.
Debido a la reforma agraria en la zona de ocupación soviética en 1945 (Bodenreform in der Sowjetischen Besatzungszone ab 1945), todas las grandes propiedades, incluidos castillos y mobiliarios, fueron expropiadas sin compensación. Los saqueos al final de la guerra y las expropiaciones hicieron que la mayoría de los palacios rurales perdieran su rico mobiliario histórico. Muchos de ellos fueron demolidos después de la guerra, aunque estuvieran ilesos, debido a la Befehl Nr. 209 (Orden n.º 209) de la Administración Militar Soviética en Alemania (Sowjetische Militäradministration in Deutschland, SMAD) del 9 de septiembre de 1947. Por ello, en su reunión del 12 de diciembre de 1947, la Comisión Estatal de Suelos de El paisaje cultural de Sajonia tomó una decisión tan fatídica: «Las comisiones territoriales del distrito han recibido instrucciones de demoler inmediatamente al menos el 25% de las mansiones y castillos». .Esta fue la sentencia de muerte para más de 240 castillos y mansiones en Sajonia. Los restantes, todavía más de 1000 castillos, palacios, mansiones y jardines, en el período de la RDA, fueron a menudo desfigurados por dentro, así como por ampliaciones o conversiones, pero al menos fueron conservado. Sólo después de la reunificación alemana muchos castillos en ruinas fueron restaurados exhaustiva y profesionalmente, mientras que algunos empezaron a sobrevivir a duras penas en un estado desolador de desocupación o ventas en cadena, que en algunos casos continúa hasta el día de hoy. Algunos de los palacios augusteos rurales importantes son: 
- Schloss Brandis (David Schatz)
- Schloss Burgscheidungen (Schatz)
- Schloss Choren (Samuel Locke)
- Schloss Elsterwerda (Pöppelmann/Knöffel)
- Gohliser Schlösschen, Leipzig (Seltendorff)
- Schloss Hermsdorf (George Bähr)
- Stiftsschloss Joachimstein (Karcher/Pöppelmann/Beyer)
- Schloss Knauthain (Schatz)
- Neues Schloss Königshain
- Jagdhaus Kössern (Pöppelmann)
- Schloss Lichtenwalde
- Schloss Lieberose
- Schloss Martinskirchen (Krubsacius)
- Schloss Milkel
- Altes Schloss Neschwitz (Karcher)
- Schloss Neusorge (probablemente  Knöffel)
- Schloss Nischwitz (Pöppelmann/Knöffel)
- Schloss Oberlichtenau (salón de baile de Knöffel)
- Schloss Otterwisch
- Schloss Rammenau (probablemente  Knöffel)
- Schloss Reichstädt
- Schloss Reinhardtsgrimma (Knöbel)
- Schloss Reinharz
- Schloss Seußlitz (Bähr)
- Haus Sorgenfrei in Radebeul (Giesel)
- Schloss Übigau, Dresde (Eosander von Göthe)
- Schloss Wachau (probablemente  Knöffel)
- Schloss Wackerbarths Ruhe (Knöffel)
- Schloss Wiederau
- Schloss Schönwölkau (arquitecto italiano de Varsovia, con decoraciones arquitectónicas del taller de Permoser)
- Neues Schloss Zabeltitz (Knöffel)

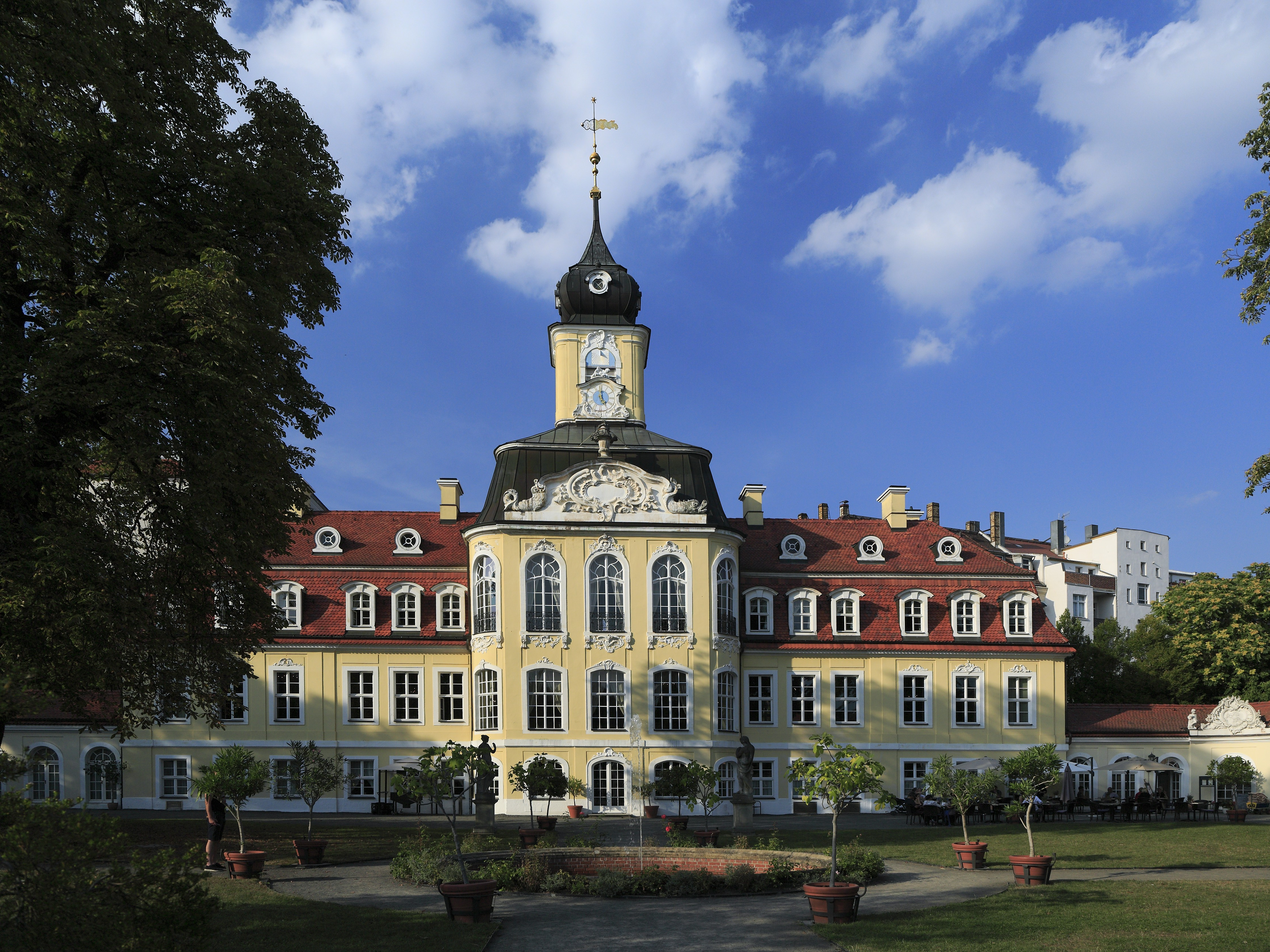
Gohliser Schlösschen, Leipzig
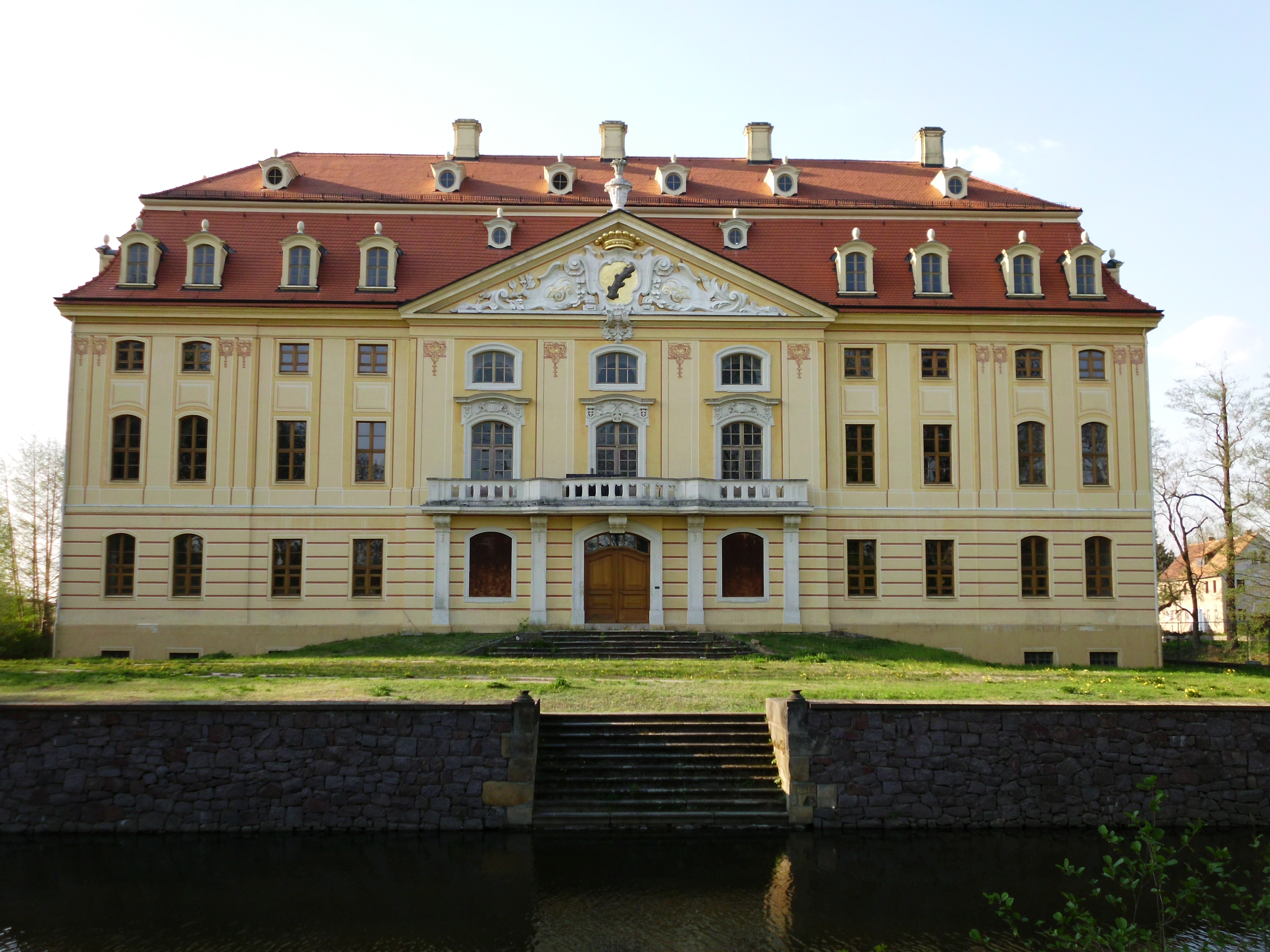
Schloss Wachau
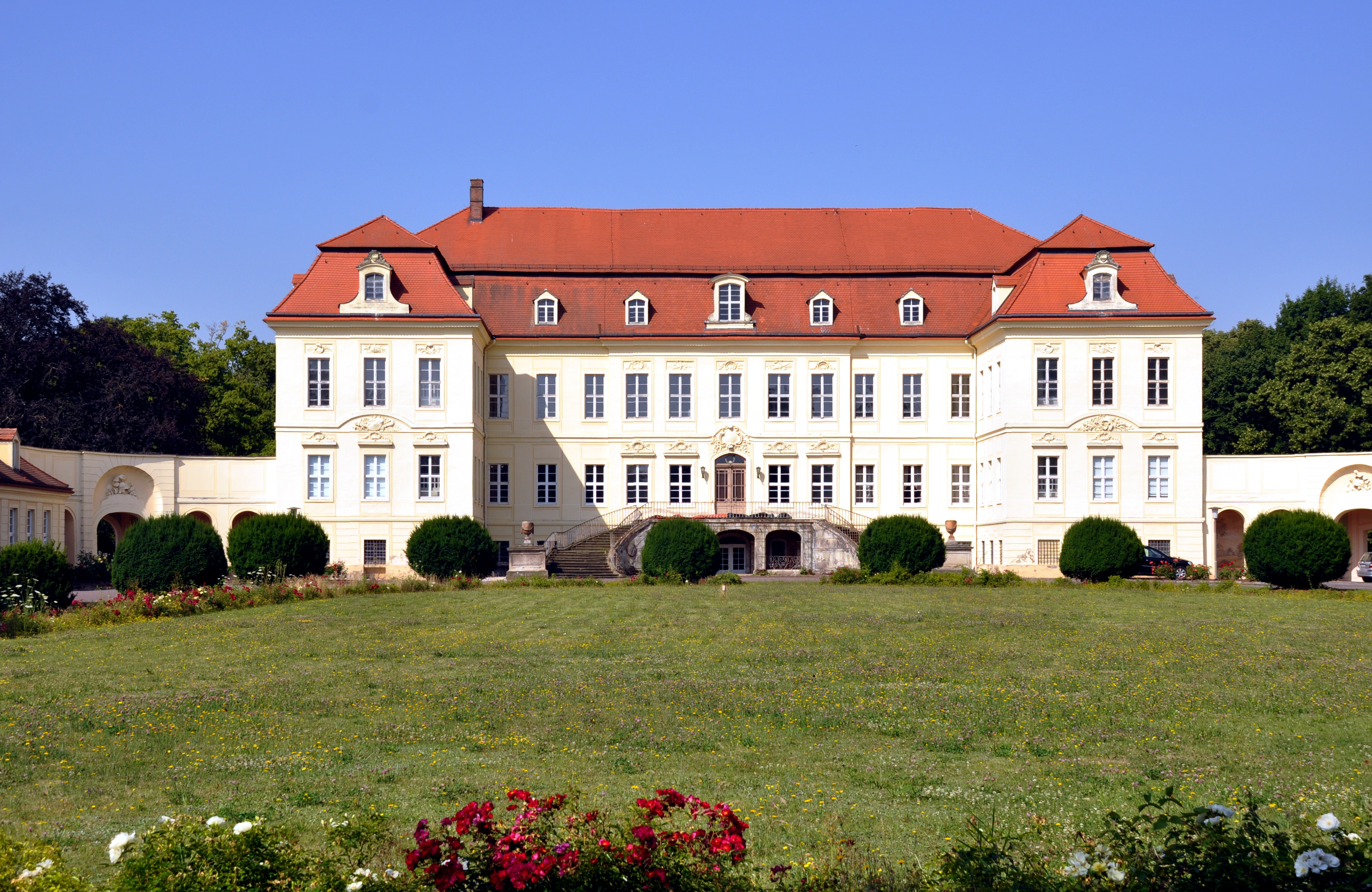
Schloss Nischwitz
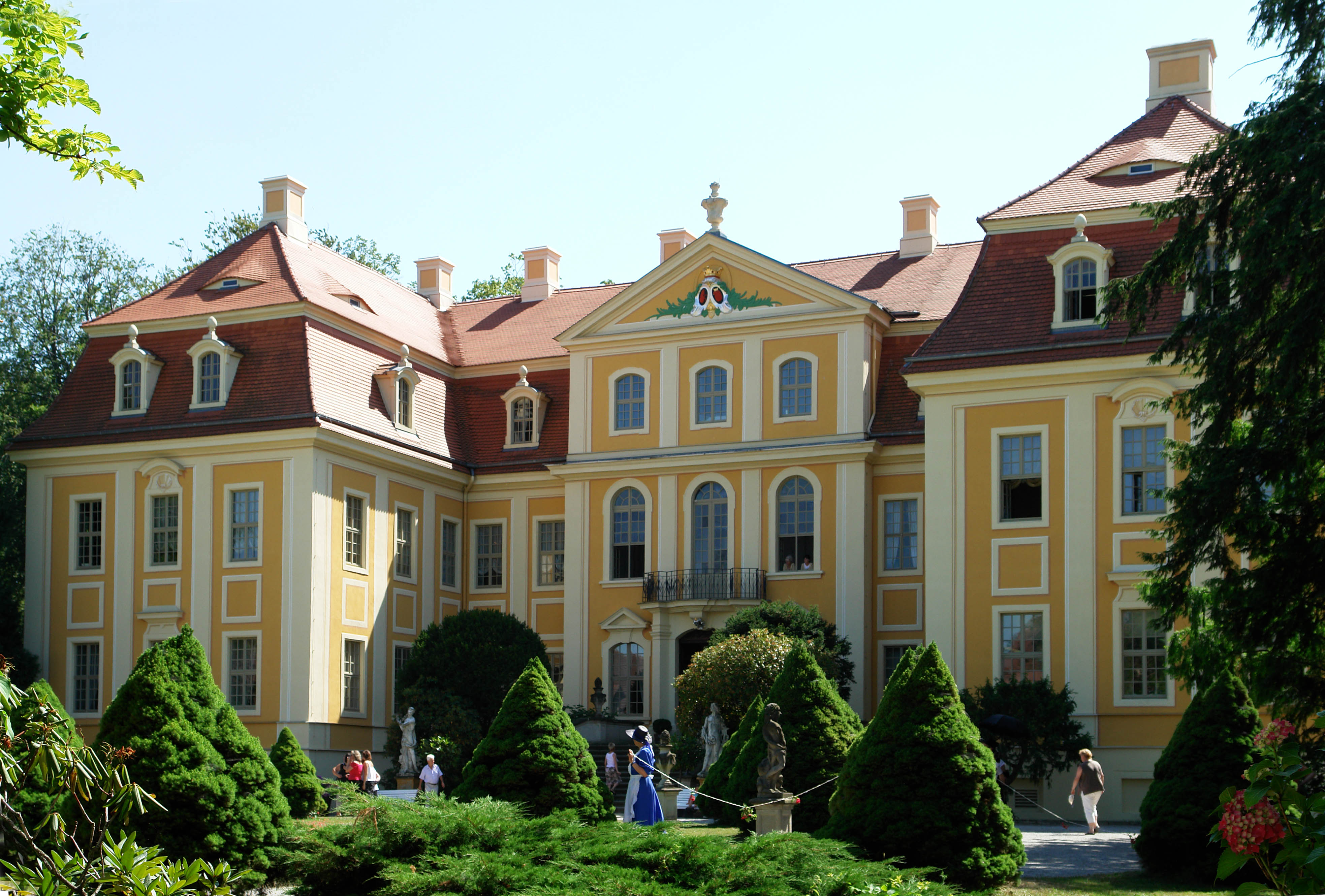
Schloss Rammenau
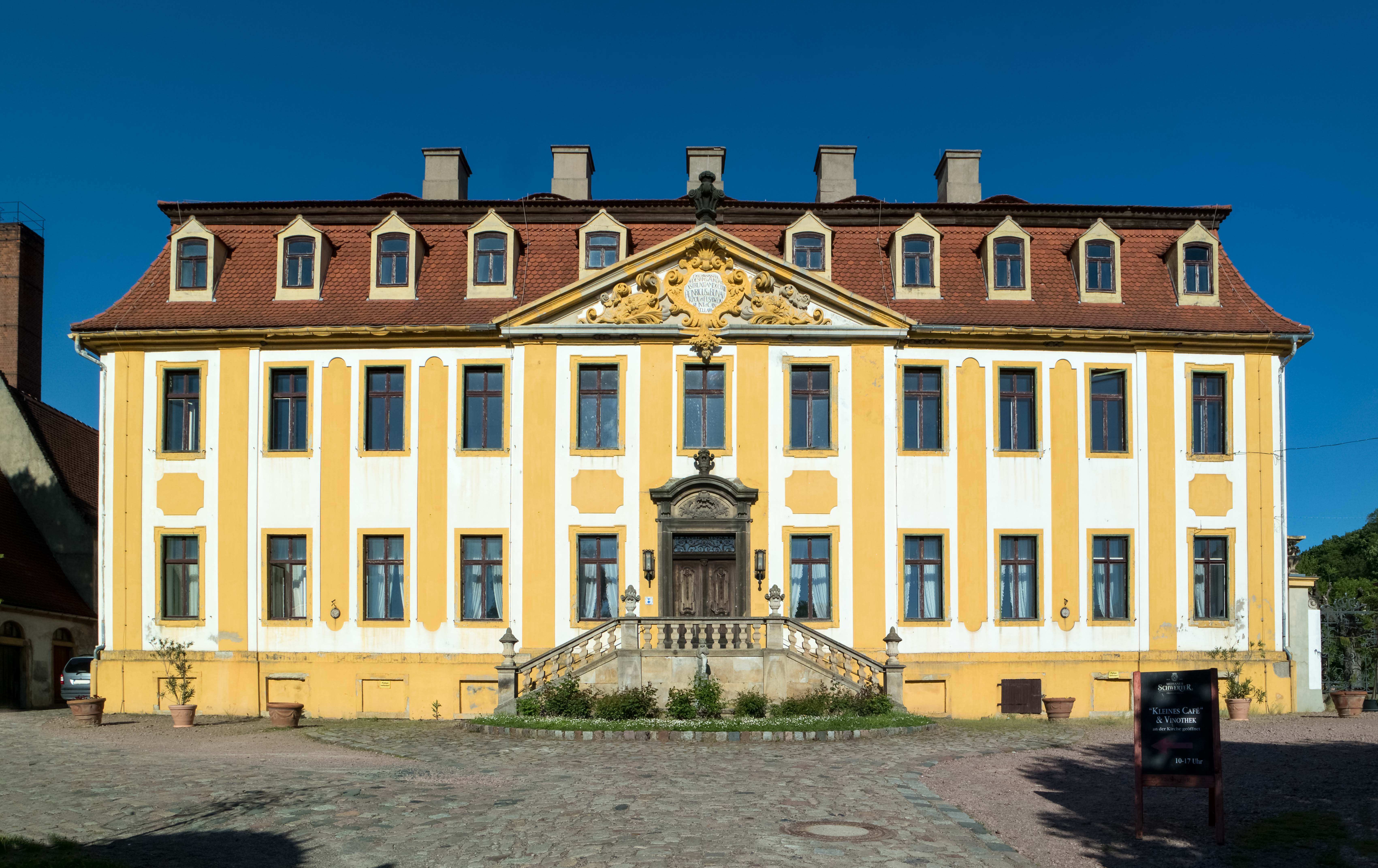
Schloss Seußlitz
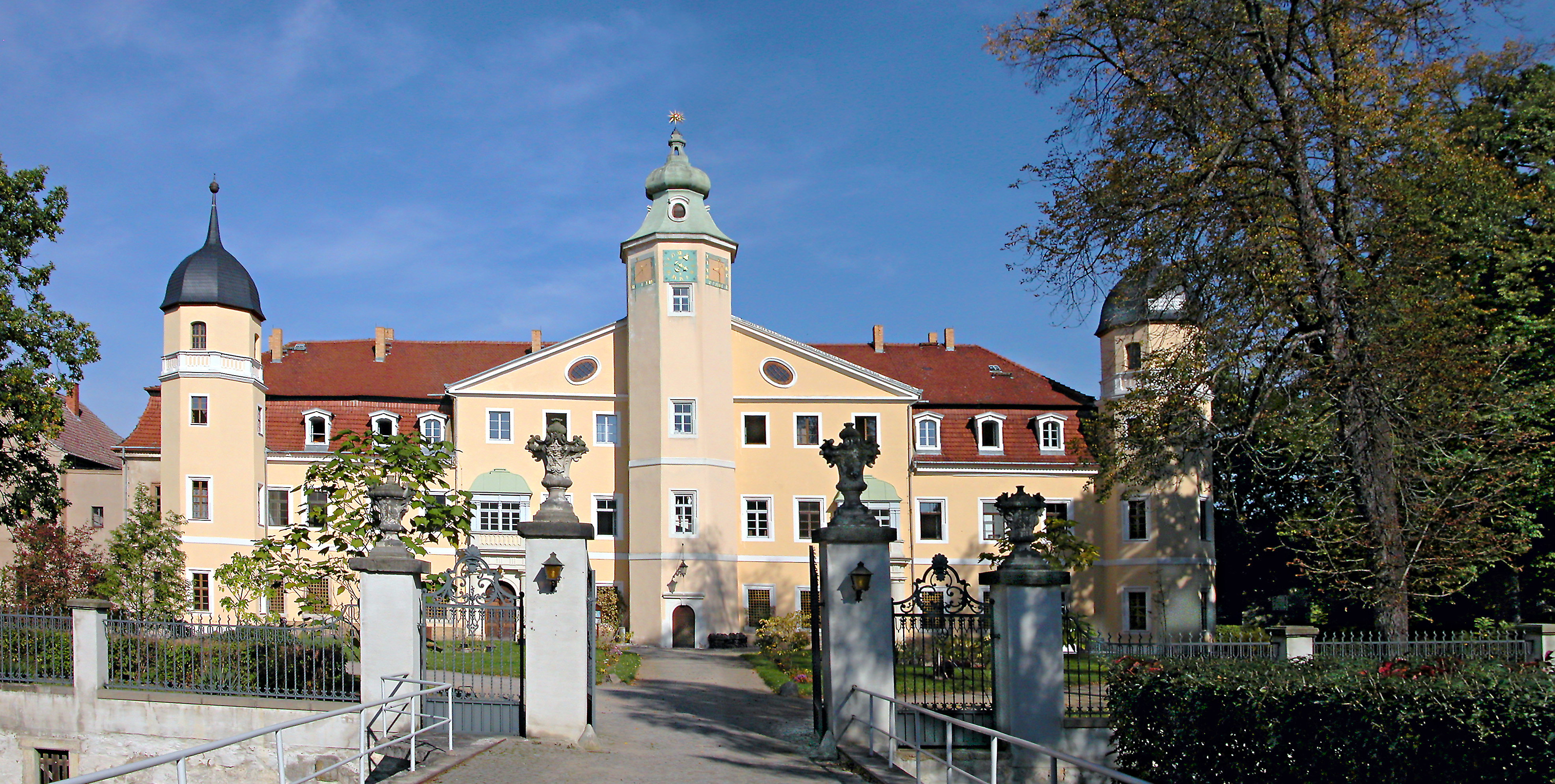
Schloss Hermsdorf
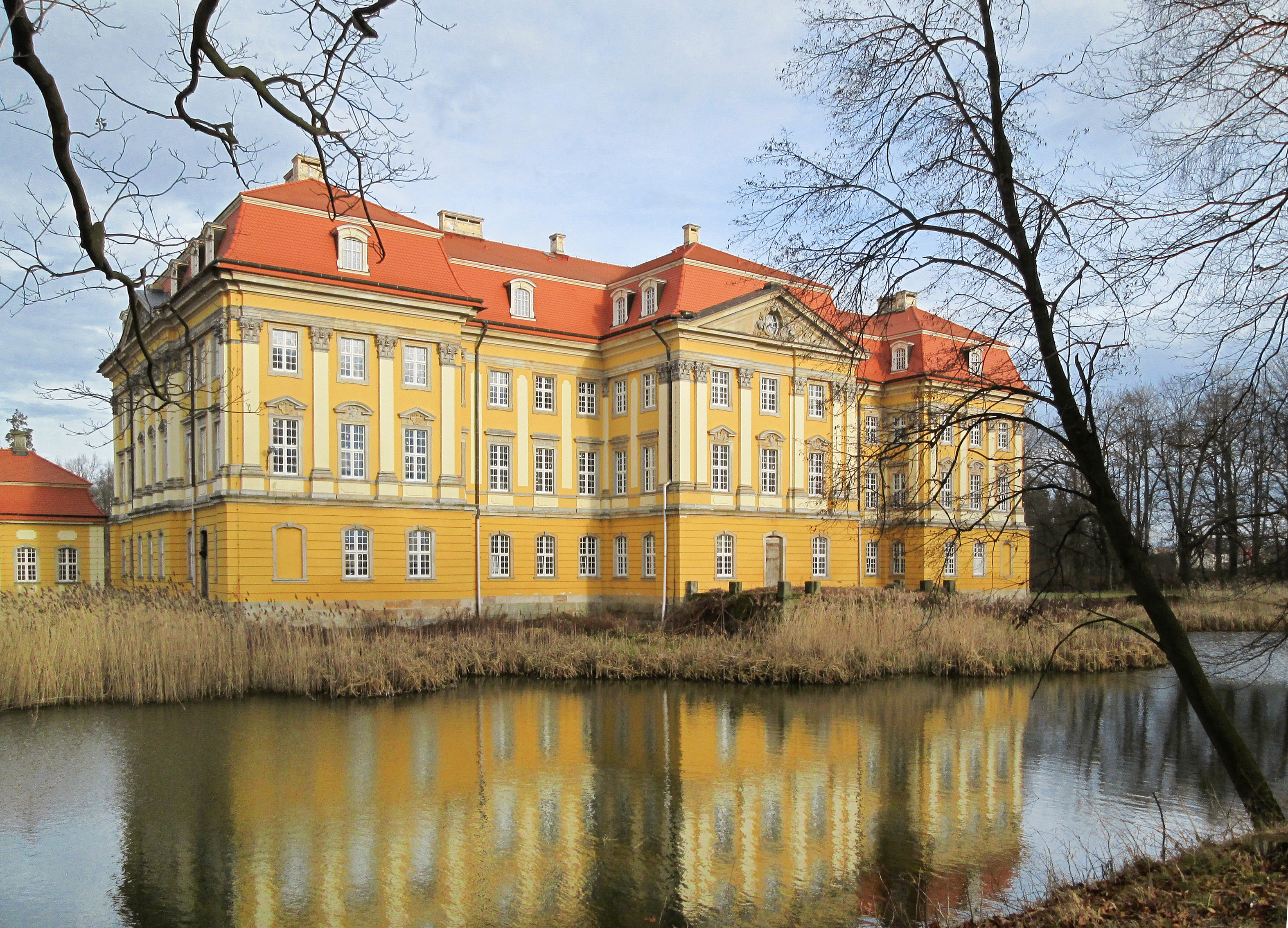
Stiftsschloss Joachimstein
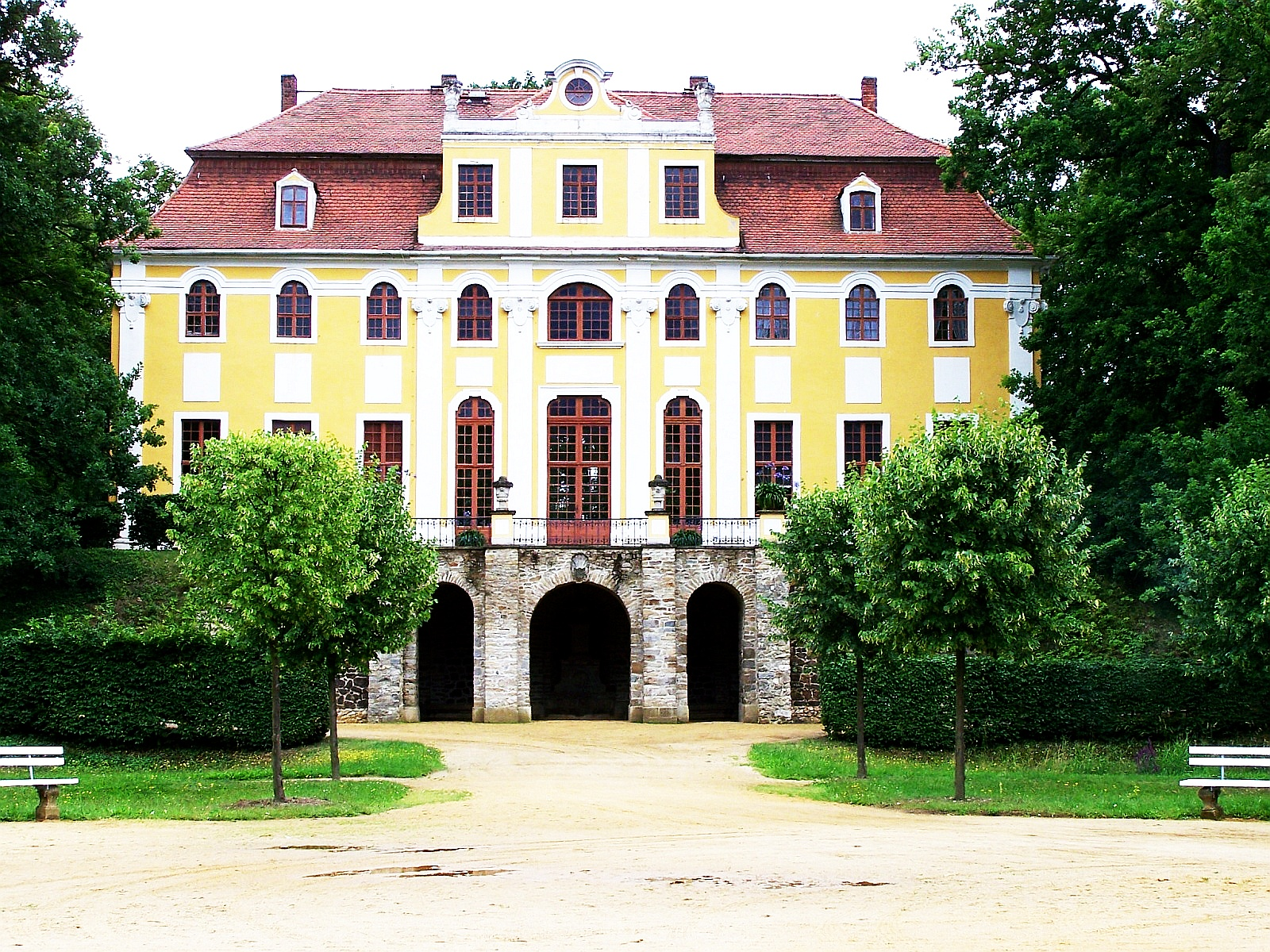
Altes Schloss Neschwitz
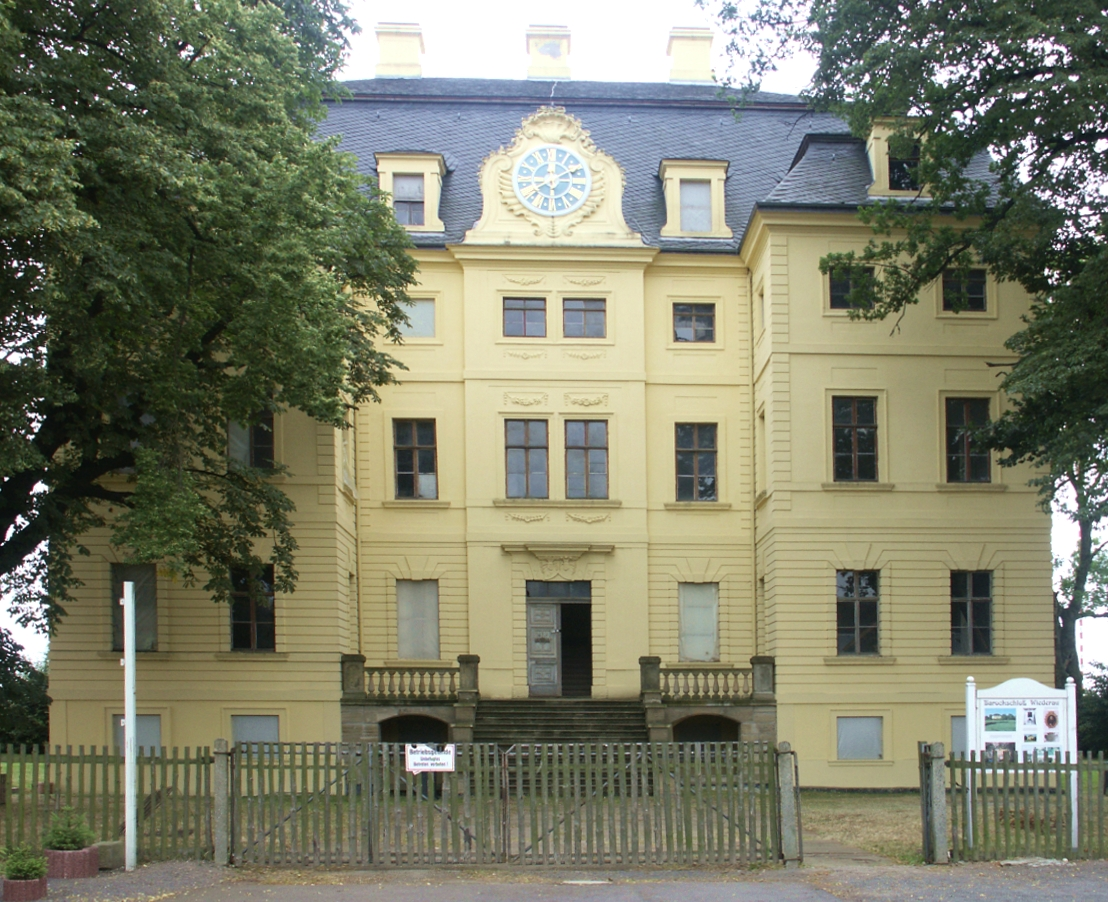
Schloss Wiederau
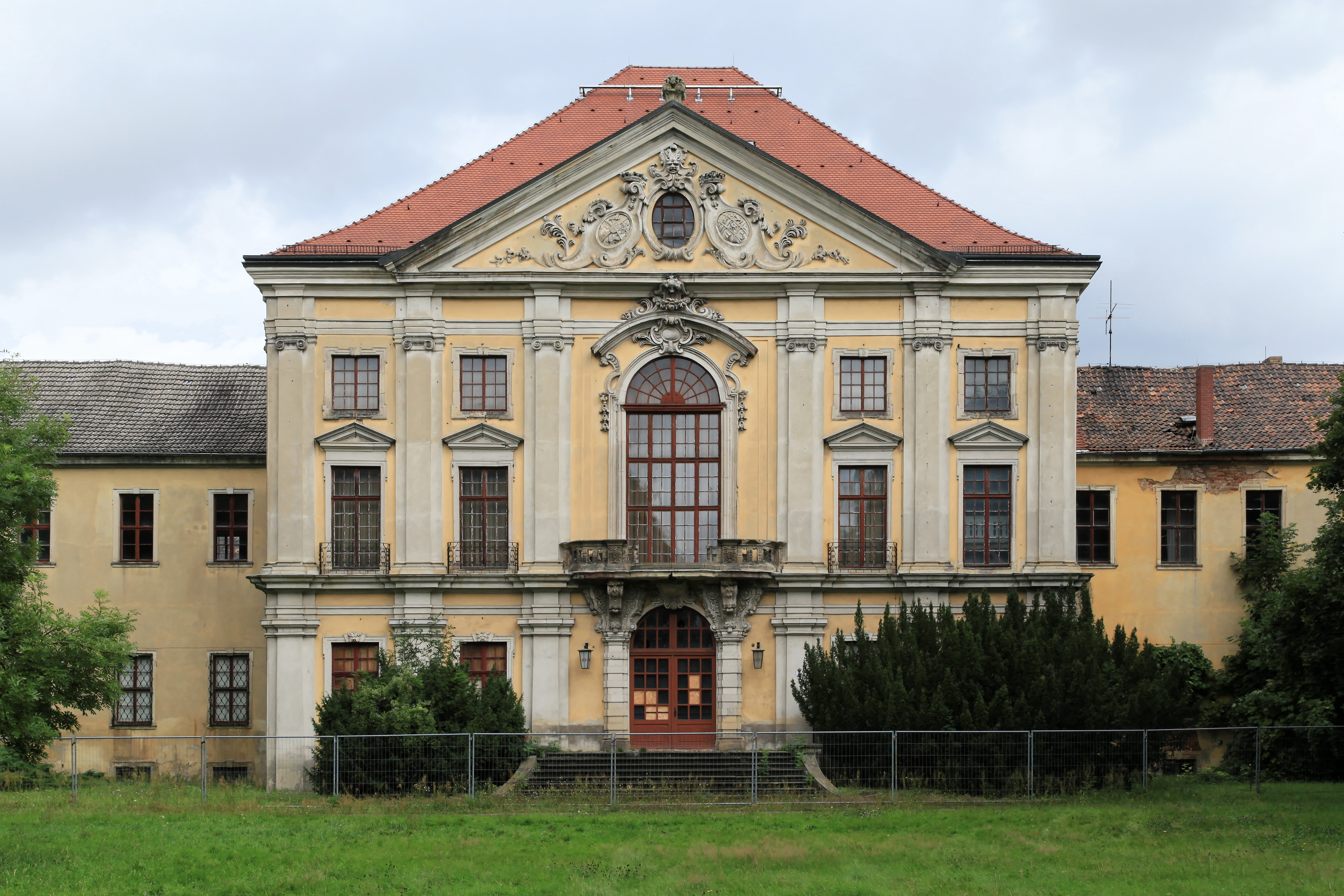
Schloss Schönwölkau
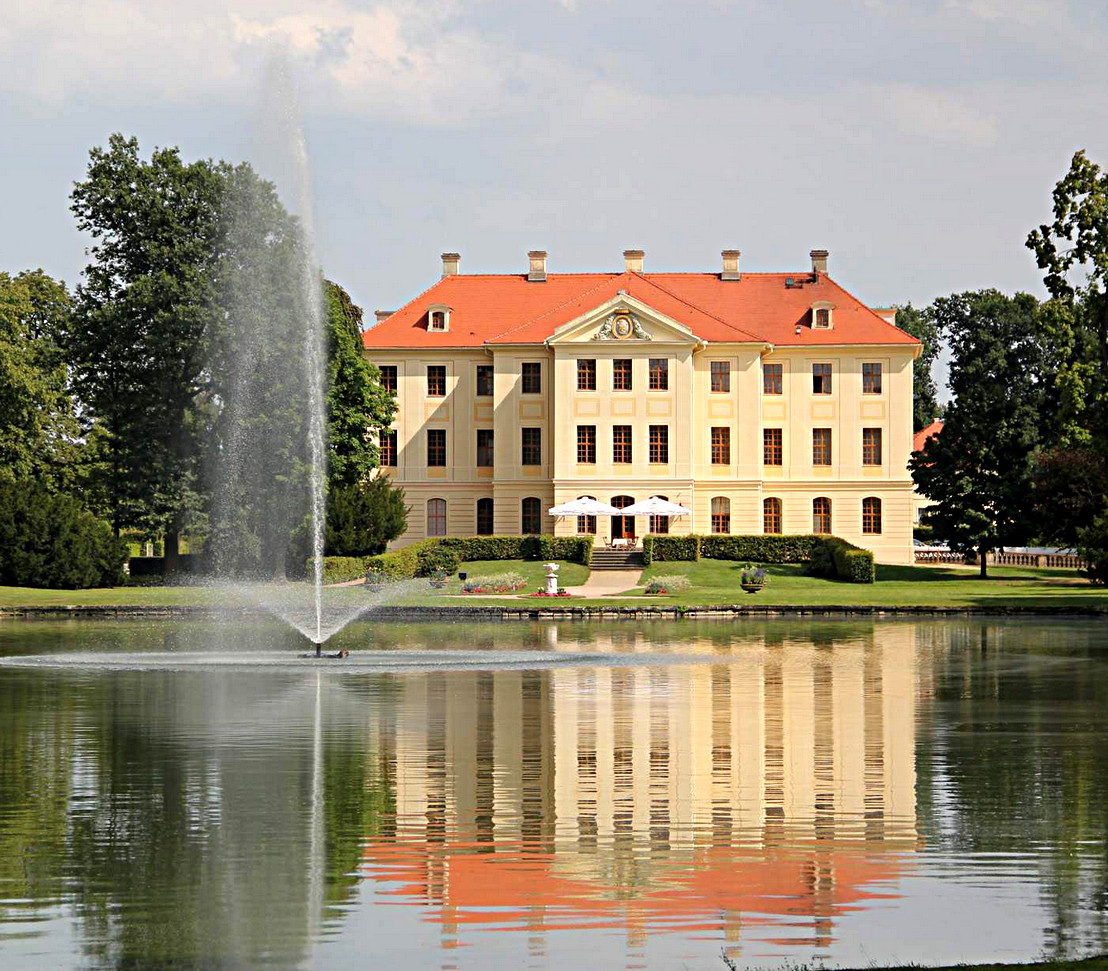
Neues Schloss Zabeltitz
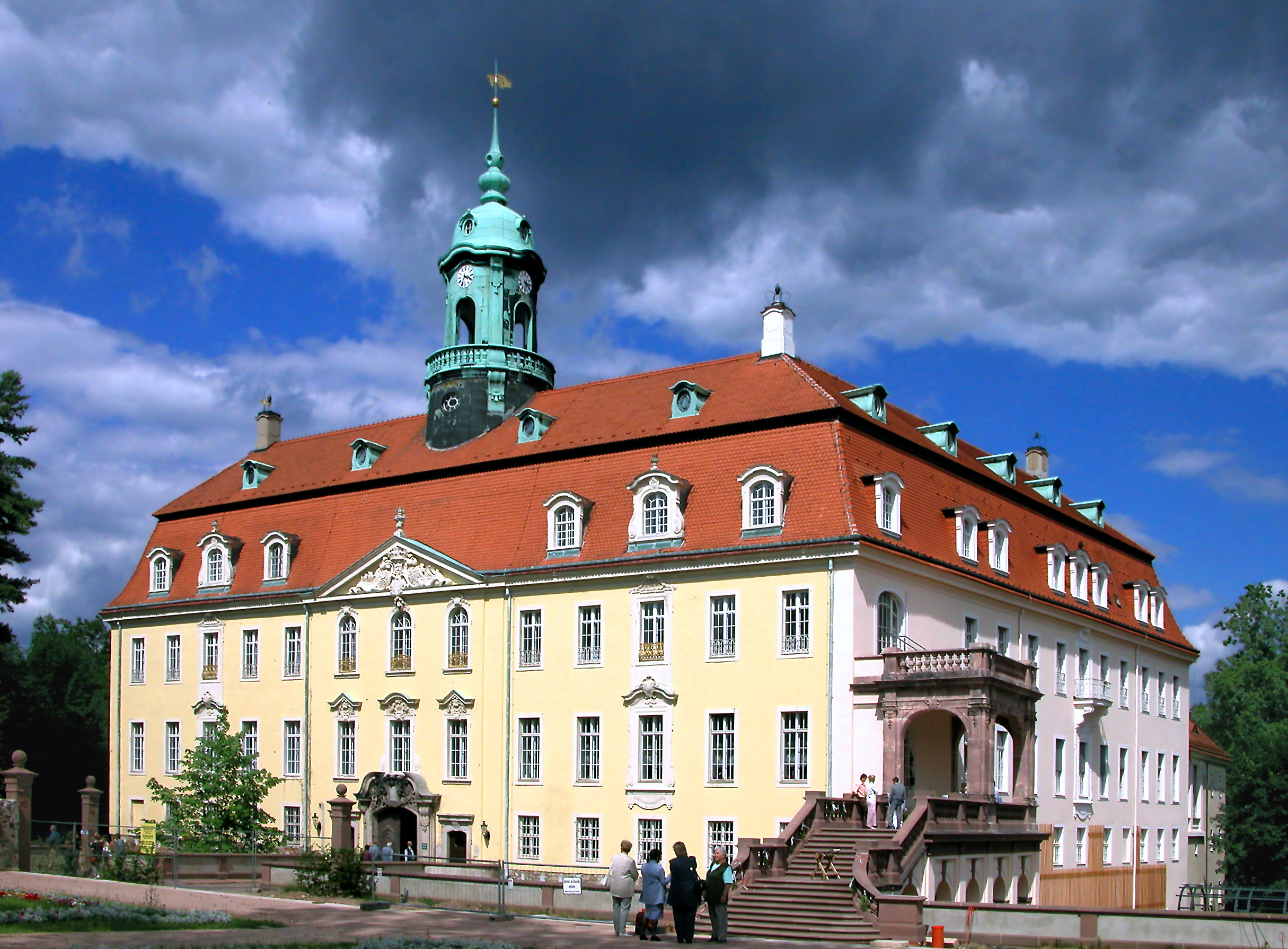
Schloss Lichtenwalde
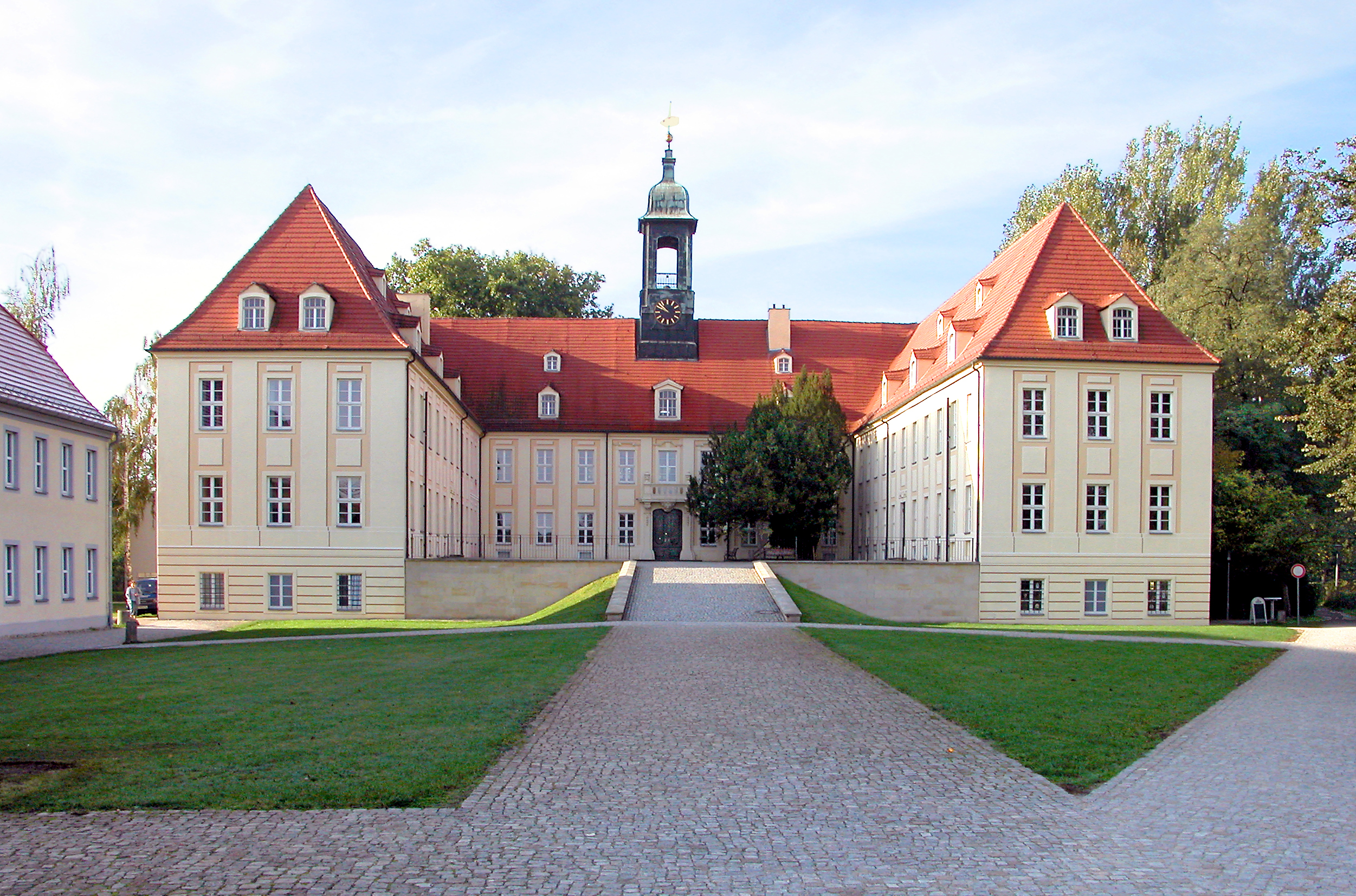
Schloss Elsterwerda
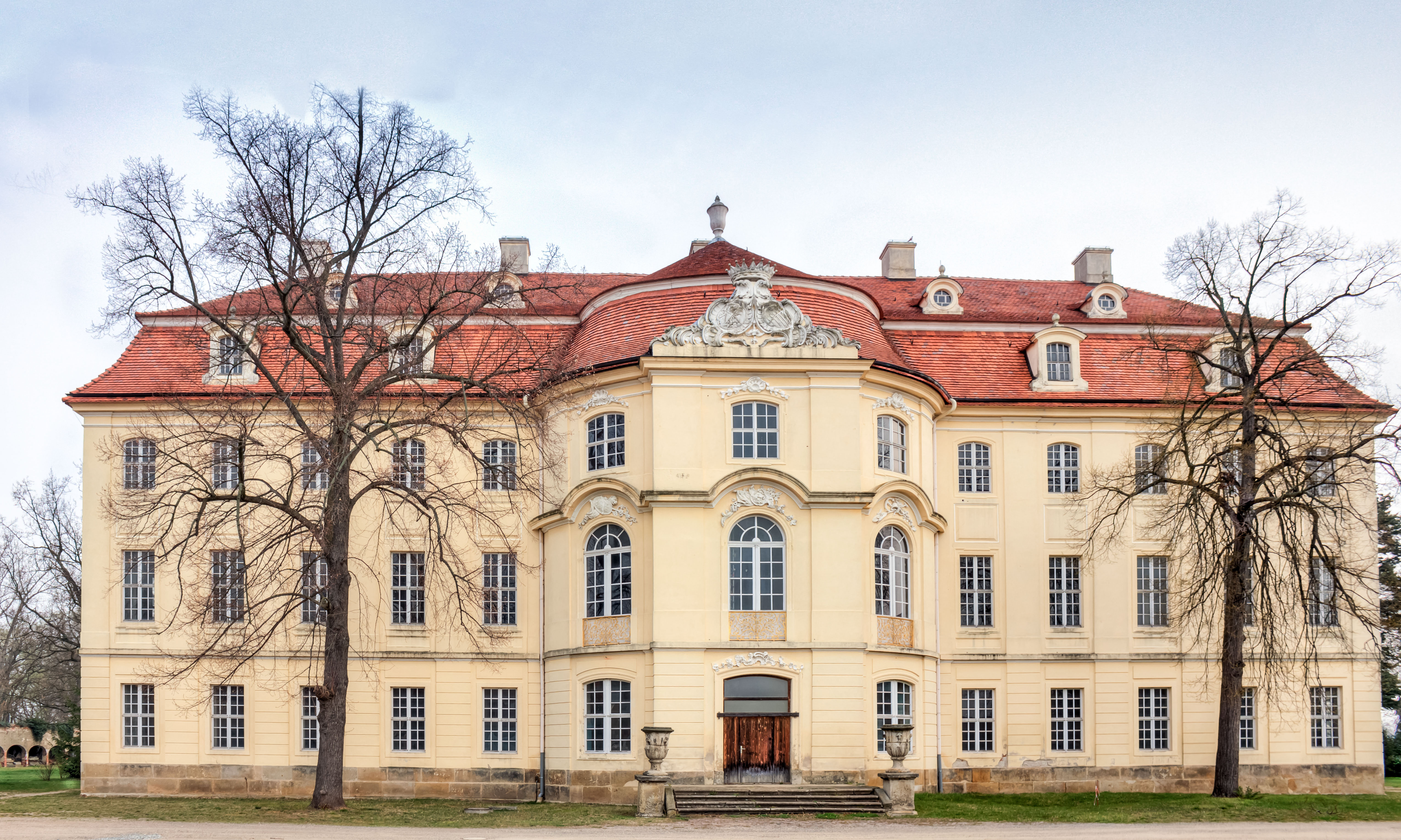
Schloss Martinskirchen
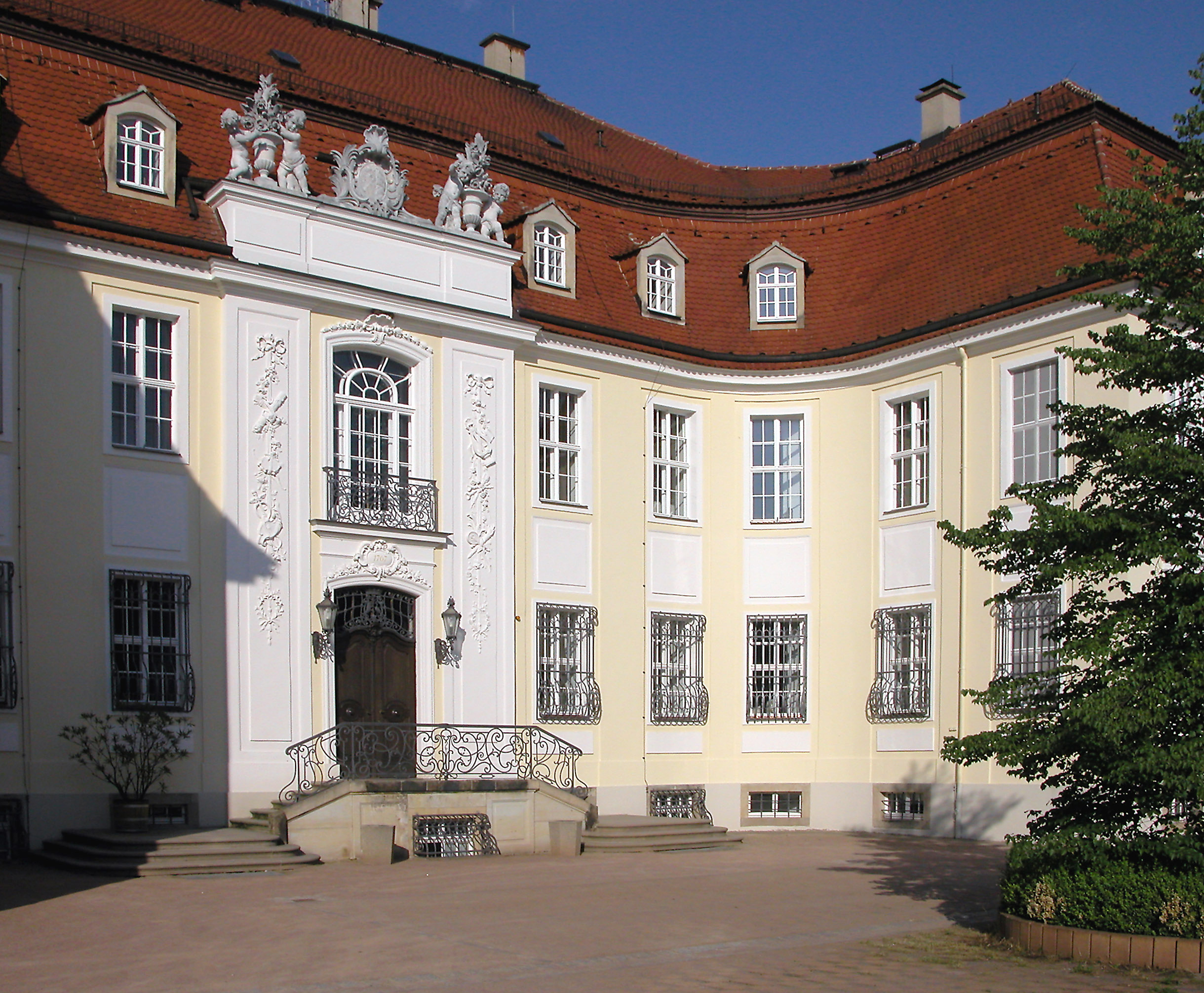
Schloss Reinhardtsgrimma
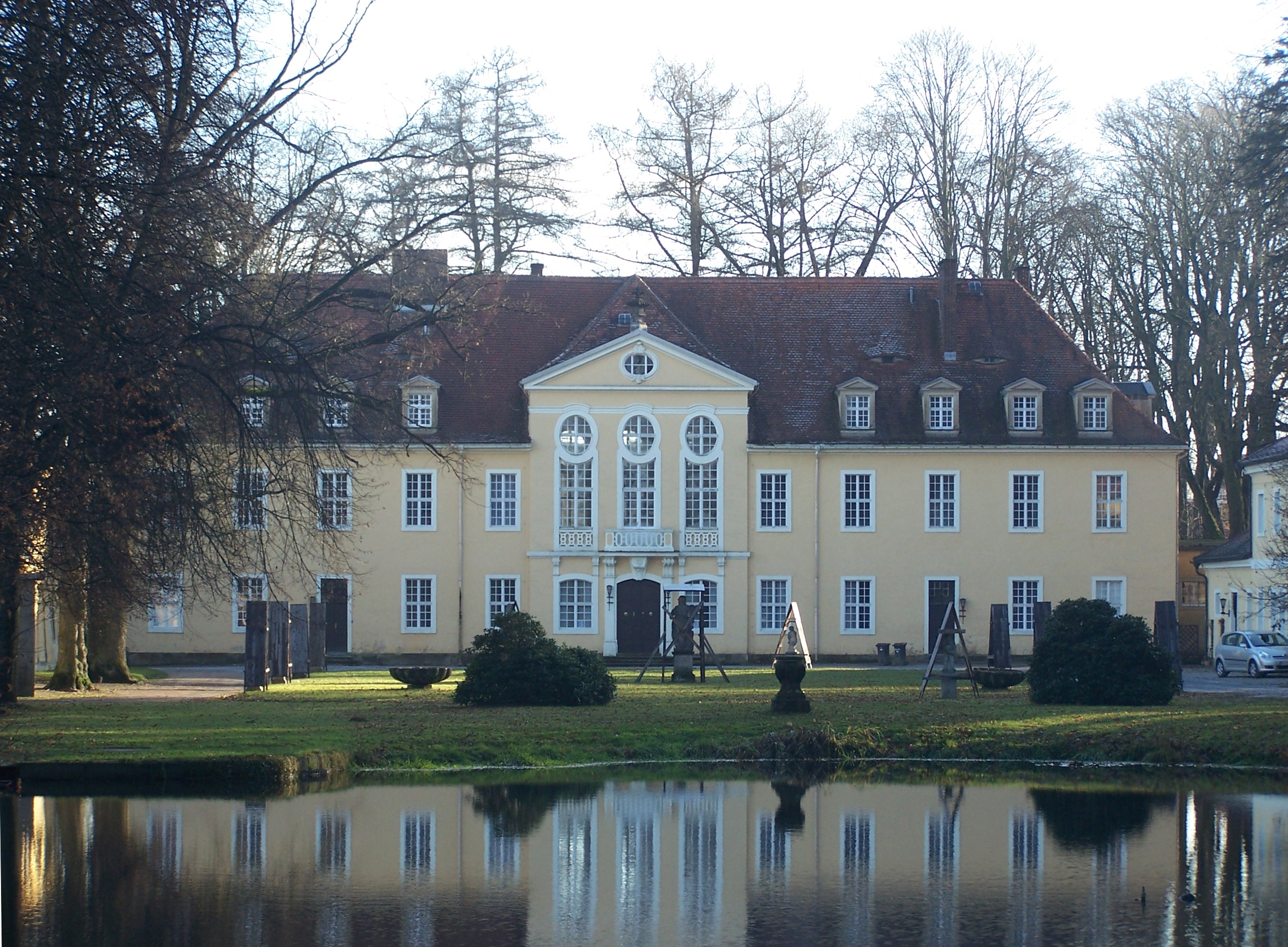
Schloss Oberlichtenau

### Iglesias

#### Iglesias de pueblo
Un género aparte del barroco sajón son las iglesias rurales desde la época posterior a la guerra de los Treinta Años hasta aproximadamente 1800. La opulencia, a menudo sorprendente, de epitafios y retablos respira la experiencia anterior de guerra y sufrimiento. Las iglesias de los pueblos, que marcaban la rutina diaria de los agricultores con el toque de campanas y a las que acudían los domingos con trajes festivos, son a menudo sencillas pero conmovedoras obras de piedad cristiana, testimonios anónimos de reverencia al santo y de petición de bendiciones de lo alto, dadas la dependencia existencial del clima y del éxito de la cosecha. Fueron construidas por los propios aldeanos o por constructores locales. Muchas iglesias de los pueblos también eran capillas palaciegas porque estaban bajo el patrocinio de la iglesia local. Los propietarios de las mansiones les proporcionaron altares, púlpitos y epitafios, así como vajillas de comunión, y les sirvieron de lugar de enterramiento, como la iglesia fortificada de Pomßen del barroco temprano . Sin embargo, las iglesias de la ciudad también solían estar ricamente amuebladas, como la Sankt-Nikolai-Kirche (Luckau).
Las iglesias del pueblo constaban de estructuras simples, una nave, a menudo con un presbiterio escalonado añadido al este, y una torre al oeste. Los diseños interiores son diversos y, a menudo, más conservadores que los de las iglesias urbanas del último estilo arquitectónico. Los altares de púlpito son comunes, al igual que las galerías extraídas del edificio del teatro, como en Ebersbach, en Uhyst o St. Nicolai  en Coswig. La mayor parte del tiempo el maestro del pueblo tocaba el órgano los domingos y al mismo tiempo hacía participar a sus alumnos en el coro de la iglesia; Los órganos Silbermann se pueden encontrar en unas 30 iglesias rurales.
Muchas iglesias del pueblo se construyeron en los períodos románico, gótico y renacentista, pero los muebles barrocos son comunes. Los edificios centrales barrocos se crearon bajo la influencia de la Frauenkirche de George Bähr en Dresde, como la Iglesia de Seiffen (1776-1779), pero también hubo otras aislados mucho antes, como la Carlsfelder Trinitatiskirche (1684-1688), cuyo exterior se atribuye a Klengel basándose en el modelo italiano, mientras que en el interior el altar, el púlpito y el órgano están dispuestos verticalmente para hacer evidente el servicio de palabra y música evangélica, basándose en el modelo original de la Schlosskirche Wilhelmsburg de 1590. De los grandes arquitectos barrocos de Dresde, George Bähr es quien construyó más iglesias, como la iglesia de Loschwitz, la Waisenhauskirche en Dresde, la capilla del castillo de Tiefenau (con altar del taller de Permoser), la capilla del castillo de Seußlitz, la iglesia de la Trinidad en Schmiedeberg, la iglesia en Beitzsch (Biecz) cerca de Pförten (Brody) y la Iglesia Evangélica en Forchheim; También participó en la construcción y remodelación de la Marienkirche Königstein, la iglesia de Kesselsdorf, la Stadtkirche Hohnstein y la Iglesia de Schmannewitz. La Trinitatiskirche de Kittlitz es obra del inspector urbanístico de Zittau, Andreas Hünigen.

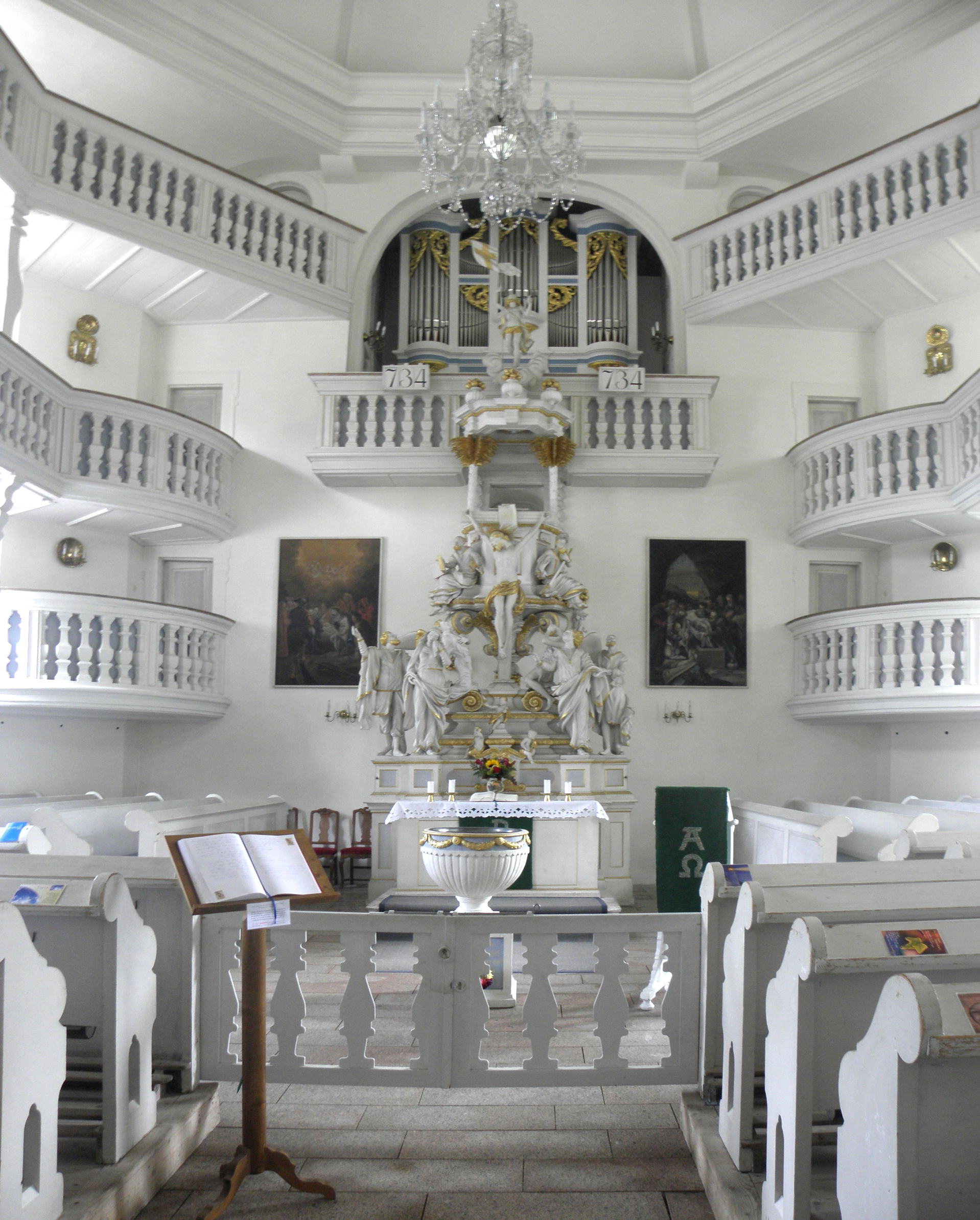
Iglesia de la Trinidad de Carlsfeld
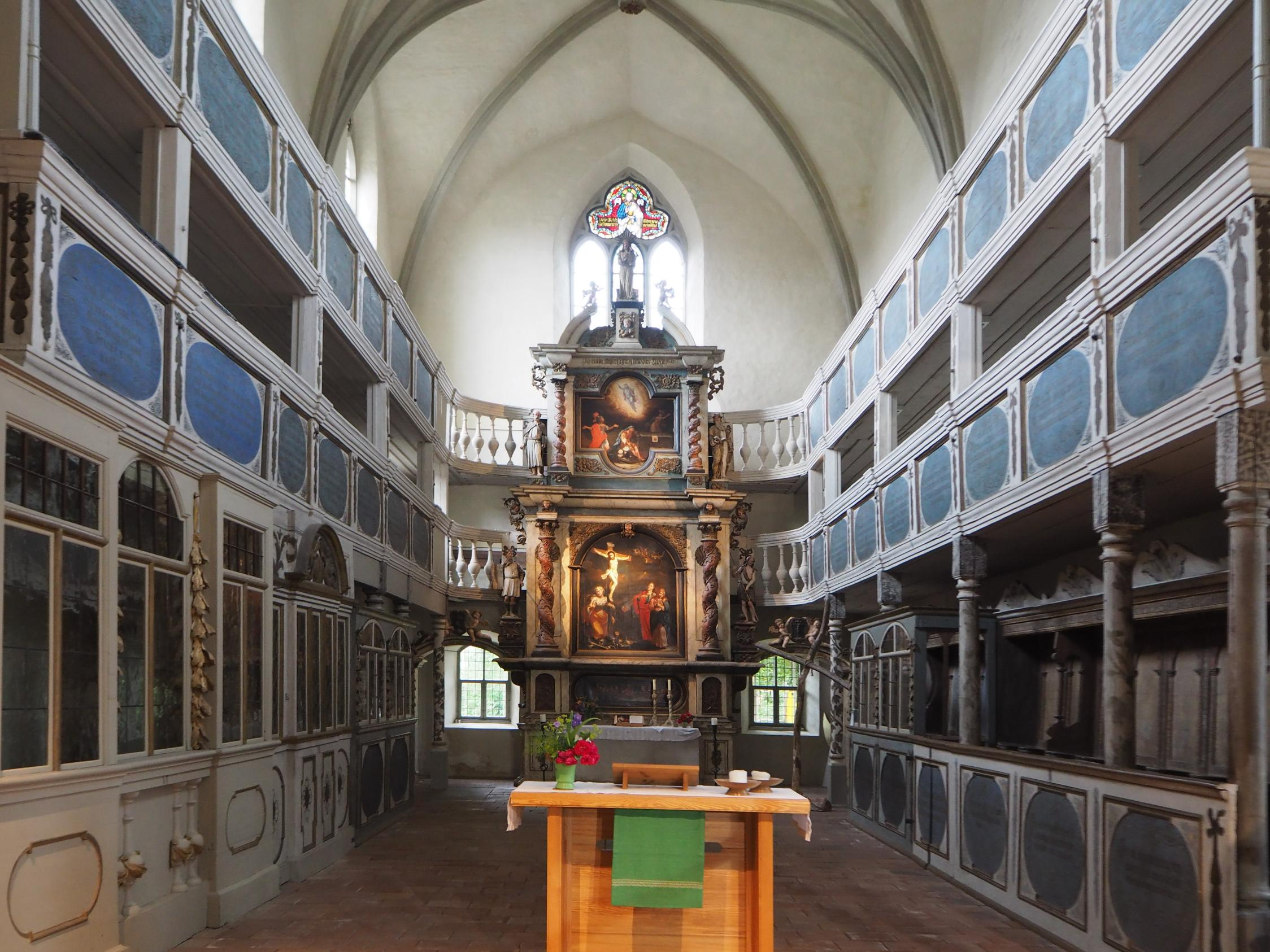
San Nicolás, Coswig
Capilla del castillo de Tiefenau (palco de los patrones)Capilla del castillo de Tiefenau (palco de los patrones)
Capilla del castillo de Tiefenau (altar cancela del taller de Permoser)Capilla del castillo de Tiefenau (altar cancela del taller de Permoser)
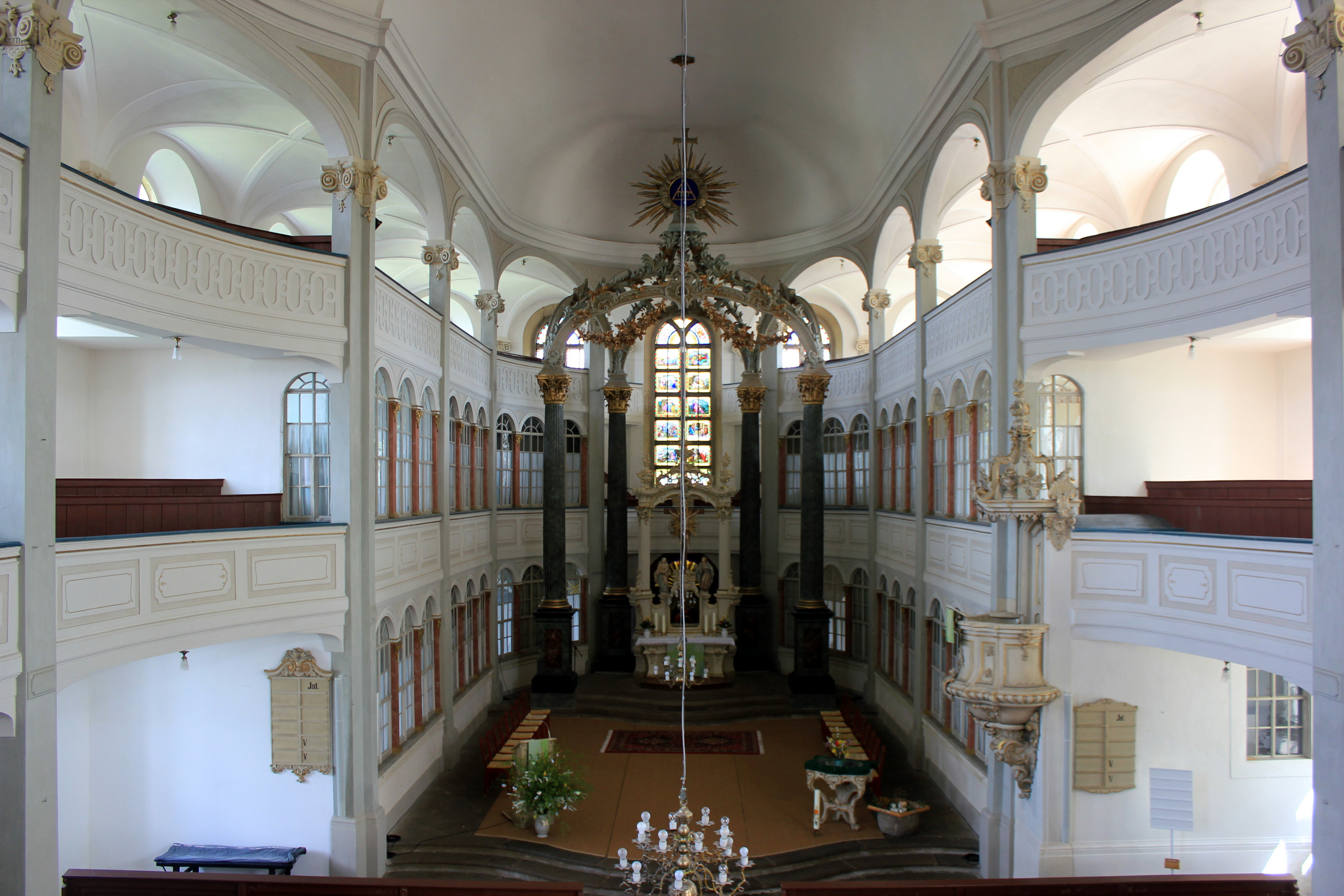
Iglesia de la Trinidad en  Kittlitz

#### Monasterios
Lusacia perteneció a las tierras de la Corona de Bohemia hasta 1635 y sólo después a Sajonia. A diferencia de Sajonia, allí la Reforma no se llevó a cabo de forma centralizada. Aquí los sorabos y los alemanes convivían pacíficamente, había dos culturas y más tarde incluso dos denominaciones; La catedral de San Pedro en Bautzen, por ejemplo, se utilizaba como iglesia simultánea (Simultankirche) desde 1524 y fue la primera en Alemania. La iglesia parroquial de la Santísima Trinidad de Lauban también había sido utilizada desde tiempos inmemoriales por el convento de la Magdalena y desde la Reforma por los ciudadanos protestantes de la ciudad.
A diferencia de Sajonia, los monasterios medievales de Lusacia no fueron disueltos durante la Reforma. Los dos monasterios cistercienses de St. Marienthal y St. Marienstern en Alta Lusacia existen ininterrumpidamente como comunidades espirituales desde 1234 y 1248 respectivamente. Bajo Agosto el Fuerte vivieron su apogeo y adquirieron un magnífico estilo barroco. El monasterio cisterciense de Neuzelle , en la Baja Lusacia, también experimentó una transformación barroca después de la guerra de los Treinta Años: durante la época de Augusto fue decorado con un rico interior por arquitectos bohemios y bávaros; sólo después de la transición a Prusia se secularizó en 1817; En 2018, la orden cisterciense abrió aquí un nuevo priorato. Un homólogo protestante es el noble Fräuleinstift Joachimstein, que fue construido en 1722 y ahora se encuentra justo al otro lado de la frontera polaca.

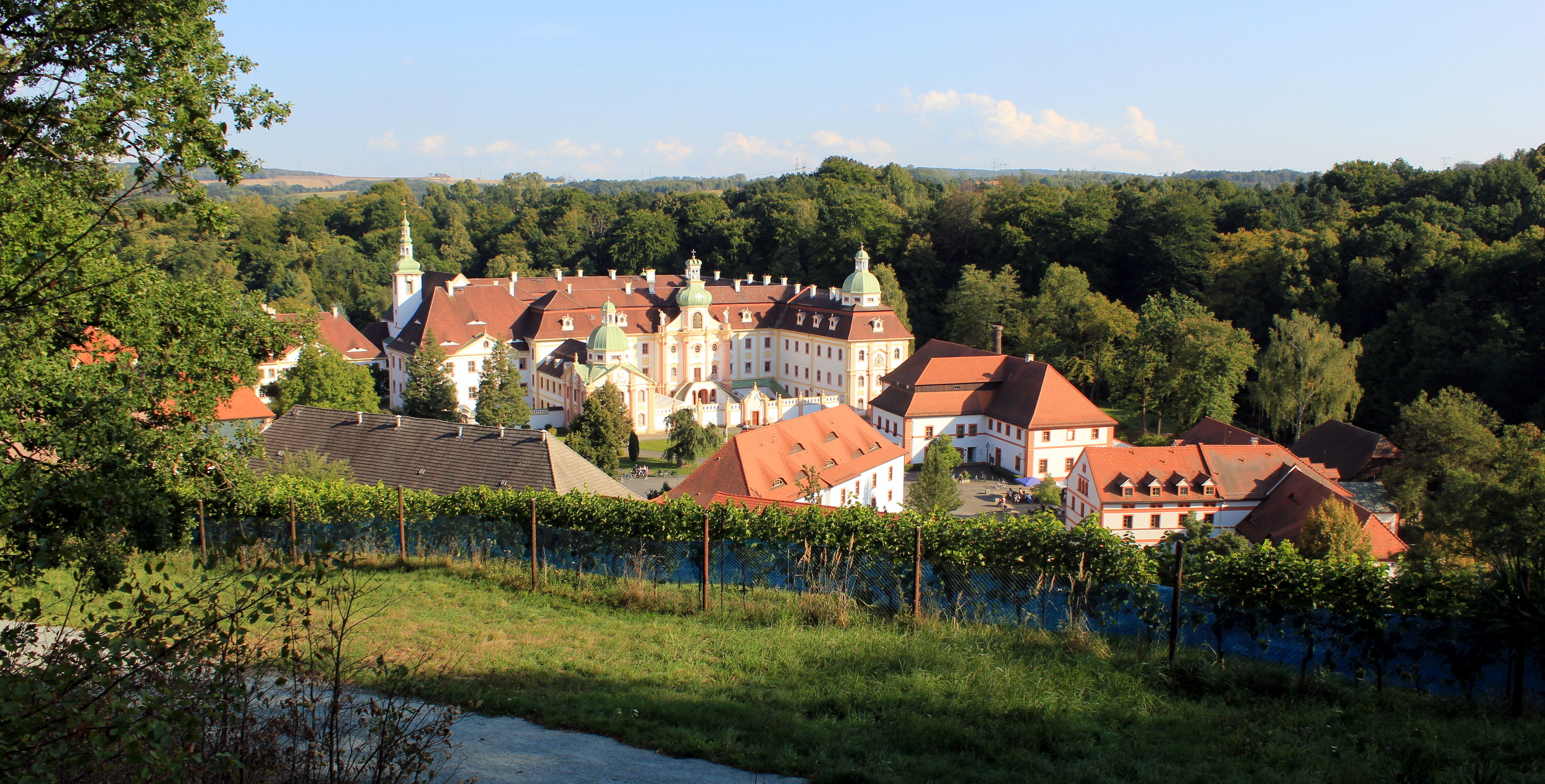
Monasterio de San Marienthal
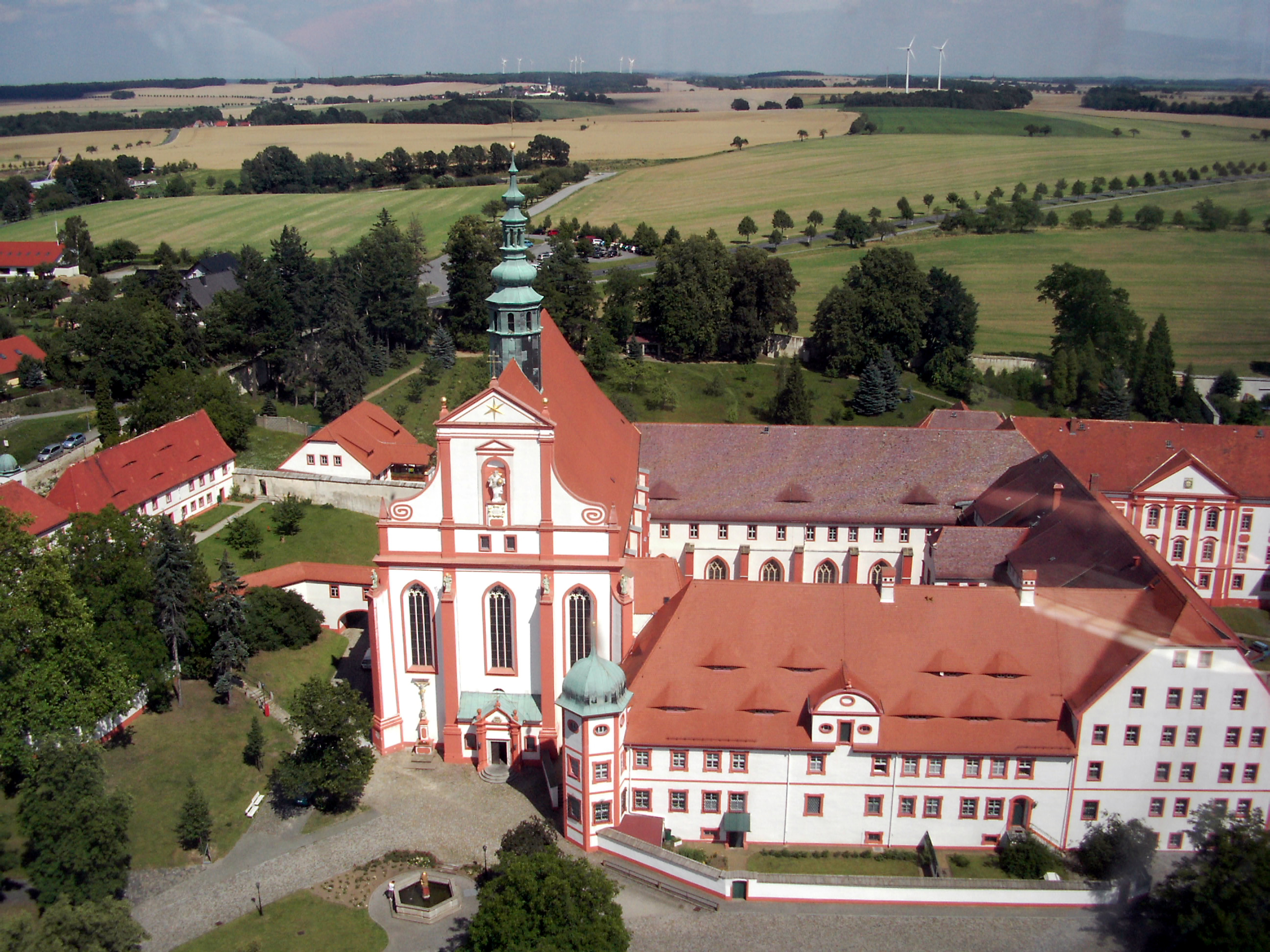
Monasterio de San Marienstern
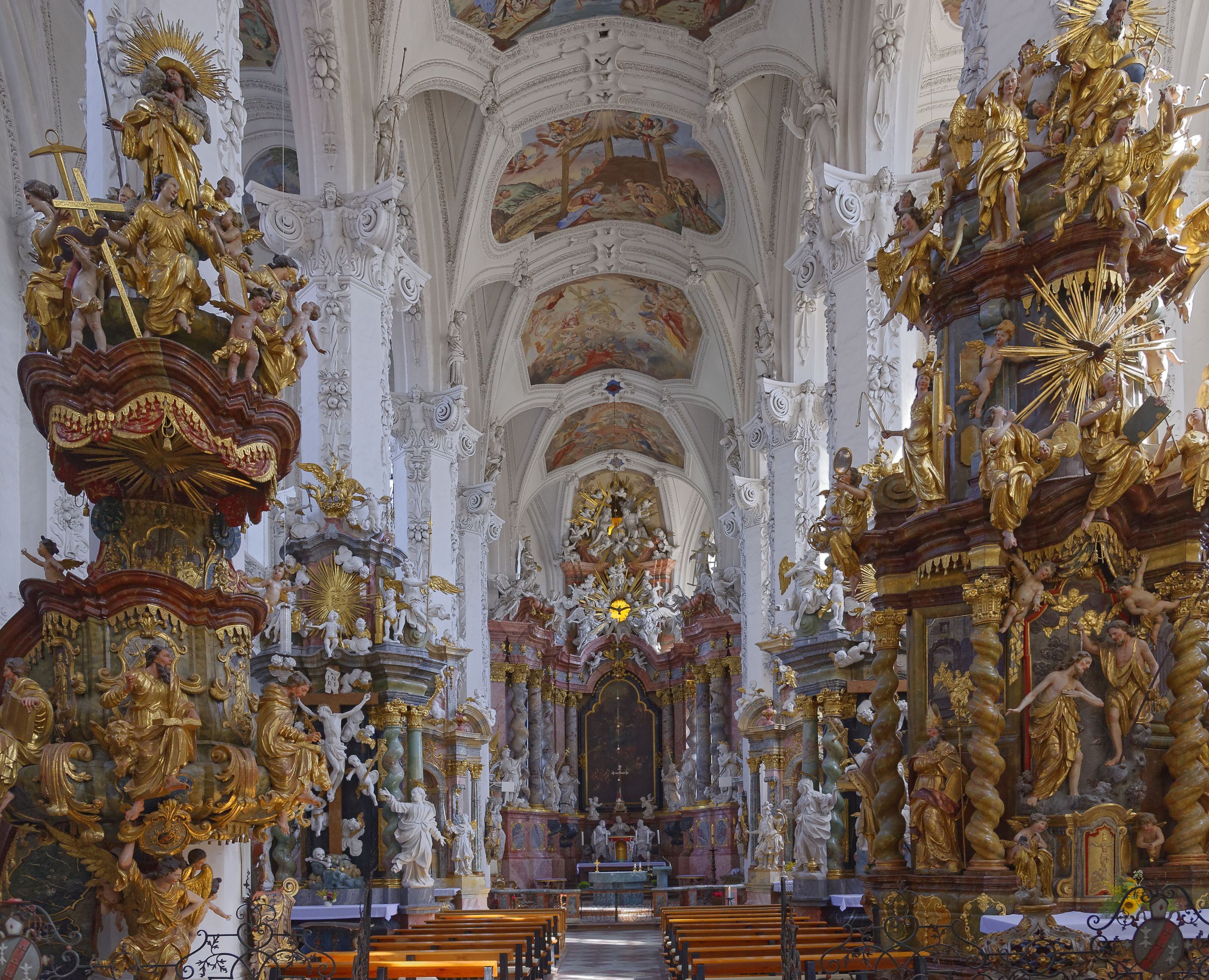
Iglesia del monasterio de Neuzelle
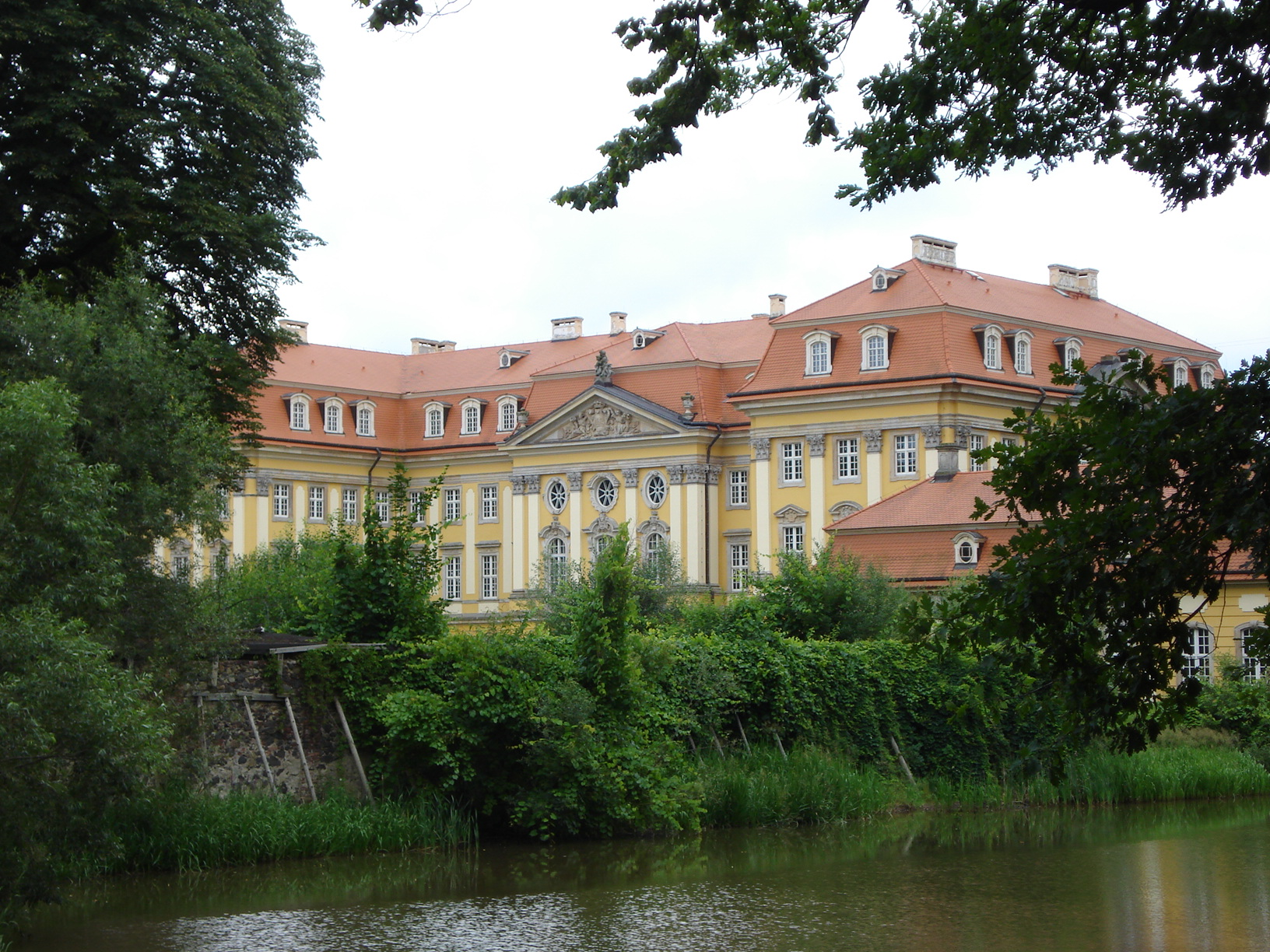
Abadía de Joachimstein

### Edificios en Varsovia y Polonia

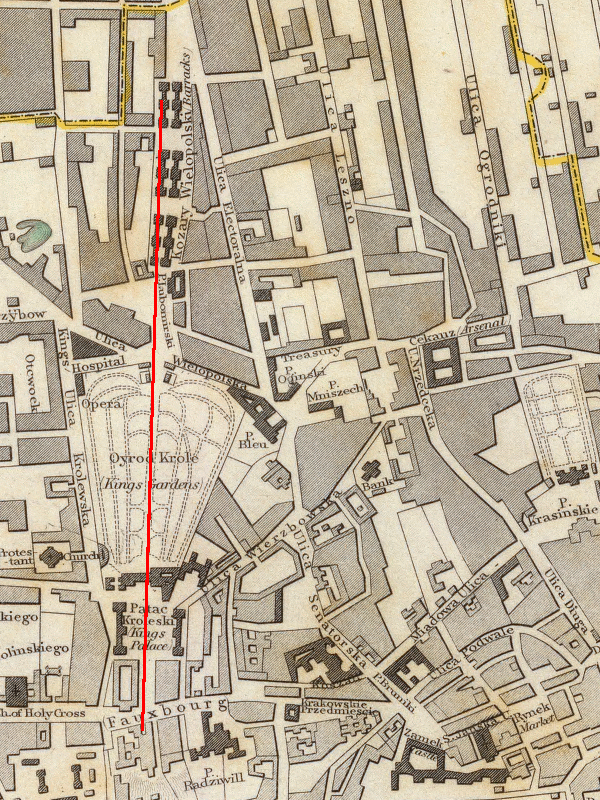
Eje sajón en Varsovia

Hacia 1700 Augusto el Fuerte hizo construir en Varsovia el Eje sajón con varios edificios representativos. Joachim Daniel Jauch estuvo particularmente activo en Varsovia.
- Ampliación del Palacio Residencial de Varsovia (ala rococó de  Gaetano Chiaveri bajo Augusto III)
- Conversión del  palacio Sajón
- Casas de juegos en el jardín sajón
- Stationsweg de Varsovia en Ujazdow (hoy: Ujazdowski-Alleen)
- Iglesia de los Boni Fratelli
- Caserna Casimir
- Conversión del Palacio Azul
- Reconstrucción del Palacio Sulkowski (ahora Palacio Kazimierz)
- Reconstrucción de los Arsenales de Varsovia
- Reconstrucción de la iglesia en Wola

En Varsovia también trabajaron arquitectos formados en Prusia, como el maestro de obras  Andreas Schlüter. Posteriormente, numerosos artesanos de Sajonia se trasladaron a Berlín y Potsdam y ayudaron a dar forma al rococó frideriziano entre ellos artistas importantes como los hermanos Johann Michael y Johann Christian Hoppenhaupt, el pintor Carl Friedrich Fechhelm y el director de jardines Heinrich Ludwig Manger.

## Artistas del barroco sajón
Por año de nacimiento:
- Wolf Caspar von Klengel (1630-1691), maestro de obras y fundador del barroco sajón (Schlossturm, capilla de Moritzburg, Hofgestüt Bleesern)
- Johann Georg Starcke (1630-1695), maestro de obras del primer edificio barroco de Dresde (alacio en el Gran Jardín, Palais im Großen Garten)
- Johann Friedrich Karcher (1650-1726), jardinero (Großer Garten)
- Johann Gregor Fuchs (1650-1715), maestro de obras (Leipzig)
- Balthasar Permoser (1651-1732), escultor (Zwinger)
- Conrad Max Sussner (1652-1696), escultor
- Matthäus Daniel Pöppelmann (1662-1736), maestro de obras (Zwinger)
- Conde August Christoph von Wackerbarth (1662-1734),  oficial de ingeniería y arquitecto de la fortaleza, jefe del cuerpo de ingenieros, director general de los edificios civiles y militares en Sajonia/Polonia y superior de la oficina de superestructura civil en Dresde, director de Dresde Barroco („Regisseur des Dresdner Barock“)
- Barón Raymond Leplat (1664-1742), ayudó a Pöppelmann en el diseño de interiores
- Johann Melchior Dinglinger (1664-1731), orfebre
- Johann Christoph von Naumann (1664-1742), ingeniero y arquitecto
- Georg Haase (1665-1725), maestro de obras
- George Bähr (1666-1738), maestro carpintero y arquitecto (Frauenkirche)
- David Schatz (1667-1750), maestro de obras (Leipzig)* Zacharias Longuelune (1669-1748), arquitecto francés
- Jean de Bodt (1670-1745), arquitecto, desde 1728 sucesor de Wackerbarth como director general de construcción (ministro de construcción de Augusto el Fuerte)
- Louis de Silvestre (1675-1760), pintor de la corte francesa en Dresde
- Christian Döring (1677-1750), maestro de obras(Leipzig)
- Jan Dismas Zelenka (1679-1745), compositor
- Johann Friedrich Böttger (1682-1719), coinventor de la porcelana en Europa  Hauptstraße 17 y 19, Neue Königsstadt, casas de Benjamin Thomae y Johann Gottfried Knöffler
- Johann Benjamin Thomae (1682-1751), escultor
- George Werner (1682-1758), maestro de obras (Leipzig)
- Johann David Heinichen (1683-1729), compositor
- Johann Gottfried Silbermann (1683-1753), maestro organero (órganos de la Frauenkirche, Sophienkirche  y la Hofkirche católica)
- Johann Sebastian Bach (1685-1750), compositor (Leipzig)
- Johann Gottfried Fehre (1685-1753), maestro de obras
- Johann Christoph Knöffel (1686-1752), arquitecto y planificador de jardines rococó sajón
- Johann Georg Pisendel (1687-1755), concertino
- Lorenzo Mattielli (1687-1748), escultor italiano (en Viena y Dresde)
- Joachim Daniel von Jauch (1688-1754), maestro de obras y líder de la industria de la construcción sajona en Polonia
- Gaetano Chiaveri (1689-1770), arquitecto italiano (Hofkirche)
- Johann Christian Kirchner (1691-1732), escultor
- Johann Joachim Quantz (1697-1773), músico
- Johann Adolph Hasse (1699-1783), compositor
- Andreas Adam (1699-1746), arquitecto
- Friedrich Seltendorff (1700-1778), maestro de obras (Leipzig)
- Julius Heinrich Schwarze (1706-1775), maestro de obras
- Johann Joachim Kändler (1706-1775), diseñador de porcelana
- Johann George Schmidt (1707-1774), maestro carpintero y maestro de obras
- Wilhelm Friedemann Bach (1710-1784), organista de laSophienkirche
- Samuel Locke (1710-1793) (Neumarkt), maestro de obras de obras del rococó civil de Dresde
- Gottfried August Homilius (1714-1785),  organista y director musical
- Johann Gottfried Knöffler (1715-1779), escultor
- Christian Friedrich Exner (1718-1798), maestro de obras
- Bernardo Bellotto genannt Canaletto (1721-1780), pintor veneciano
- Carl Friedrich Abel (1723-1787), virtuoso de la viola
- Johann Friedrich Knöbel (1724-1792), maestro de obras (Dresde y  Varsovia)
- Johann Daniel Schade (1730-1798), maestro de obras
- Christian Traugott Weinlig (1739-1799), maestro de obras
- Gottlob August Hölzer (1744-1818), maestro de obras